# Detmold

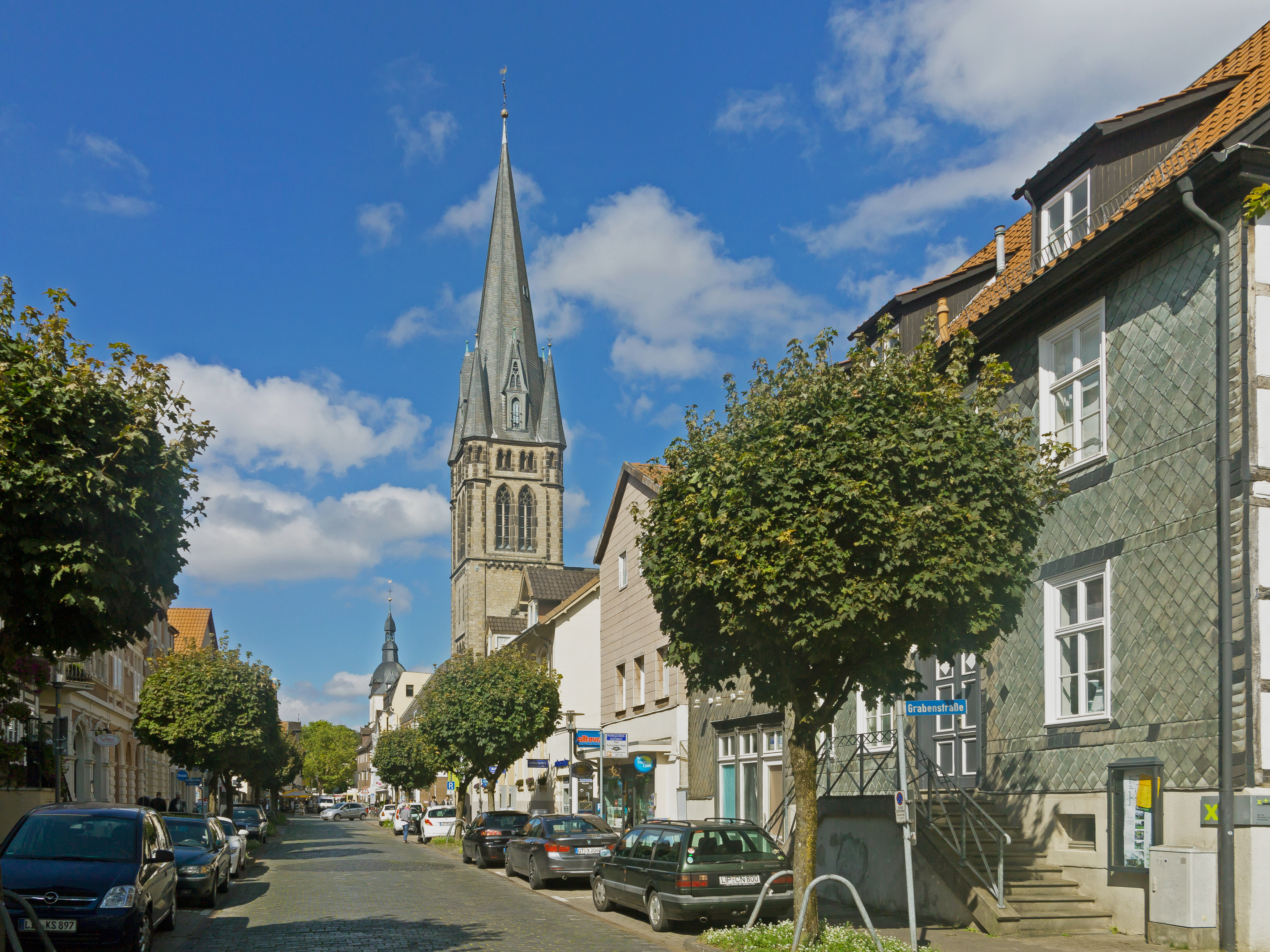
Detmold, Martin-Luther-Kirche im Straßenbild

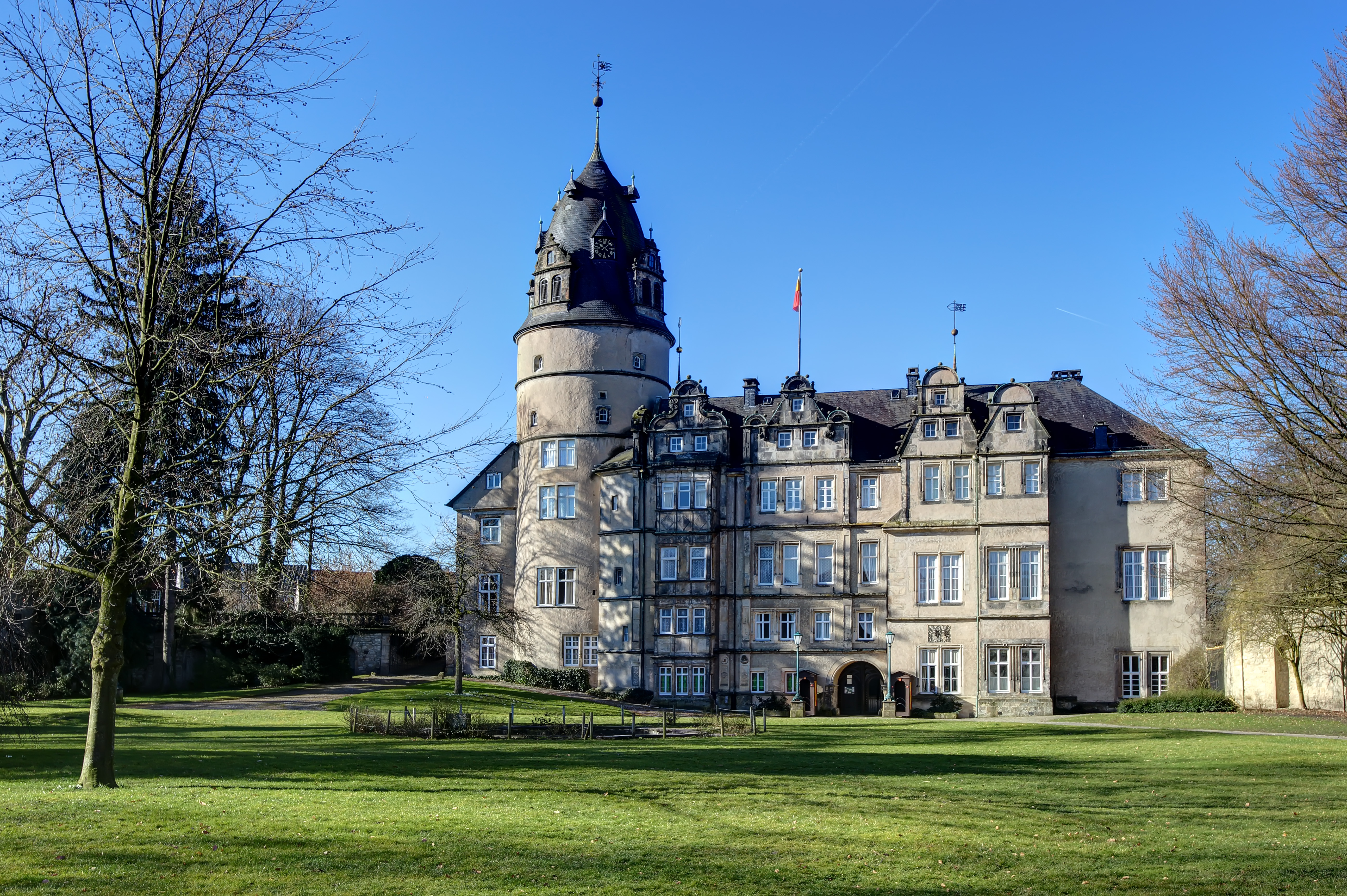
Fürstliches Residenzschloss Detmold

Detmold [ˈdɛtʰmɔlt] ⓘ (niederdeutsch Deppelt, Deppeln, auch [in Lautschrift] Deppəl) ist eine Mittelstadt in der Region Ostwestfalen-Lippe in Nordrhein-Westfalen. Mit ungefähr 75.000 Einwohnern ist Detmold die größte Stadt im Kreis Lippe. Sie ist Hochschul- und Behördenstadt: zum einen durch die ansässige Musikhochschule und die Technische Hochschule Ostwestfalen-Lippe, zum anderen durch die Kreisverwaltung und die Bezirksregierung des Regierungsbezirks Detmold.
Als besondere touristische Attraktion findet sich mit dem Hermannsdenkmal die höchste Statue Deutschlands in Detmold-Hiddesen. Weitere wichtige kulturelle Einrichtungen sind das größte Freilichtmuseum Deutschlands und das Landestheater Detmold. Das Deutsche Jugendherbergswerk hat seinen Sitz in Detmold.
Von 1468 bis 1918 war Detmold die Residenzstadt der Herren, Grafen und Fürsten zur Lippe, danach bis 1947 Hauptstadt des Freistaats Lippe bzw. des Landes Lippe, welches anschließend in das neue Bundesland Nordrhein-Westfalen eingegliedert wurde. Von 1932 bis 1972 war Detmold Sitz des Kreises Detmold. Seit 1973 ist Detmold Sitz des aus den zusammengelegten Kreisen Detmold und Lemgo bestehenden Kreises Lippe.

## Geografie

### Geografische Lage
Detmold liegt in der Region Ostwestfalen-Lippe im Osten Nordrhein-Westfalens am Rande des Naturparks Teutoburger Wald/Eggegebirge. Der Süden des Stadtgebiets wird vom Teutoburger Wald bedeckt, die eigentliche Stadt liegt nördlich davon, rund 30 Kilometer östlich von Bielefeld und zirka 100 Kilometer südwestlich von Hannover.
Entwässert wird das Stadtgebiet von der Werre, in die in der Stadt der Knochenbach und der Heidenbach münden. Der Knochenbach entsteht aus der Vereinigung der Wiembecke und der Berlebecke im Ortsteil Heiligenkirchen. Größere Stehgewässer sind der Meschesee in Heidenoldendorf und der Donoperteich in Hiddesen.

### Geologie

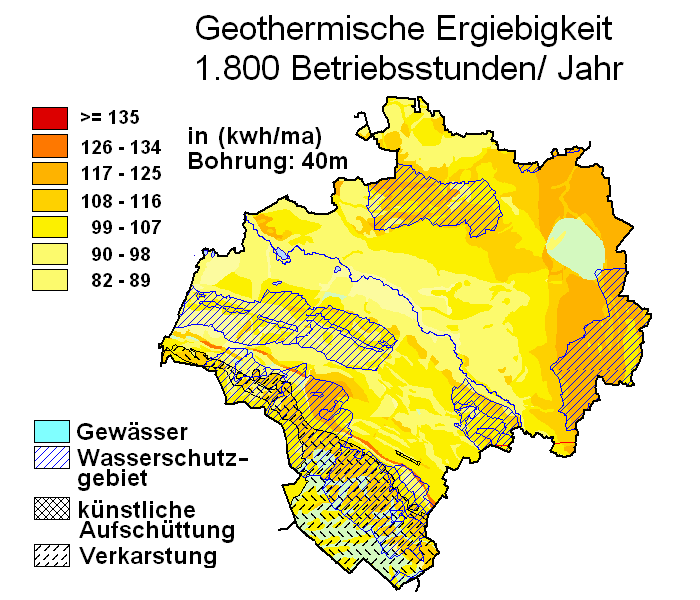
Geothermische Karte von Detmold

Das Stadtgebiet weist, wie der gesamte lippische Raum, eine große geologische Vielfalt auf. Südlich der Detmolder Innenstadt verläuft der Kamm des Osning, der zusammen mit dem Eggegebirge den langgestreckten Teutoburger Wald bildet. Der Osning ist aus kalkigen Sandsteinen des Trias aufgebaut, mit vielen Brüchen und Falten. Diese Zerklüftung ist ein Grund dafür, dass es in der Umgebung so viele Kurorte und Mineralwasserquellen gibt. Der Ortsteil Hiddesen ist ein solcher Kurort mit Schonklima.
Die Böden weisen eine mittlere bis sehr gute Qualität auf. Zum Ende der letzten Kaltzeit hin lagerte sich entlang des nördlichen Hangs des Teutoburger Waldes Mergelstaub ab und bildete Lösserden. Bis dorthin waren die Gletscher vorgedrungen. Vorherrschender Untergrund sind Sand- und Tonsteine aus dem Mesozoikum. Darauf befinden sich überwiegend Podsol-Braunerden und Pseudogley-Braunerden. Im nordwestlichen Stadtgebiet dominieren die Keuperhügel des Lipperlandes. Entlang der Werre durchziehen von Südosten nach Nordwesten Auenböden das Stadtgebiet. In den höheren Lagen des Osningkamms besteht die Oberschicht aus Muschelkalk, in dem vielfach Fossilien zu finden sind.
Ein bekannter Geologe, der die Sandsteine des Teutoburger Waldes erforscht hat, war der Gymnasialprofessor Otto Weerth.
Exponate zur Detmolder Geologie sind im Lippischen Landesmuseum ausgestellt oder befinden sich dort im Fundus.
Die Eignung des Stadtgebiets von Detmold zur Nutzung von geothermischen Wärmequellen mittels Erdwärmesonde und Wärmegewinnung durch Wärmepumpenheizungen ist standortabhängig sehr unterschiedlich. Es gibt Standorte mit geringer, aber auch solche mit sehr guter Eignung (vgl. die nebenstehende Karte).

### Ausdehnung und Nutzung des Stadtgebiets
Die als „Große Mittelstadt“ klassifizierte Stadt erstreckt sich über eine Fläche von 129,39 Quadratkilometer. Das Gemeindegebiet hat eine maximale Ausdehnung sowohl in Ost-West-Richtung als auch in Nord-Süd-Richtung von etwa 15,5 Kilometer. Die Angaben über die Nutzungsart stammen aus dem Jahr 2015:
| Fläche nach Nutzungsart | Landwirt- schafts- fläche | Wald- fläche | Gebäude-, Frei- und Betriebsfläche | Verkehrs- fläche | Wasser- fläche | Sport- und Grünfläche | sonstige Nutzung |
| ----------------------- | ------------------------- | ------------ | ---------------------------------- | ---------------- | -------------- | --------------------- | ---------------- |
| Fläche in km²           | 52,11                     | 42,50        | 20,97                              | 8,41             | 0,82           | 4,14                  | 0,44             |
| Anteil an Gesamtfläche  | 40,27 %                   | 32,85 %      | 16,21 %                            | 6,50 %           | 0,63 %         | 3,20 %                | 0,34 %           |

### Nachbargemeinden
Detmold ist nur von Städten und Gemeinden des Kreises Lippe umgeben, diese sind (im Uhrzeigersinn beginnend im Norden) Lemgo, Blomberg, Horn-Bad Meinberg, Schlangen, Augustdorf und Lage.

### Stadtgliederung

Stadtteile

Nach § 3 Abs. 1 ihrer Hauptsatzung gliedert sich die Stadt Detmold in folgende 27 Ortsteile: Die Einwohnerzahlen stammen von 2017.
| Ortsteil              | Einwohner | Fläche (km²) | Bevölkerungsdichte (Einwohner/km²) |
| --------------------- | --------- | ------------ | ---------------------------------- |
| Barkhausen            | 00.178    | 05,31        | 0034                               |
| Bentrup               | 00.367    | 03,25        | 0113                               |
| Berlebeck             | 02.233    | 12,61        | 0177                               |
| Brokhausen            | 00.505    | 04,10        | 0123                               |
| Detmold-Nord          | 28.017    | 11,80        | 2374                               |
| Detmold-Süd           | 28.017    | 11,80        | 2374                               |
| Diestelbruch          | 02.162    | 04,73        | 0457                               |
| Hakedahl/Herberhausen | 02.202    | 03,48        | 0633                               |
| Heidenoldendorf       | 08.113    | 06,14        | 1321                               |
| Heiligenkirchen       | 03.143    | 09,99        | 0315                               |
| Hiddesen              | 07.375    | 11,35        | 0650                               |
| Hornoldendorf         | 00.145    | 03,92        | 0037                               |
| Jerxen-Orbke          | 03.252    | 03,01        | 1080                               |
| Klüt                  | 01.672    | 03,01        | 0555                               |
| Loßbruch              | 00.798    | 01,05        | 0760                               |
| Mosebeck              | 00.433    | 04,21        | 0103                               |
| Niederschönhagen      | 00.076    | 02,60        | 0029                               |
| Nienhagen             | 00.318    | 03,68        | 0086                               |
| Niewald               | 00.057    | 01,38        | 0041                               |
| Oberschönhagen        | 00.072    | 04,10        | 0018                               |
| Oettern-Bremke        | 00.151    | 03,25        | 0046                               |
| Pivitsheide V. H.     | 03.086    | 03,45        | 0894                               |
| Pivitsheide V. L.     | 06.414    | 05,90        | 1087                               |
| Remmighausen          | 01.714    | 03,77        | 0455                               |
| Schönemark            | 00.211    | 04,50        | 0047                               |
| Spork-Eichholz        | 03.162    | 03,20        | 0988                               |
| Vahlhausen            | 00.534    | 02,48        | 0215                               |

### Klima
Das Detmolder Stadtgebiet gehört zum maritimen Klimabereich Nordwestdeutschlands. Die Jahresdurchschnittstemperatur beträgt etwa 9 °C, der südliche Stadtrand ist kälter, während die nördlichere Peripherie wärmer als das Mittel ist. Die Monatsmittel schwanken regionaltypisch von etwa 0 °C im Januar bis 17 °C im Juli/August. Die Jahresniederschlagsmenge beträgt etwa 900 Millimeter Wassersäule, zum Teutoburger Wald hin zunehmend. Die durchschnittliche jährliche Sonneneinstrahlung beträgt 955 Kilowattstunden pro Quadratmeter.
Für den relativ hoch und direkt am Teutoburger Wald gelegenen Detmolder Ortsteil Hiddesen ergeben sich folgende, im Vergleich zum Stadtzentrum kühlere und feuchtere, Klimawerte:
|                        | Jan  | Feb  | Mär | Apr  | Mai  | Jun  | Jul  | Aug  | Sep  | Okt  | Nov | Dez  |   |      |
| Mittl. Temperatur (°C) | 0,3  | 0,5  | 4,5 | 7,5  | 12,0 | 15,0 | 17,0 | 16,8 | 14,0 | 9,5  | 4,9 | 2,5  | ⌀ | 8,8  |
| Mittl. Tagesmax. (°C)  | 2,5  | 4,0  | 8,0 | 12,5 | 17,0 | 20,0 | 22,0 | 22,0 | 18,0 | 14,0 | 7,5 | 4,5  | ⌀ | 12,7 |
| Mittl. Tagesmin. (°C)  | −2,0 | −1,9 | 0,1 | 4,0  | 7,0  | 10,0 | 12,0 | 12,0 | 9,5  | 5,5  | 2,5 | −0,5 | ⌀ | 4,9  |
|                        |      |      |     |      |      |      |      |      |      |      |     |      |   |      |
| Niederschlag (mm)      | 85   | 60   | 70  | 65   | 75   | 82   | 81   | 78   | 70   | 65   | 85  | 95   | Σ | 911  |
|                        |      |      |     |      |      |      |      |      |      |      |     |      |   |      |
| Sonnenstunden (h/d)    | 1    | 2    | 3   | 5    | 6,2  | 6,2  | 6    | 5,8  | 5    | 3,5  | 1   | 0,8  | ⌀ | 3,8  |

| −2,0 |

| −1,9 |

| 0,1 |

| 4,0 |

| 7,0 |

| 10,0 |

| 12,0 |

| 12,0 |

| 9,5 |

| 5,5 |

| 2,5 |

| −0,5 |

| −2,0 |

| −1,9 |

| 0,1 |

| 4,0 |

| 7,0 |

| 10,0 |

| 12,0 |

| 12,0 |

| 9,5 |

| 5,5 |

| 2,5 |

| −0,5 |

## Geschichte

### Mittelalter und Stadtgründung

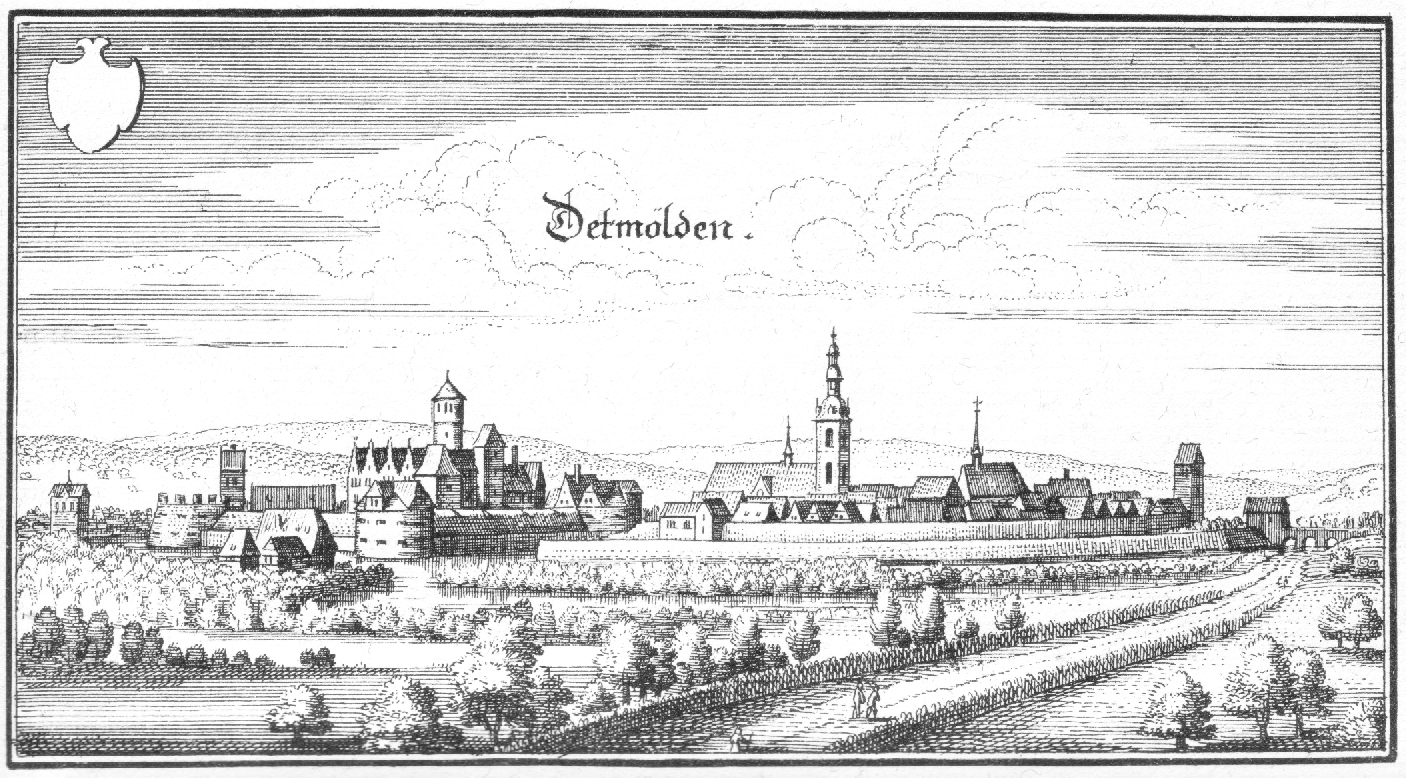
Kupferstich der Stadtansicht von „Detmolden“ nach Matthäus Merian, 1647

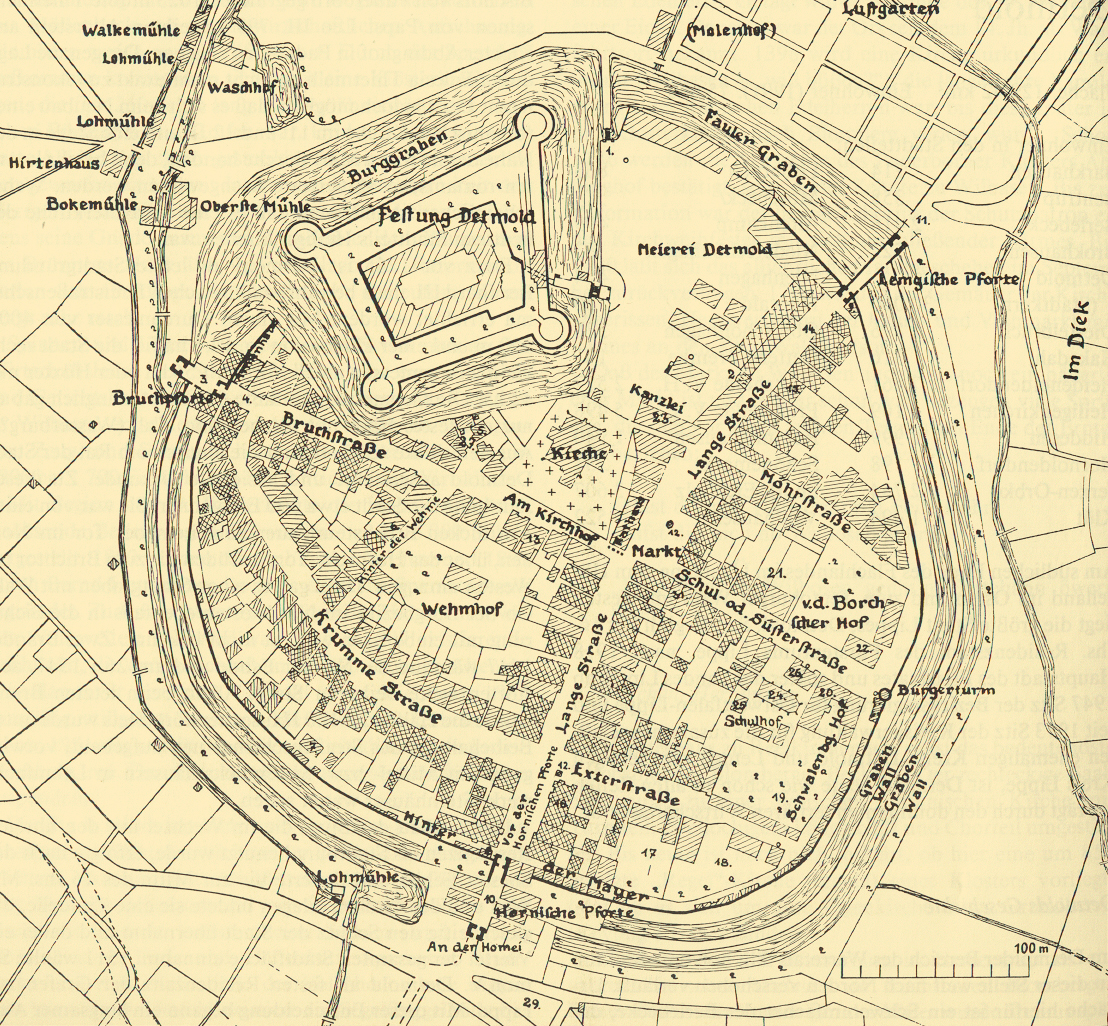
Detmold um 1660

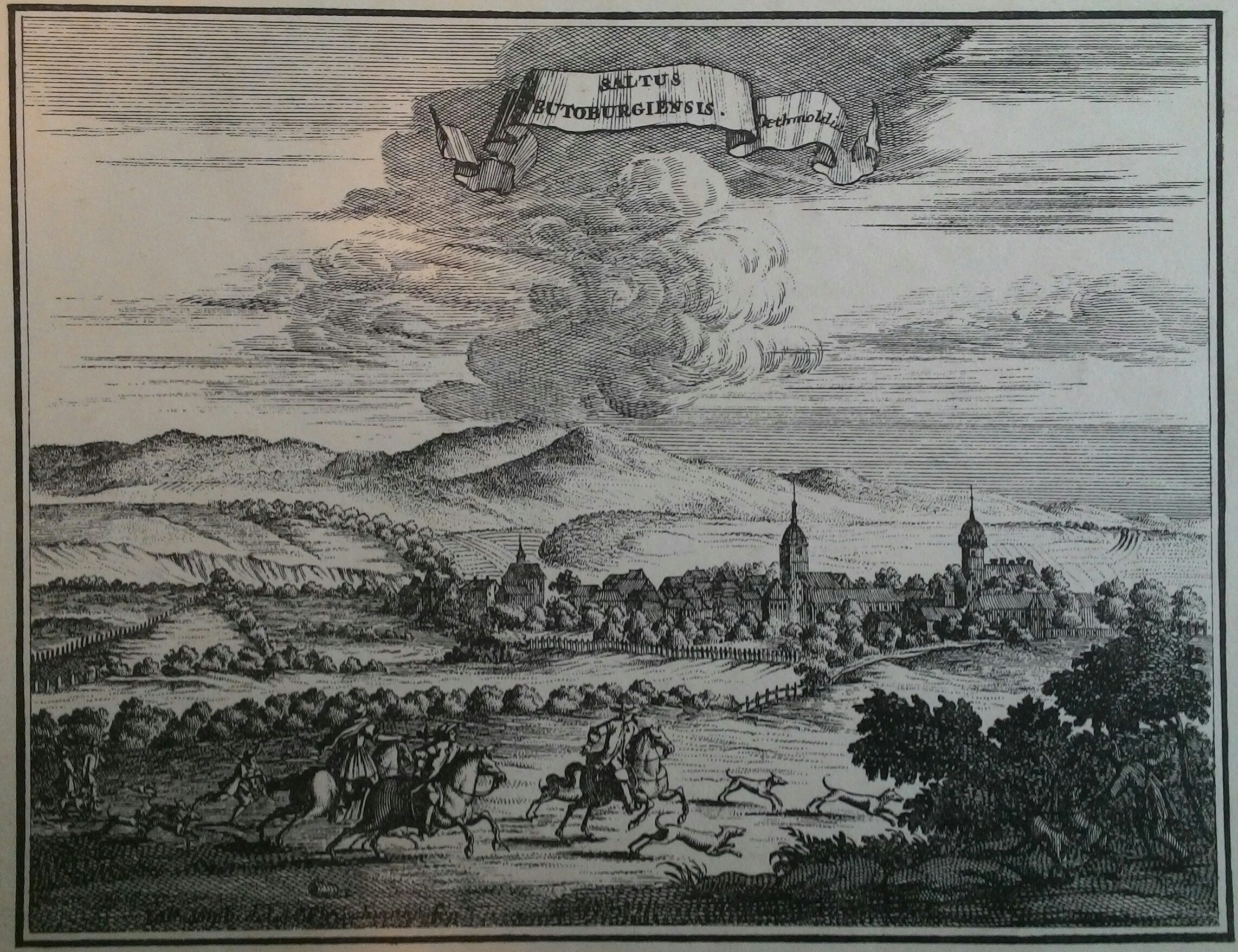
Kupferstich von Detmold um 1670 nach Johann Georg Rudolphi mit Blick auf die Grotenburg

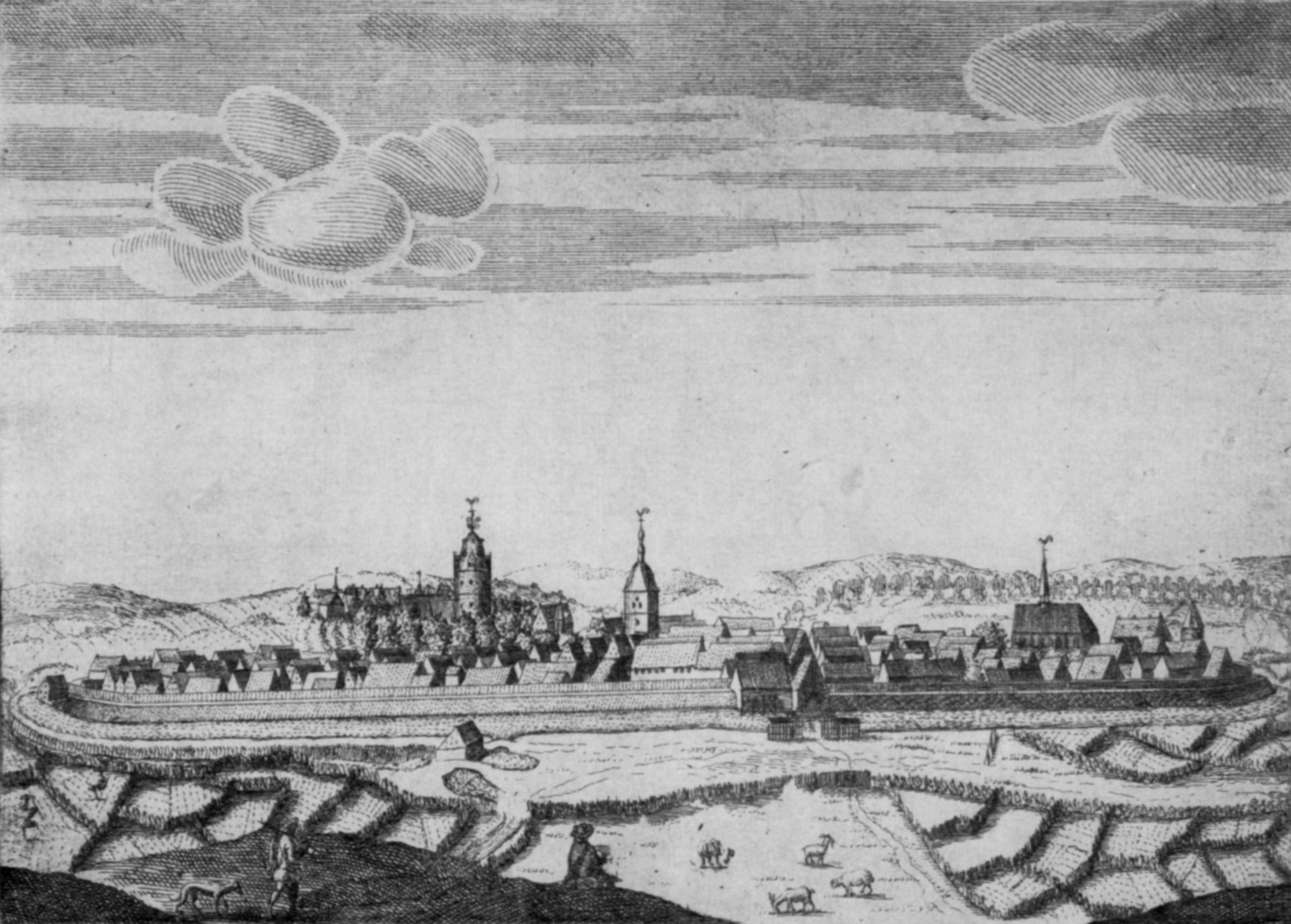
Kupferstich von Detmold um 1664 von Elias und Heinrich van Lennep, Blick von Süden entlang des Knochenbachs hin zum Hornschen Tor

Detmold wurde 783 als Theotmalli erstmals erwähnt (bei Johannes Piderit 1627 als Dithmal, Dithmaldt), nach Einhard und anderen leitet sich der Name von der althochdeutsch-altsächsischen Bezeichnung einer Volkgerichtsstätte (Thing) ab (Theot für das Volk; mahal für Gericht, Gerichtsstätte), deren Ursprung vermutlich bis zurück in die Römerzeit reicht. In diesem Jahre soll hier Karl der Große in den Sachsenkriegen von den Sachsen geschlagen worden sein.
Ab 1005 wurde es in Altsachsen Tietmelli- oder Theotmalli-Gau genannt. Aus dem Jahre 1023 wird überliefert, dass es seinen 799 geweihten Altarstein an das Kloster Abdinghof in Paderborn abgab. Der Ort Detmelle am Werreübergang an der alten Handelsstraße von Paderborn nach Lemgo, wo es seit den Franken eine Siedlung mit Taufkirche und einigen bäuerlichen Anwesen gab, erhielt 1263 vom Edlen Herrn Bernhard III. zur Lippe das Lippstädter Stadtrecht. Im Zuge der Stadtgründung bekam Detmelle eine bescheidene Gemarkung von 971 Hektar und einen Diakon. Die früheste noch erhaltene und mit dem Stadtsiegel versehene Urkunde stammt aus dem Jahr 1305 und befindet sich im Stadtarchiv Paderborn. 1265 trug das Marktprivileg zur Weiterentwicklung Detmolds bei und führte zur Gründung eines Jahrmarkts. Um 1300 wurde ein zweiter Jahrmarkt am Sonntag vor Martini (11. November) eingeführt.
Ein Stadtplan aus dem Mittelalter zeigt ein Straßenkreuz, das innerhalb eines nahezu kreisrunden Rings von etwa 500 Meter Durchmesser liegt. Die beiden Hauptstraßen teilen den Ort in vier verschieden große Stadtviertel, wobei das nach Nordwesten ausgerichtete Quartier die Burg des Landesherrn enthielt. Um 1305 war die gesamte Stadt durch Graben, Wall und Mauer gesichert. Innerhalb der Stadtmauer verlief eine schmale Gasse, die, wie auch einige Überreste der Mauer, zum Teil noch heute erhalten ist (Bruchmauer-, August-, Adolf- und Karlstraße). Die Nord-Süd-Achse bildete die Lange Straße mit je einem festen Doppeltor, dem Lemgoischen Tor an der Nordseite und dem Hornschen Tor an der Südseite. Die Ost-West-Achse wurde durch die heutige Schülerstraße und die Bruchstraße gebildet. Am Ostende befand sich der Bürgerturm, wo sich jenseits der Mauer das Sumpfgebiet der Werreniederung ausdehnte, und im Westen öffnete sich die Bruchpforte zur Stadthude für das Vieh der Detmolder Ackerbürger.
Die Burg wurde im 14. Jahrhundert von einem landesherrlichen Vogt verwaltet. Die Hofhaltung und der Lebensaufwand der Burgmannengeschlechter, wie der von dem Busche, von der Borch, von Exterde und Schwartz, mussten von den Bürgern erwirtschaftet werden und hielten eine selbständige Entfaltung des kommunalen Lebens in Grenzen. Um 1450 besaß die Stadt erst 350 Einwohner und blieb bis in das 17. Jahrhundert die kleinste unter den lippischen Städten. Weitere Gründe für eine zögerliche Stadtentwicklung waren Plünderungen, Zerstörungen und Brände, so insbesondere durch die Soester Fehde 1447, als Detmold von kölnischen Truppen und böhmischen Hilfsvölkern erobert wurde. Danach baute man die Stadt zu einer starken Festung aus und 1468 wählte Graf Bernhard VII. zu Lippe Detmold zu seiner ständigen Residenz. Um 1590 hatte Detmold etwa 700 Einwohner.
Im Jahre 1547 suchte ein Großbrand die Stadt heim, der über 70 Häuser zerstörte. 1557 wurde das Schloss als Weserrenaissancebau mit reichem Giebelschmuck fertiggestellt.

### Reformation und Dreißigjähriger Krieg
Detmold wurde Sitz der Lippischen Landeskirche. Die Reformation in Lippe nahm 1538 unter Graf Bernhard VIII. ihren Anfang in Lemgo, wo ab 1522 lutherisch gepredigt wurde. Vor der Reformation gehörte Detmold zum Bistum Paderborn. 1536 war Simon von Exter der letzte katholische und erste lutherische Pfarrer von Detmold. 1605 führte der calvinistisch geprägte Graf Simon VI. das reformierte Bekenntnis ein und besetzte freiwerdende Pfarrstellen nur noch mit reformierten Pfarrern. Seit dieser Zeit ist die zentral zwischen Schloss und Marktplatz gelegene Erlöserkirche das Gotteshaus der reformierten Gemeinde.
Im Jahre 1604 wurde der im Juni abgehaltene erste Jahrmarkt abgeschafft, der zweite auf den 30. November, den Festtag des Apostels Andreas, verlegt und auf drei Tage verlängert. Seitdem wird dieser Markt „Andreasmesse“ genannt.
1616 richtete Johann von den Birghden als Beauftragter der von der Familie Taxis betriebenen Kaiserlichen Reichspost in Detmold eine Reitpoststation am Postkurs Köln–Hamburg ein. Damit ist Detmold der älteste Postort im Bezirk der heutigen Oberpostdirektion Münster.
Zwischen 1625 und 1637 wüteten in der Stadt mehrere Pestepidemien, die 900 Todesopfer forderten. Mit Ausbruch des Dreißigjährigen Kriegs verpflichtete sich Lippe zur Neutralität und Detmold besaß als Residenzstadt Sonderrechte. Dennoch litt die Stadt mehrfach unter Truppendurchzügen, Plünderungen und Raubzügen. Die Besetzung des Detmolder Schlosses 1640 durch den kaiserlichen General von der Wahl war eine Folge des Lippischen Prinzenraubs. So wird eine Affäre innerhalb der gräflichen Familie genannt, bei der Gräfin Katharina das Schloss gewaltsam in Besitz nahm, nachdem sie ihre Kinder in Sicherheit gebracht hatte. 1648, am Ende des Dreißigjährigen Krieges, lebten nur noch knapp 900 Menschen innerhalb der Stadtmauern.
Nach dem wirtschaftlichen Niedergang während der Kriegsjahre konnte sich Detmold in der zweiten Hälfte des 17. Jahrhunderts erholen und es entstand auch die heute noch gut erhaltene Adolfstraße mit kleinen, unregelmäßigen Fachwerkhäusern, die an die Innenseite der Stadtmauer angebaut wurden. Um 1663/1665 stachen Elias und Heinrich van Lennep Ansichten von Schloss und Stadt Detmold in Kupfer. In der Detailtreue gehen diese Stadtansichten weit über den Merian-Stich hinaus.

### Hexenverfolgungen
Im ausgehenden Mittelalter veröffentlichten die Dominikaner Heinrich Institoris und Jakob Sprenger den Hexenhammer, ein Kompendium des weit verbreiteten Hexenglaubens. Im Schutz der Kirche breitete sich auch der Hexenwahn in Detmold aus, wenn auch nicht in dem Ausmaß wie im Hexennest Lemgo. In den Jahren zwischen 1599 und 1676 wurden in Detmold 19 Menschen als Hexen und Zauberer vom landesherrlichen Gericht zum Tode durch Feuer und Schwert verurteilt, darunter Mette Deppe. Die Prozessakten werden im Staatsarchiv Detmold verwahrt. Ab 1654 wurden 52 Kinder wegen angeblicher Hexerei verhaftet, in einem zum Gefängnis umgebauten Detmolder Gasthof inhaftiert, zu weiteren Denunziationen gegen Erwachsene und Gleichaltrige getrieben und in fünf Prozessen Hauptbelastungszeugen.

### Öffnung der Stadtmauer und Zeitalter der Aufklärung

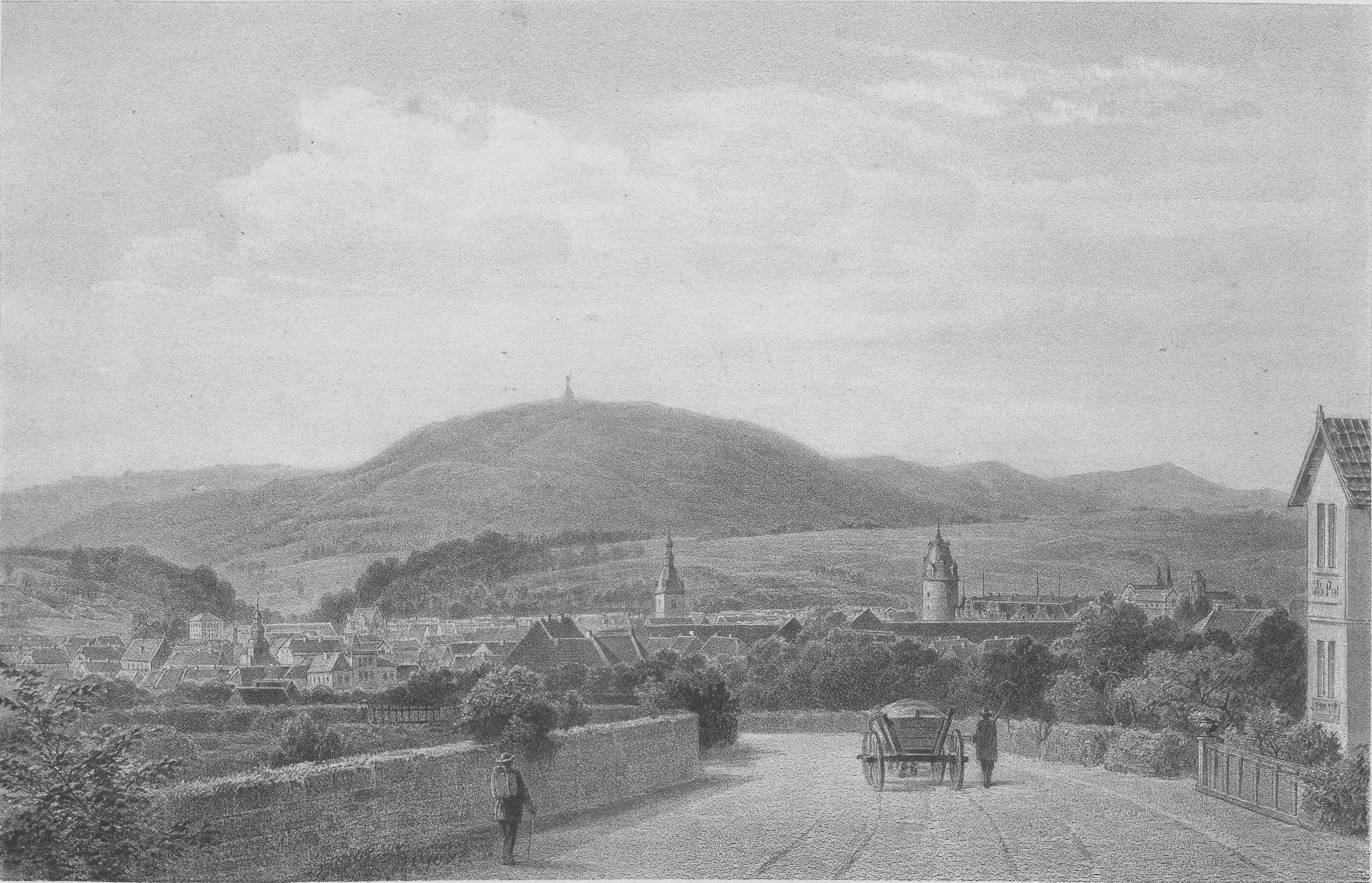
Detmold um 1875

Graf Friedrich Adolf legte ab 1701 planmäßig die Neustadt im Süden an, nachdem der Mauerring erstmals durchbrochen worden war. Er ließ auf Kosten der Staatskasse das Palais und das Lustschloss Friedrichstal erbauen und dazu einen Kanal, über den diese Orte vom Schloss aus auf dem Wasserweg mittels Gondeln und Schleusen zu erreichen waren. 1720 wurde die Erlaubnis erteilt, Wälle und Gräben zu beseitigen, doch erst ab 1780 durften Stadttore und Mauertürme abgetragen werden. Das Weichbild der Stadt wurde im neuen Jahrhundert besonders im Süden für den Wohnungsbau erschlossen, aber auch innerhalb des ehemaligen Mauerrings veränderte sich das Stadtbild. Die in den vergangenen Jahrhunderten errichteten Fachwerk-Giebelhäuser blieben zwar erhalten, aber viele Neubauten im zeitgemäßen klassizistischen Stil kamen hinzu. Das eindrucksvollste Bauwerk dieser Zeit ist das Rathaus am Marktplatz, dem der alte Bau aus dem 16. Jahrhundert weichen musste.
Die lippische Schulreform im Zeitalter der Aufklärung machte das lippische Elementarschulwesen weithin als beispielhaft bekannt. Fürstin Pauline zur Lippe kümmerte sich unter Mithilfe ausgezeichneter Mitarbeiter um die Hebung der allgemeinen Volksbildung und die Verbesserung der Lebensverhältnisse der Armen, Kranken, Waisen und alten Menschen. Auf ihre Initiative hin entstanden in Detmold eine Reihe von vorbildlichen sozialen Einrichtungen, wie eine Pflegeanstalt, ein Waisenhaus, eine Krankenstube und ein Arbeitshaus für Arbeitslose. 1802 wurde in Detmold der erste Kindergarten Deutschlands eröffnet, der 1856 den Namen Paulinenanstalt erhielt und bis heute existiert. 1809 führte Fürstin Pauline die Straßenbeleuchtung in Detmold mit 26 Öllaternen ein.
1818 wurden die Leopold- und die Hornsche Straße angelegt; 1825 wurde das Landestheater erbaut. Im Jahre 1835 war die Stadt mit 4137 Einwohnern die volkreichste Stadt in Lippe. Das kulturelle Leben blieb allerdings provinziell, trotz so hervorragender Vertreter geistigen Lebens wie Christian Dietrich Grabbe und Albert Lortzing. Die Standesunterschiede und das Bildungsgefälle waren hoch – mit dem fürstlichen Hof, der Hofgesellschaft und dem Beamtentum an der Spitze der Gesellschaft. Die Revolution von 1848 brachte auch in Detmold Bewegung in die Bürgerschaft, die sich in Demonstrationen vor dem Schloss und in den Straßen äußerte. Die Regierung gab den Wünschen des Volkes nach und holte den Oppositionsführer Moritz Petri, einen Freund Grabbes, ins Kabinett. Dies und die nach 1850 einsetzende Reaktion dämpften alsbald die Unruhe des Volkes.
Der Musik und Theater liebende Fürst Leopold III. regierte von 1851 bis 1875 und förderte das Theater- und Konzertleben in der Stadt. Er holte Clara Schumann und den jungen Johannes Brahms als Klavierlehrer der fürstlichen Familie und als Solisten für öffentliche Konzerte nach Detmold. Damit begann Detmolds Entwicklung als Stadt der Musen. Der Nachfolger, Fürst Woldemar, war der krasse Gegensatz und strich kurze Zeit nach Amtsantritt 1875 die Ausgaben für die Kultur radikal. Er löste 1875 die Hofkapelle auf, begründete dies mit Sparmaßnahmen, erhöhte aber gleichzeitig die Ausgaben für Repräsentation erheblich.
Detmold ist vielen Menschen durch das Lied Lippe-Detmold, eine wunderschöne Stadt bekannt. Der Komponist dieses Volksliedes ist unbekannt, es wird jedoch mit der Schlacht bei Preußisch Eylau im Jahr 1807 in Verbindung gebracht. Das Lied wurde zunächst nicht auf Detmold bezogen, sondern von etwa 25 Orten in Anspruch genommen, auf die das Versmaß passte. Seit etwa 1880 ist es als Studenten-, Wander- und Soldatenlied in der jetzigen Fassung nur noch mit Lippe-Detmold verbunden.

### Industrielles Zeitalter und Kaiserreich

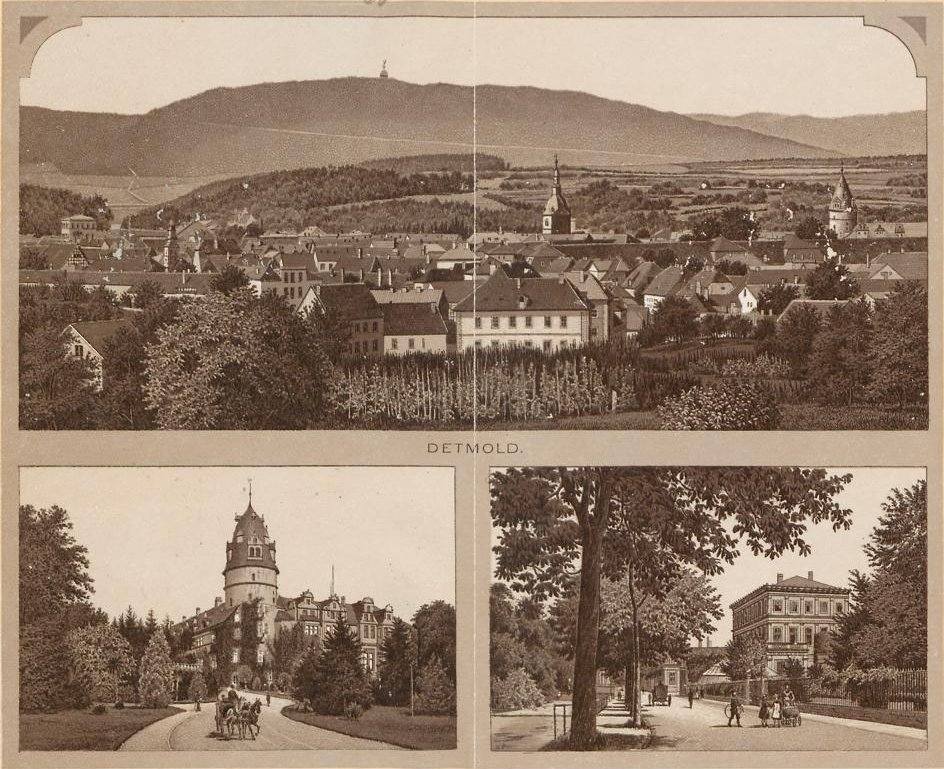
Ansichten Detmolds um 1900

Gegen Ende des 19. Jahrhunderts kamen die Bürger zu steigendem Wohlstand, der sich auch im Stadtbild bemerkbar machte. Die Einwohnerzahl stieg nun schnell: 1880 hatte Detmold 8.053 und 1910 schon 14.294 Einwohner. Detmold entwickelte sich in dieser Zeit von einer Handwerker- und Ackerbürgerstadt zu einer modernen Landeshauptstadt.
1898 schenkte Grafregent Ernst zur Lippe der Stadt Detmold die ewigen Nutzungsrechte an den Berlebecker Quellen. Ein Wasserleitungsnetz wurde verlegt für 909 Häuser mit 4000 Wasserhähnen. Zur Erinnerung wurde auf dem Schlossplatz 1907 ein Denkmal des Grafregenten vom Bildhauer Heinrich Wefing eingeweiht.
Am 17. Mai 1907 wurde in Detmold die neue Synagoge eingeweiht. Zur Einweihung kamen neben anderen politischen, kirchlichen und gesellschaftlichen Vertretern Fürstin Bertha und Fürst Leopold IV. 1912 entschied man sich aufgrund von Beschwerden aus Detmold und Umgebung, die Andreasmesse aufzuheben und stattdessen während dieser Tage einen Vergnügungspark einzurichten. Jedoch führte auch dies nicht zu einer befriedigenden Lösung, so dass der Vergnügungspark bereits ein Jahr später aufgelöst und die Andreasmesse wieder eingeführt wurde. Sie lockt vom letzten Mittwoch im November bis zum darauffolgenden Sonntag jedes Jahr viele Besucher an.
Im Ersten Weltkrieg sind über 4.000 Angehörige des Infanterieregiments 55 gefallen, dessen III. Bataillon in Detmold stationiert war. Bei einem Explosionsunglück in einer Detmolder Munitionsfabrik verloren am 31. Mai 1917 72 Menschen, zumeist junge Mädchen, ihr Leben.
Bis 1918 blieb Detmold Sitz des Fürstenhauses und wurde dann nach Abdankung des Fürsten Hauptstadt des Freistaates Lippe.

### Weimarer Republik und Zeit des Nationalsozialismus
In der Zeit zwischen dem 12. November 1918, als Fürst Leopold IV. auf den Thron verzichtete, und der nationalsozialistischen Machtergreifung am 7. Februar 1933 war die SPD die führende politische Kraft und stellte mit Heinrich Drake den Regierungschef der Landesregierung in Detmold über vier Legislaturperioden.
Aufgrund der wirtschaftlichen Probleme in der Weimarer Republik erhielten die rechts- und linksradikalen Parteien erhebliche Stimmenzuwächse und die SPD verlor ihre absolute Mehrheit im Landtag. 1923 wurde die erste Ortsgruppe der NSDAP in Lippe gegründet. Im Januar 1933 mobilisierten die Nationalsozialisten für den Landtagswahlkampf alle Kräfte; Adolf Hitler sprach sechzehnmal auf Kundgebungen. Sie knüpften große Hoffnungen an einen Wahlsieg am 15. Januar 1933 in Lippe. Diese Wahlen stießen auf internationales Interesse, da die Nationalsozialisten hier erstmals mit allen ihren Spitzenleuten, einschließlich Hitlers, demonstrierten, wie sie sich die zwei Wochen später erfolgende „Machtergreifung“ vorstellten.
Die NSDAP bekam 39,5 %, die SPD 30,2 % und die KPD 11,2 % der Stimmen. Eine Koalition aus NSDAP, DNVP und DVP konnte eine Minderheitsregierung im Lippischen Landtag bilden. Bereits im Jahr 1933 wurden die Gemeinden gleichgeschaltet, Kommunisten und Gewerkschaftsfunktionäre verhaftet und zum Teil ermordet. Wie im übrigen Reich zerschlugen die Nationalsozialisten auch in Lippe die Organisationen der Arbeiterbewegung und überzogen das Land mit Terror. 1935 bis 1944 fanden in Detmold die als „reichswichtig“ eingestuften Richard-Wagner-Festwochen statt. Am 14. Oktober 1941 wurden vor dem Landestheater die von dem NS-Kulturfunktionär Georg Hengstenberg geschaffenen Wagner- und Grabbe-Büsten enthüllt. Die Wagner-Büste steht bis heute am Theaterplatz (im Garten des Gebäudes Bismarckstraße 2).
Der bekannteste Detmolder Widerstandskämpfer gegen das nationalsozialistische Regime war Felix Fechenbach. 1928 wurde er Redakteur des SPD-Organs Volksblatt in Detmold und schrieb Artikel gegen die Nationalsozialisten. Diese unter dem Pseudonym Nazi-Jüsken verfassten Glossen führten zu starken Anfeindungen. Am 11. März 1933 wurde er festgenommen und am 7. August 1933 auf dem Transport in das KZ Dachau im Kleinenberger Wald zwischen Detmold und Warburg „auf der Flucht erschossen“. Das Grab von Felix Fechenbach befindet sich auf dem jüdischen Friedhof in Rimbeck.
Am 10. November 1938 brannte die Synagoge Detmold in der Nacht der Novemberpogrome völlig aus, und im Verlauf der nationalsozialistischen Gewaltherrschaft verloren 162 jüdische Bürger aus Detmold ihr Leben. Das Gedenkbuch des Bundesarchivs für die Opfer der nationalsozialistischen Judenverfolgung in Deutschland (1933–1945) verzeichnet namentlich 162 jüdische Einwohner Detmolds, die deportiert und größtenteils ermordet wurden. Die meisten der etwa 600 Juden in Lippe wurden in die Massenvernichtungslager deportiert. Nur 52 von ihnen konnten vorher Deutschland verlassen. Die Deportation begann am 13. Dezember 1941 und die ersten 25 wurden nach Riga gebracht. Die zweite Deportationswelle mit 34 Juden führte am 31. März 1942 ins Warschauer Ghetto, während am 11. Juli 1942 sieben Personen direkt ins Vernichtungslager Auschwitz kamen. Der letzte Transport aus Lippe mit 79 Juden ging nach dem KZ Theresienstadt. Zum Gedenken der Detmolder Opfer des Nationalsozialismus wurde im Mai 2011 der erste Stolperstein für die evangelische Irmgard Heiss verlegt. Aufgrund von privatem und politischem Widerstand kam es erst 2020 zur ersten Verlegung von Stolpersteinen für die jüdischen Opfer. Noch im gleichen Jahr wurden diese Stolpersteine zum Jahrestag der Novemberpogrome beschmiert, am Tatort fand sich ein Bild Hitlers.
Alfred Meyer war Gauleiter Westfalen-Nord, Reichsstatthalter in Lippe und wesentlich verantwortlich am planmäßigen Völkermord an den Juden. Der Gaukulturwart für Westfalen-Nord und gebürtige Detmolder Eduard Wiegand wurde Direktor der Lippischen Landesbibliothek und des Landesarchivs, vorübergehend auch des Lippischen Landesmuseums, und setzte im kulturellen Bereich nationalsozialistisches Gedankengut um. Der oberste Nationalsozialistenführer in Lippe war Adolf Wedderwille, der als Kreisleiter der NSDAP und stellvertretender Staatsminister in Lippe herrschte. Das meiste Blut an seinen Händen hatte Jürgen Stroop, geboren 1895 als Sohn eines Polizeiwachtmeisters in Detmold. Er trat 1932 in die NSDAP ein und machte schnell Karriere. Inzwischen zum SS-Brigadeführer aufgestiegen, erhielt er am 19. April 1943 den Auftrag, den Aufstand im Warschauer Ghetto niederzuschlagen. Hierbei wurden nach Stroops eigenen Angaben über 56.000 Juden ermordet.
Detmold war im Zweiten Weltkrieg nur selten das Ziel von Bombenangriffen. Am 1. April 1945 erreichten US-amerikanische Truppen den Teutoburger Wald und beschossen ab Ostermontag, dem 2. April 1945, vornehmlich die Straßenkreuzungen und benachbarte Häuser in Detmold mit Granaten. Am 4. April gegen 19 Uhr drangen die Truppen über die Bandelstraße, Hans-Hinrichs-Straße und Schillerstraße mit Panzern in die Stadt ein und hatten bis zum späten Abend alle Ortsteile besetzt. Nachdem die nationalsozialistischen Führer geflohen waren, richteten sich Offiziere der Besatzungsmacht im Regierungsgebäude und im Detmolder Rathaus ein und setzten schon am 5. April den Fabrikanten Alex Hofmann, Inhaber der Firma Gebr. Klingenberg GmbH, als ersten Detmolder Bürgermeister der Nachkriegszeit ein. Seine Hauptaufgabe bestand anfangs darin, die Befehle der Besatzungsmacht auszuführen. Nach wenigen Tagen zogen sich die Amerikaner zurück, und die Briten übernahmen das Kommando. In der Zwischenzeit war der Detmolder Flugplatz zur Nachschubbasis ausgebaut worden. Dazu waren die Start- und Landebahnen mit Eisenplatten befestigt und verlängert worden. Die schweren Frachtflugzeuge landeten und starteten im Minutentakt.

### Nachkriegszeit
Nachdem sich Lippe mit Aussicht auf einen neuen Regierungsbezirksverwaltungssitz in Detmold dem neu gebildeten Land Nordrhein-Westfalen angeschlossen hatte – und sich damit gegen einen Anschluss an Niedersachsen entschieden hatte –, legte die Regierung in Düsseldorf, der Hauptstadt des neu gebildeten Landes, 1947 fest, dass Detmold Sitz des gleichnamigen Regierungsbezirks wurde, der das Gebiet Ostwestfalen-Lippe umfasst (Lippische Punktationen). Dies ist bemerkenswert in der Hinsicht, dass Detmold zwar die größte Stadt Lippes ist, es aber im Regierungsbezirk mit Bielefeld, Paderborn und Gütersloh teilweise deutlich größere Städte gibt. Im Gegensatz zu den genannten Städten bzw. deren Kreise grenzt der Kreis Lippe als einziger an alle übrigen Kreise des Regierungsbezirks. Seit 1972 ist Detmold zusätzlich Sitz der Kreisverwaltung Lippe.
Mit dem Anschluss an NRW blieb Lippe das Landesvermögen, wie Forsten, Domänen, Staatsbäder, sowie soziale und kulturelle Einrichtungen, erhalten; ein neu gegründeter Landesverband Lippe wurde mit deren Pflege und Erhaltung beauftragt. Große Verdienste bei diesem Umwandlungsprozess erwarb sich Heinrich Drake. Bis 1950 hatten Vertriebene und Evakuierte die Einwohnerzahl Detmolds von 23.000 im Jahr 1938 auf etwa 30.000 ansteigen lassen. Einen hohen Anteil bildeten dabei Vertriebene aus Schlesien, so dass Detmold 1954 die Patenschaft für die niederschlesische Stadt Sagan und den Kreis Sprottau übernahm. 1967 kam im Zuge des sich vereinigenden Europa die nordfranzösische Stadt Saint-Omer als Partnerstadt hinzu.
Während des Kalten Krieges war die Stadt Garnison der 20. britischen Panzerbrigade (Armoured Brigade) der Britischen Rheinarmee. Der Fliegerhorst wurde in Hobart Barracks umbenannt und als Hubschrauberlandeplatz genutzt, später auch als Landeplatz für den Senkrechtstarter Hawker Siddeley Harrier. In der benachbarten Gemeinde Herberhausen wurden in den 1960er und 1970er Jahren Wohnungen und Versorgungseinrichtungen für die britische Soldaten und ihre Familien erbaut. Im Juli 1995 verließen die Briten ihre Garnison in Detmold und den Flugplatz.
Mit dem Abzug der britischen Soldaten im Juli 1995 war leerstehender kostengünstiger Wohnraum vorhanden, der in den folgenden Jahren überwiegend von Aussiedlern aus der ehemaligen Sowjetunion und anderen Migranten bezogen wurde. Im Jahr 2006 waren etwa 90 % der Bewohner von Herberhausen Migranten aus mehr als 20 verschiedenen Staaten. Es gab hier etwa 62 % Aussiedler, 20 % Kurden, 10 % andere Nationalitäten und 7 % Deutsche. Herberhausen ist heute ein sozialer Brennpunkt.
Zu Beginn des 21. Jahrhunderts begann die Stadt Detmold mit den Planungen für ein modernes Einkaufszentrum in Detmolds Innenstadt im Lustgarten. Dies stieß bei den Bürgern und in der kommunalen Politik auf gespaltene Meinungen. Am 11. Juni 2006 kam es zu einem Bürgerentscheid, welcher aufgrund der niedrigen Wahlbeteiligung und der geringen Anzahl an Gegenstimmen scheiterte.
2014 wurde das umgestaltete leerstehende Karstadt/Hertiehaus als neues Einkaufszentrum eröffnet.
2016 wurde Detmold der Ehrentitel „Reformationsstadt Europas“ durch die Gemeinschaft Evangelischer Kirchen in Europa verliehen.

### Geschichte des Schienenverkehrs
Am 31. Dezember 1880 wurde die Eisenbahnstrecke von Herford über Lage nach Detmold eröffnet; damit hatte Detmold einen Anschluss an das Eisenbahnnetz, allerdings fast 40 Jahre später als zum Beispiel Bielefeld und Herford. Diese Bahnstrecke wurde am 11. Juni 1895 nach Altenbeken verlängert, wodurch eine Verbindung in Richtung Paderborn und Kassel entstand. Einige Jahre später konnte man per Eisenbahn auch über Oerlinghausen nach Bielefeld reisen.
Zwischen 1900 und 1954 verfügte Detmold über ein Straßenbahnnetz, das in seiner Blütezeit weit über die Stadtgrenzen hinausreichte. Die Straßenbahn der PESAG führte mit Überlandlinien über Horn nach Bad Meinberg, Blomberg, Bad Lippspringe und Paderborn. Weitere Strecken führten über Heidenoldendorf in den Ortsteil Pivitsheide V. L. und über Heiligenkirchen nach Berlebeck und Hiddesen. Bis 1954 wurden alle Strecken nach und nach eingestellt und durch einen Busverkehr ersetzt.

### Eingemeindungen

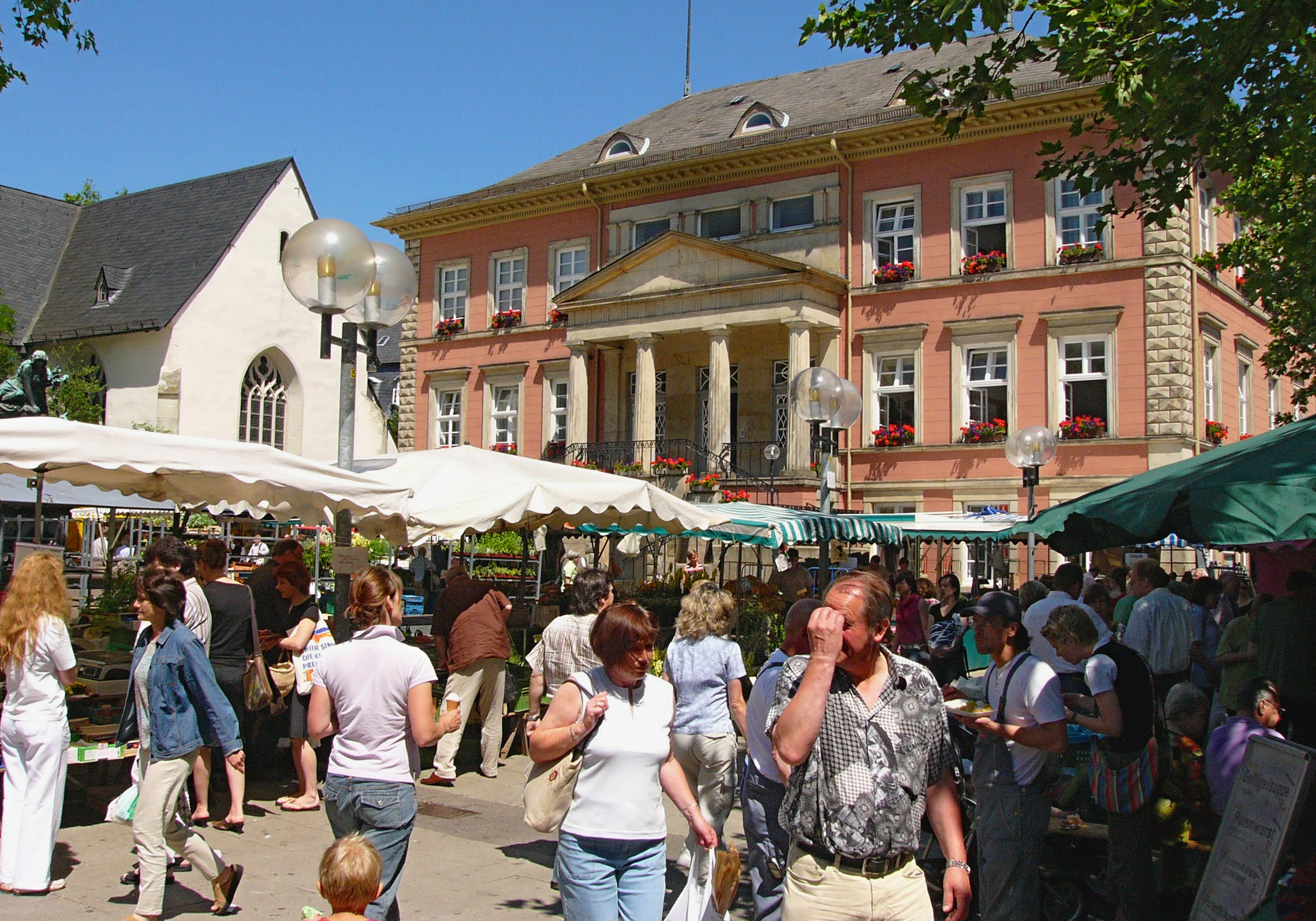
Wochenmarkt mit Rathaus

Im Rahmen der nordrhein-westfälischen Gebietsreform wurden zum 1. Januar 1970 die Stadt Detmold sowie die 25 Gemeinden Barkhausen, Bentrup, Berlebeck, Brokhausen, Dehlentrup, Hakedahl, Heidenoldendorf, Heiligenkirchen, Hiddesen, Hornoldendorf, Jerxen-Orbke, Leistrup-Meiersfeld, Loßbruch, Mosebeck, Niederschönhagen, Nienhagen, Niewald, Oberschönhagen, Oettern-Bremke, Pivitsheide (Vogtei Heiden), Pivitsheide (Vogtei Lage), Remmighausen, Schönemark, Spork-Eichholz und Vahlhausen zur neuen Stadt Detmold zusammengeschlossen.

### Einwohnerentwicklung
Im Mittelalter und in der frühen Neuzeit hatte Detmold nur einige hundert Einwohner. Die Bevölkerungszahl wuchs langsam und ging durch die zahlreichen Kriege, Seuchen und Hungersnöte immer wieder zurück. So wurde die Stadt 1447 während der Soester Fehde verwüstet und hatte viele Tote zu beklagen. 1625 bis 1637 forderten mehrere Pestepidemien über 900 Todesopfer. Auch während des Dreißigjährigen Krieges (1618–1648) gab es Einwohnerverluste. Erst mit dem Beginn der Industrialisierung im 19. Jahrhundert setzte in der Stadt Detmold ein stärkeres Bevölkerungswachstum ein.
Lebten 1835 erst rund 4.000 Menschen in der Stadt, so waren es 1900 bereits fast 12.000. Bis 1939 verdoppelte sich diese Zahl nahezu auf rund 23.000. Auch danach stieg die Einwohnerzahl weiter. Durch zahlreiche Eingemeindungen am 1. Januar 1970 wuchs die Bevölkerungszahl von 29.552 im Jahre 1969 auf über 63.000 im Jahre 1970 an. Am 30. Juni 2007 betrug die amtliche Einwohnerzahl für Detmold nach Fortschreibung des Landesamtes für Datenverarbeitung und Statistik Nordrhein-Westfalen 73.714 (nur Hauptwohnsitze und nach Abgleich mit den anderen Landesämtern).
Von diesen waren 52,6 % weiblich und 47,4 % männlich. Der Ausländeranteil beträgt 6,0 % und liegt damit unter dem Bundesdurchschnitt. Die Anzahl der Personen mit Migrationshintergrund beträgt 21,2 % und liegt damit leicht über dem Bundesdurchschnitt, wie aus dem Demografiebericht von 2006 hervorgeht.
In Detmold gibt es 8.562 Haushalte, in denen Kinder unter 18 Jahren leben. Dabei sind die Haushalte mit einem Kind am stärksten vertreten (49 % aller Haushalte mit Kindern). Die Arbeitslosenquote lag im Januar 2008 bei rund 9 bis 10 %.
Die folgende Übersicht zeigt die Einwohnerzahlen nach dem jeweiligen Gebietsstand, bei einigen Zahlen zusätzlich nach heutigem Gebietsstand. Bei den Zahlen handelt es sich vor 1818 um Schätzungen (1), danach um Volkszählungsergebnisse (2) oder amtliche Fortschreibungen (3) des Landesamtes für Datenverarbeitung und Statistik. Die Angaben beziehen sich ab 1871 sowie für 1946 auf die Ortsanwesende Bevölkerung, ab 1925 auf die Wohnbevölkerung und seit 1987 auf die Bevölkerung am Ort der Hauptwohnung. Vor 1871 wurden die Einwohnerzahlen nach uneinheitlichen Erhebungsverfahren ermittelt.
Detmold nach dem damaligen Gebietsstand
| Jahr                    | Einwohner |
| ----------------------- | --------- |
| 1305 (a)                | 0.300     |
| 1700 (a)                | 1.100     |
| 1818 (31. Dezember) (b) | 2.742     |
| 1828 (31. Dezember) (b) | 3.497     |
| 1835 (31. Dezember) (b) | 4.137     |
| 1841 (31. Dezember) (b) | 4.716     |
| 1843 (31. Dezember) (b) | 5.021     |
| 1852 (31. Dezember) (b) | 5.177     |
| 1858 (31. Dezember) (b) | 5.232     |
| 1861 (3. Dezember) (b)  | *5.600*   |
| 1867 (3. Dezember) (b)  | 6.269     |

| Jahr                   | Einwohner |
| ---------------------- | --------- |
| 1871 (1. Dezember) (b) | 06.469    |
| 1880 (1. Dezember) (b) | 0 *8.053* |
| 1885 (1. Dezember) (b) | 08.916    |
| 1890 (1. Dezember) (b) | 0 *9.700* |
| 1895 (1. Dezember) (b) | 11.232    |
| 1900 (1. Dezember) (b) | *11.968*  |
| 1905 (1. Dezember) (b) | 13.272    |
| 1910 (1. Dezember) (b) | *14.295*  |
| 1916 (1. Dezember) (b) | *12.426*  |
| 1917 (5. Dezember) (b) | *12.311*  |
| 1919 (8. Oktober) (b)  | *15.275*  |

| Jahr                     | Einwohner |
| ------------------------ | --------- |
| 1925 (16. Juni) (b)      | 16.051    |
| 1933 (16. Juni) (b)      | 17.561    |
| 1939 (17. Mai) (b)       | 23.202    |
| 1945 (31. Dezember) (c)  | *24.837*  |
| 1946 (29. Oktober) (b)   | 26.713    |
| 1950 (13. September) (b) | 30.178    |
| 1956 (25. September) (b) | *31.038*  |
| 1961 (6. Juni) (b)       | 31.236    |
| 1965 (31. Dezember) (c)  | *30.744*  |
| 1969 (31. Dezember) (c)  | 28.196    |

Detmold nach dem heutigen Gebietsstand
| Jahr     | Einwohner |
| -------- | --------- |
| 1939 (b) | 41.918    |
| 1950 (b) | 57.944    |
| 1961 (b) | 60.394    |
| 1969 (c) | 64.473    |
| 1970 (b) | 63.266    |
| 1974 (c) | 65.793    |
| 1975 (c) | 65.635    |
| 1980 (c) | 67.621    |
| 1985 (c) | 66.396    |
| 1987 (b) | 65.502    |

| Jahr     | Einwohner |
| -------- | --------- |
| 1990 (c) | 70.074    |
| 1995 (c) | 73.343    |
| 2000 (c) | 73.695    |
| 2005 (c) | 73.508    |
| 2008 (c) | 73.368    |
| 2009 (c) | 73.003    |
| 2010 (c) | 72.758    |
| 2011 (c) | 73.717    |
| 2012 (c) | 73.602    |
| 2013 (c) | 73.449    |

| Jahr     | Einwohner |
| -------- | --------- |
| 2014 (c) | 73.586    |
| 2015 (c) | 74.817    |
| 2016 (c) | 73.899    |
| 2017 (c) | 74.353    |
| 2018 (c) | 74.388    |
| 2019 (c) | 74.254    |
| 2021 (c) | 73.969    |
| 2022 (c) | 75.089    |

### Religionen
Gemäß dem Zensus 2011 waren 45,7 % der Einwohner evangelisch, 13,3 % römisch-katholisch und 41,0 % gehörten einer anderen Glaubensgemeinschaft an, waren konfessionslos oder machten keine Angabe.

#### Christen
Die Christianisierung begann bereits zur Zeit der Sachsenherrschaft im 8. Jahrhundert n. Chr. und Lippe gehörte im Mittelalter zum Erzbistum Paderborn und Bistum Minden. Im 16. Jahrhundert breitete sich die Reformation unter Herrschaft von Bernhard VIII. Graf zur Lippe (1536–1563) in Detmold und im gesamten Umkreis aus und das lutherische Bekenntnis wurde eingeführt. Im Jahr 1684 wurde in der ersten reformierten Kirchenordnung festgelegt, dass der Landesherr die Konfession seiner Untertanen bestimmen konnte. Diese Regelung galt bis 1918 in Lippe. Zu Beginn des 17. Jahrhunderts hat das reformierte Bekenntnis zunehmend an Einfluss gewonnen, als der Landesherr zu diesem Glauben übertrat. Oberhaupt der Kirche war damals der jeweilige Regent des Fürstentums Lippe als höchster Bischof (summus episcopus), und der geistliche Leiter war ein Generalsuperintendent. Nach Ende des Ersten Weltkriegs trat an die Stelle des landesherrlichen Kirchenregiments der neu geschaffene Landeskirchenrat mit dem Generalsuperintendenten (später Landessuperintendenten) an der Spitze. 1931 gab sich die Kirche eine neue Verfassung. Die heutige Lippische Landeskirche mit Sitz in Detmold hat ihre Wurzeln in der Reformation. Sie umfasst die evangelisch-reformierten und evangelisch-lutherischen Kirchengemeinden. Zwischen ihnen besteht Kanzel- und Abendmahlsgemeinschaft.
Es dauerte bis 1854, dass durch ein fürstliches Edikt auf Initiative von Laurenz Hannibal Fischer die katholische Kirche der evangelischen Landeskirche gleichgestellt wurde. 1892 wurde in Detmold durch Bischof Hubertus Simar von Paderborn das erste katholische Dekanat gegründet. Erster Dechant war Karl Lillotte von 1892 bis 1897. Im Jahr 1897 wurde durch Maximilian Freiherr zu Laßberg wieder eine katholische Kirchengemeinde gegründet, die bereits vier Jahre später eine eigene Kirchensteuer erhob. 1946 lebten bereits 6500 Katholiken in Detmold, von denen viele Kriegsflüchtlinge aus den Ostgebieten waren. 1953 wurde ein katholisches Altenheim namens Bonifatius gegründet. 1973 betrug die Zahl der in Detmold lebenden Katholiken knapp 11.000. Im Jahre 2002 feierten die katholischen Gemeinden ihr 150-jähriges Bestehen.

#### Juden
Um sich niederzulassen, mussten Juden im Mittelalter Schutz- oder Geleitbriefe von den lippischen Landesherren kaufen. Der älteste lippische Judenschutzbrief wurde im Jahr 1500 ausgestellt. Offenbar aus finanziellen Gründen nahm Simon VI. etwa 30 jüdische Familien in Lippe auf und genehmigte 1603 sogar den Bau einer Synagoge. Nach seinem Tod kam es in Lippe zu einer großangelegten Judenvertreibung, nachdem sie angeblich Gesetzesverstöße begangen hatten. Erst 1647 kehrten die ersten Juden zurück. Um 1780 lebten über 900 Juden in Lippe. Für die Rechte der Juden setzte sich Leopold Zunz aus Detmold nachdrücklich ein, und 1858 erhielt die Vorlage zur Emanzipation Gesetzeskraft. Dennoch wurden die Juden in der Folgezeit auch in Lippe regelmäßig als Sündenböcke für Straftaten beschuldigt, die sie nicht begangen hatten. Während des Novemberpogroms am 10. November 1938 wurden durch die Nazis in ganz Deutschland Synagogen, jüdische Friedhöfe und Geschäfte zerstört. In Detmold brannte die 1907 erbaute Synagoge in der Lortzingstraße völlig aus und fünf jüdische Geschäfte wurden zerstört. 162 jüdische Bürger aus Detmold wurden, soweit heute bekannt ist, während der nationalsozialistischen Gewaltherrschaft umgebracht.

## Politik

### Stadtrat
Nach der Kommunalwahl am 13. September 2020 hat der Stadtrat  46 Mitglieder. Hinzu kommt der Bürgermeister als Ratsvorsitzender. Es gibt keine feste Koalition. 2020 zogen zwei neue Fraktionen in den Stadtrat ein. Die Detmolder Alternative (DA) erzielte unter 1 % der Stimmen und verlor somit ihren einzigen Sitz im Rat.
Das Ergebnis der Wahl 2020 ist in den beiden Diagrammen dargestellt.
- Die PARTEI: 1
- DIE LINKE.: 1
- SPD: 16
- GRÜNE: 9
- FDP: 2
- FW: 1
- AUFB. C: 2
- CDU: 12
- AfD: 2

Die folgende Tabelle zeigt die Wahlergebnisse seit 1975:
| [ 38 ] [ 39 ] [ 40 ] | 2020    | 2020    | 2014    | 2014    |
| Partei               | Sitze   | %       | Sitze   | %       |
| -------------------- | ------- | ------- | ------- | ------- |
| SPD                  | 16      | 33,00   | 19      | 41,69   |
| CDU                  | 12      | 26,01   | 13      | 27,99   |
| GRÜNE                | 09      | 18,99   | 06      | 11,89   |
| FDP                  | 02      | 04,23   | 02      | 03,76   |
| Freie Wähler (1)     | 01      | 02,61   | 02      | 05,34   |
| LINKE                | 01      | 02,87   | 02      | 04,52   |
| AUFBRUCH C           | 02      | 03,77   | 01      | 02,97   |
| AfD                  | 02      | 04,52   | 0–      | 0–      |
| DIE PARTEI           | 01      | 02,77   | 0–      | 0–      |
| DA (3)               | 0       | 00,95   | 01      | 01,85   |
| Einzelb. Hennig      | 0       | 00,28   | –       | –       |
| Insgesamt (5)        | 46      | 100     | 46      | 100     |
| Wahlbeteiligung      | 52,30 % | 52,30 % | 51,80 % | 51,80 % |

| [ 43 ] [ 44 ] [ 45 ] | 2009      | 2009    | 2004    | 2004    | 1999    | 1999    | 1994    | 1994    | 1989    | 1989    | 1984    | 1984    | 1979    | 1979    | 1975    | 1975    |
| Partei               | Sitze     | %       | Sitze   | %       | Sitze   | %       | Sitze   | %       | Sitze   | %       | Sitze   | %       | Sitze   | %       | Sitze   | %       |
| -------------------- | --------- | ------- | ------- | ------- | ------- | ------- | ------- | ------- | ------- | ------- | ------- | ------- | ------- | ------- | ------- | ------- |
| SPD                  | 18        | 38,55   | 17      | 37,16   | 20      | 39,78   | 24      | 42,08   | 22      | 40,86   | 22      | 42,71   | 24      | 47,63   | 24      | 45,79   |
| CDU                  | 13        | 27,80   | 17      | 36,86   | 21      | 41,78   | 19      | 34,17   | 16      | 31,15   | 18      | 35,06   | 22      | 42,36   | 22      | 42,93   |
| GRÜNE                | 05        | 11,88   | 05      | 10,24   | 04      | 07,53   | 05      | 10,24   | 04      | 08,27   | 06      | 12,15   | –       | –       | –       | –       |
| FDP                  | 04        | 08,60   | 03      | 05,71   | 02      | 03,89   | 0–      | 03,65   | 03      | 07,17   | 05      | 10,07   | 05      | 10,01   | 05      | 11,26   |
| Freie Wähler (1)     | 02        | 05,20   | 03      | 07,59   | 03      | 07,01   | 03      | 05,58   | 03      | 06,38   | –       | –       | –       | –       | –       | –       |
| LINKE                | 02        | 03,80   | 0–      | 0–      | –       | –       | –       | 0–      | 0–      | 0–      | –       | –       | –       | –       | –       | –       |
| AUFBRUCH C           | (0)01 (2) | 02,31   | 0–      | 0–      | –       | –       | –       | 0–      | 0–      | 0–      | –       | –       | –       | –       | –       | –       |
| DA (3)               | 01        | 01,85   | 01      | 02,44   | –       | –       | –       | 0–      | 0–      | 0–      | –       | –       | –       | –       | –       | –       |
| UWG (4)              | –         | –       | –       | –       | –       | –       | –       | 04,28   | 03      | 06,16   | –       | –       | –       | –       | –       | –       |
| Sonstige             | –         | –       | –       | –       | –       | –       | –       | –       | –       | –       | –       | –       | –       | –       | –       | 00,02   |
| Insgesamt (5)        | 46        | 100     | 46      | 100     | 50      | 100     | 51      | 100     | 51      | 100     | 51      | 100     | 51      | 100     | 51      | 100     |
| Wahlbeteiligung      | 52,55 %   | 52,55 % | 56,29 % | 56,29 % | 56,25 % | 56,25 % | 81,72 % | 81,72 % | 66,00 % | 66,00 % | 67,86 % | 67,86 % | 69,87 % | 69,87 % | 85,71 % | 85,71 % |

### Bürgermeister
Bürgermeister von Detmold ist seit dem 1. November 2020 Frank Hilker (SPD). Er setzte sich in der Wahl 2020 gegen Jörg Thelaner (CDU) und Steffen Stelzer (Die PARTEI) im ersten Wahlgang durch. Die folgende Tabelle zeigt das Ergebnis der Bürgermeisterwahl 2020:
| Name             | Partei     | 13. September 2020 |
| ---------------- | ---------- | ------------------ |
| Frank Hilker     | SPD        | 54,86 %            |
| Jörg Thelaner    | CDU        | 37,49 %            |
| Steffen Stelzer  | Die PARTEI | 07,66 %            |
| Wahlbeteiligung: |            | 52,50 %            |

### Abgeordnete
Detmold gehört zum Landtagswahlkreis Lippe III (99), in dem bei der Landtagswahl 2017 Dennis Maelzer (SPD) als Direktkandidat gewählt wurde. Auf Bundesebene gehört Detmold zum Bundestagswahlkreis Lippe I, in dem bei der Bundestagswahl 2021 Jürgen Berghahn (SPD) als Direktkandidat gewählt wurde.

### Wappen, Flagge und Banner
| Wappen von Detmold | Blasonierung: „In Rot eine silberne fünfzinnige durchgehende Stadtmauer, an beiden Enden mit zwei freistehenden lateinischen Kreuzen besteckt, hinter der ersten und letzten Scharte je ein dreistöckiger dreizinniger Turm mit je einer [(heraldisch) geschlossenen] schwarzen Fensteröffnung pro Etage, dazwischen ein großer Torbogen, überragt von einem Mittelturm mit spitzem Dach, mit einem Tatzenkreuz auf der Spitze und je einer Kugel an den beiden Dachenden besteckt, bedeckt mit einer großen lippischen Rose (rote Blätter mit gelbem Butzen) ohne Kelchblätter auf silbernem Rundschild, darunter vor den mittleren beiden Zinnenöffnungen zwei Schildchen, darin in Silber eine lippische Rose ohne Kelchblätter.“ |
| Wappen von Detmold | Wappenbegründung: Die 1970 neu gebildete Stadt Detmold hat mit Genehmigung des Regierungspräsidenten in Detmold vom 23. Februar 1970 das der ehemaligen Stadt Detmold am 24. November 1955 durch den Innenminister des Landes Nordrhein-Westfalen verliehene Wappen übernommen, das aufgrund des ältesten in drei Abdrücken von 1305, 1350 und 1428 erhaltenen Stadtsiegels 1954 vom Rat festgelegt wurde. Das Gebäude ist Symbol der Stadt, die Rose stammt aus dem Schild der Landesherren. |

|  | 00Hissflagge: „Die Flagge ist rot-weiß geteilt mit dem Wappen in der Mitte.“ |

|  | 00Banner: „Das Banner ist rot-weiß gespalten mit dem Wappen oberhalb der Mitte. |

### Städtepartnerschaften
Detmold hat fünf Partnerstädte und ist mit einer weiteren Stadt befreundet. Alle sechs Städte bis auf Verona haben etwa das gleiche Alter.
- Die älteste Partnerschaft wurde am 6. Mai 1976 mit der belgischen Stadt Hasselt geschlossen.
- Die Partnerschaft mit Saint-Omer in Frankreich besteht seit dem 29. Juni 1969 und wurde auf der Grundlage des Élysée-Vertrags vom 22. Januar 1963 geschlossen.
- Eine weitere Partnerstadt ist seit dem 11. Juni 2004 Savonlinna in Finnland.

Mit allen drei Städten finden Schüleraustausche sowie Begegnungen zwischen Kultur- und Sportvereinen statt.
- Eine innerdeutsche Partnerschaft besteht mit Zeitz seit dem 18. August 1990, die mit der Zusammenarbeit von Stadträten und Verwaltungen begann und heute mit dem Austausch von Vereinen eine weitere Facette erhält.
- Seit 15. Juni 2013 gibt es eine Städtepartnerschaft mit der nordgriechischen Stadt Oreokastro.
- Mit Verona in Italien gibt es seit dem 20. Mai 2006 eine Städtefreundschaft infolge eines langjährigen Schulprojektes zur gemeinsamen Aufarbeitung der deutsch-italienischen Geschichte in der Zeit des Nationalsozialismus und des Faschismus.

### Kuriositäten
Die Mitglieder des Rates der Stadt hatten im Dezember 2002 beschlossen, ihre Sitzungsgelder und Aufwandsentschädigungen um 10 % zu kürzen. Der Rat wollte damit in Zeiten knapper Kassen ein Zeichen setzen und bei sich selbst sparen. Die Entschädigungsverordnung des NRW-Innenministeriums aber sah für Ratsmitglieder eine einheitliche Entschädigung vor. Eine Ausnahmegenehmigung wurde nach mehreren Monaten abgelehnt. Der Fall sorgte überregional für Aufsehen.
Anfang 2004 kam im Kreis Lippe die Idee auf, sich als Kulturhauptstadt Europas 2010 zu bewerben. Da die Bewerbung eines Kreises nicht möglich war, sollte sich die Stadt Detmold stellvertretend für die Region bewerben. Der Stadtrat lehnte das Projekt mit großer Mehrheit ab.

## Kultur und Sehenswürdigkeiten

### Museen

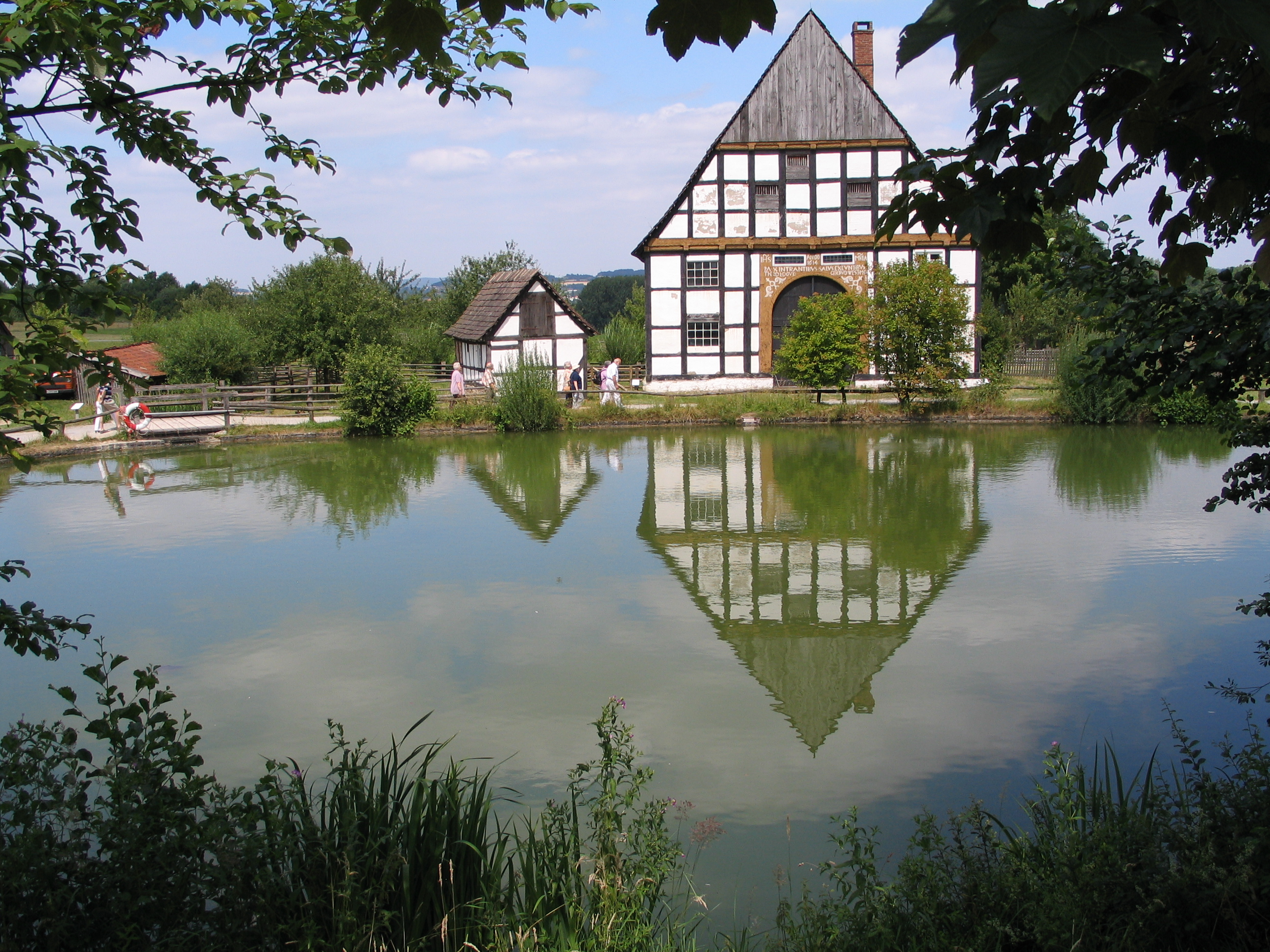
Historisches Gebäude im Freilichtmuseum

Das LWL-Freilichtmuseum Detmold ist mit etwa 100 historischen Gebäuden auf 90 Hektar das größte seiner Art in Europa. Es wurde 1966 auf dem Gelände des ehemaligen fürstlichen Tiergartens eröffnet und zieht jährlich zwischen dem 1. April und 31. Oktober durchschnittlich 250.000 Besucher an. Das Lippische Landesmuseum zeigt Exponate zur Landes- und Kulturgeschichte, Naturkunde und Prähistorie. Das Museum feierte 1985 sein 150-jähriges Bestehen. Jüngstes Museum Detmolds war das Art Kite Museum für Flugdrachenkunst, das im Jahre 2000 eröffnet, aber schon fünf Jahre später wieder geschlossen wurde. Weniger bekannt, aber von überregionaler Bedeutung, ist das Museum für russlanddeutsche Kulturgeschichte. Es ist das erste und einzige Museum dieser Art in Deutschland und befindet sich noch im Aufbau.

### Theater

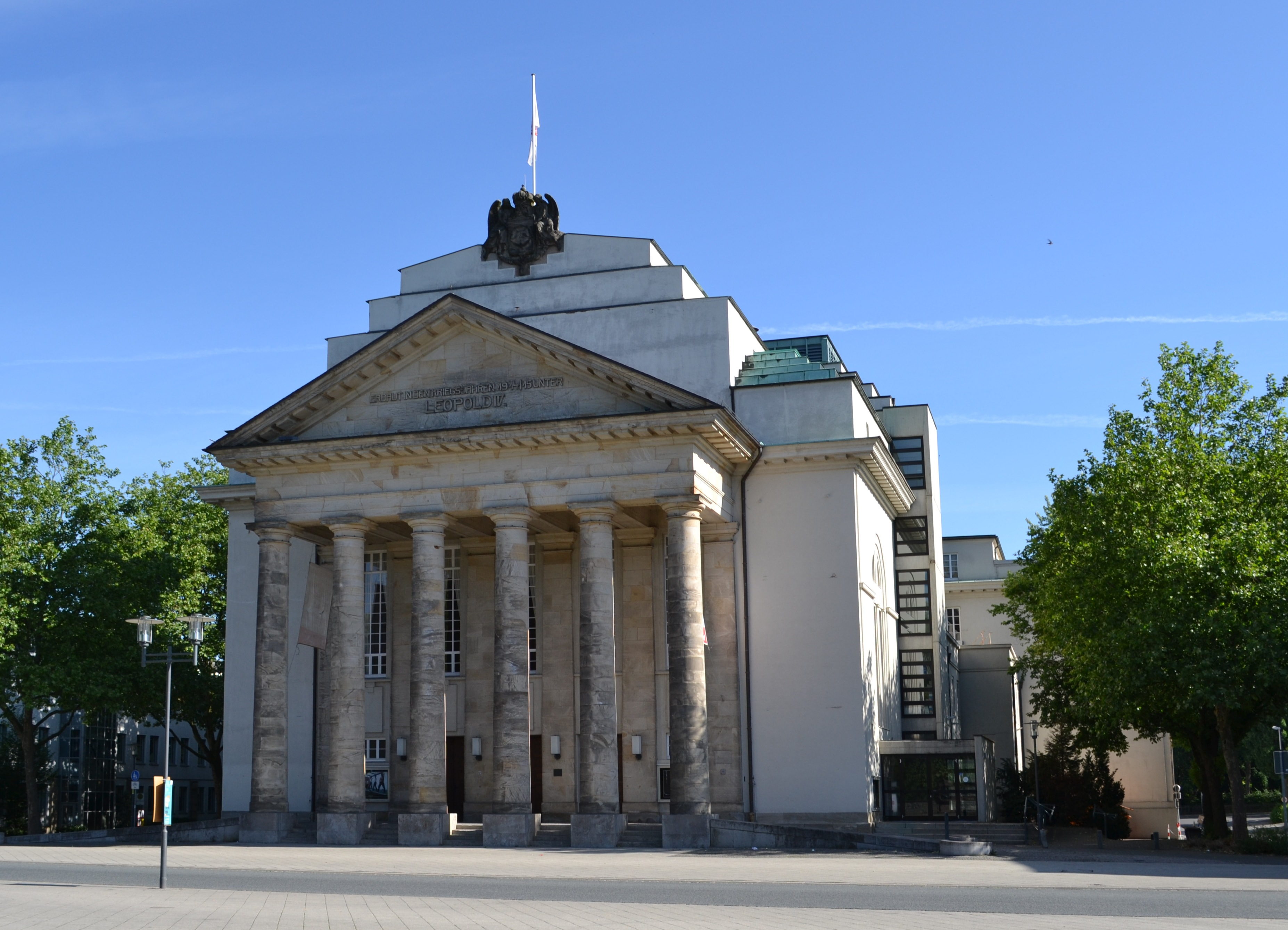
Landestheater Detmold

Das Landestheater Detmold besitzt an seinem Stammsitz Detmold fünf Spielstätten: das Landestheater selbst mit 650 Plätzen, die Kleine Bühne im Grabbe-Haus mit 80 Plätzen, das Hoftheater im Innenhof, das alljährlich zu jeder Vorstellung unter freiem Himmel 250 Besucher anlockt, sowie das Detmolder Sommertheater und die neu errichtete „Kaschlupp“-Bühne für Kinder- und Jugendtheater. Das Landestheater Detmold gilt als größte Reisebühne Europas, denn etwa die Hälfte der fast 600 Vorstellungen jeder Spielzeit finden außerhalb Detmolds statt. Das Spielgebiet umfasst das gesamte Land Nordrhein-Westfalen und geht sogar weit über die Landesgrenzen hinaus bis nach Belgien, Luxemburg und in die Schweiz.
Auf Veranlassung Fürst Leopolds II. entstand das Landestheater Detmold im Jahr 1825. Er ließ es im Rosental unweit von Marktplatz und Schloss errichten. Nach nur siebenmonatiger Bauzeit konnte sich bereits im November 1825 der Vorhang erstmals heben. Am 5. Februar 1912 brannte das Theater bis auf die Grundmauern nieder, wurde aber schon während des Ersten Weltkrieges 1914–1915 nach Plänen des Berliner Architekten Bodo Ebhardt im klassizistischen Stil neu errichtet. Die Finanzierung des Neubaus erfolgte mit Spenden der Detmolder Bürger und Geldern des Fürstenhauses. Wie alle deutschen Bühnen musste das Theater im Zweiten Weltkrieg am 1. September 1944 seine Pforten schließen. Nach Kriegsende richtete die englische Besatzungsmacht hier ihr Casino ein. Der Spielbetrieb wurde ins Detmolder Sommertheater verlegt. Am 5. Juli 1952 erfolgte die Freigabe und die Situation normalisierte sich.
Seit 1991 veranstaltet die Stadt regelmäßig das Europäische Straßentheater Festival Detmold, bei dem deutsche und internationale Gruppen in der Detmolder Innenstadt sowie im Hangar 21, einem ehemaligen Hubschrauberhangar der Rheinarmee, auftreten.

### Musik

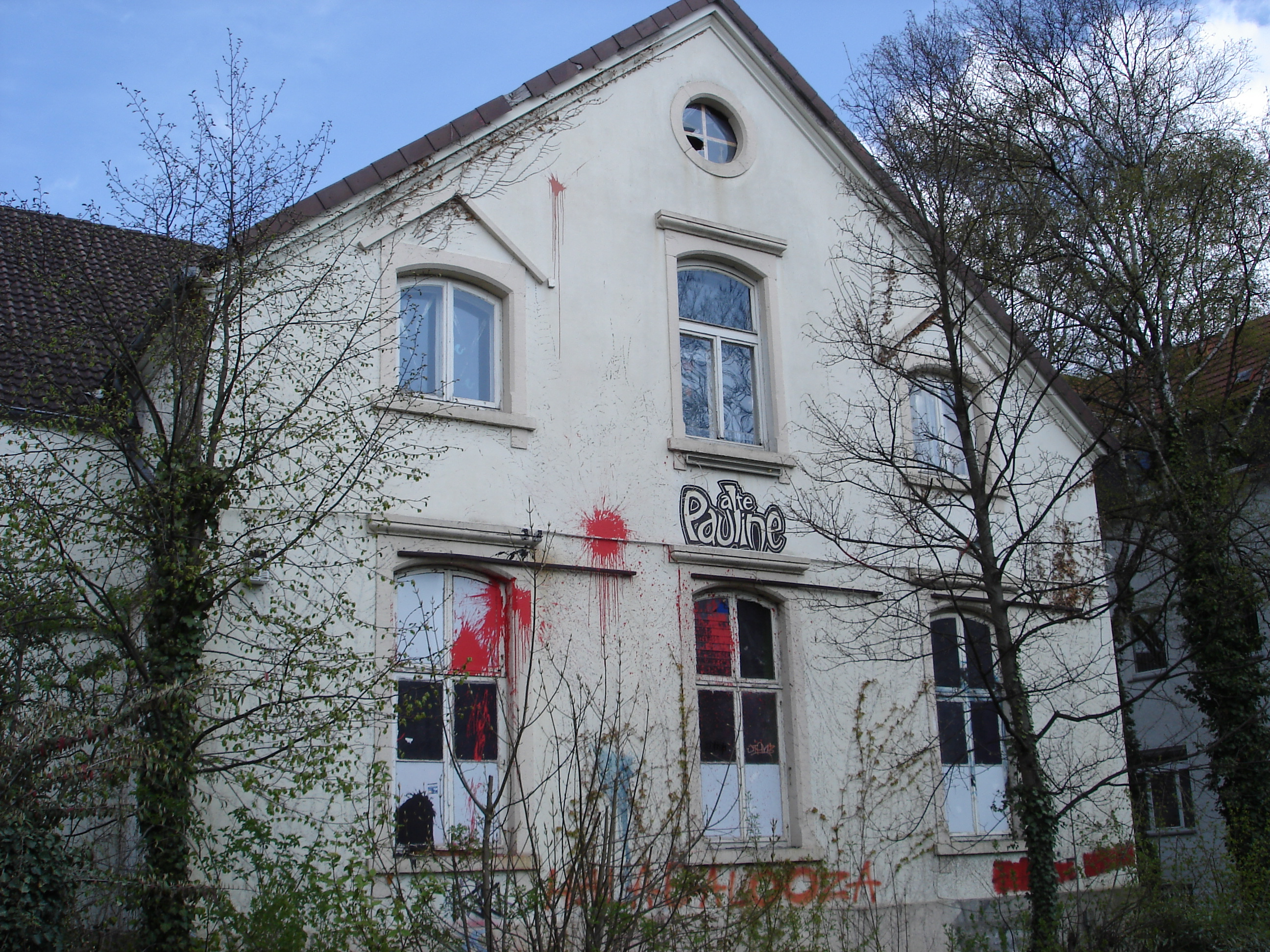
Alte Pauline: Zentrum der alternativen Kultur

Besonders der Hochschule für Musik ist es zu verdanken, dass es in Detmold ein reiches musikalisches Angebot gibt. Über die Stadtgrenzen hinaus bekannt sind die Chöre Chorelei und nota bene, der Philharmonische Chor Lippe, die Detmolder Schlossspatzen und der Chor der Hochschule für Musik Detmold, Pop-Up, der bereits als Backgroundchor mit den Rolling Stones auftrat. Der Philharmonische Chor Lippe organisiert seit 1990 internationale Chorfestivals. In Detmold gibt es eine ausgeprägte Singkultur, die sich in elf Mitgliedschören des Sängerbunds NRW ausdrückt. Chorwerke des Komponisten Albert Lortzing, der in Detmold gewirkt hat, werden von Detmolder Chören gesungen. Die Bigband der Musikhochschule und die Orchestergesellschaft Detmold sind wichtige Instrumentalgruppen der Stadt. Außerdem gibt es in vielen Kirchengemeinden Kirchenchöre und Posaunenchöre.
Zentrum der alternativen Musikszene ist das autonome Kultur- und Kommunikationszentrum Alte Pauline in der Bielefelder Straße 3. Der Verein, der die Pauline betreibt, zahlt für die städtische Immobilie keine Miete. Teile des Stadtrates haben wiederholt einen Verkauf des Gebäudes gefordert.
Die Band Speed Niggs, die ihre Wurzeln ebenfalls in der Alten Pauline hat, brachte zwischen 1989 und 1992 drei Alben heraus und spielte zahlreiche Konzerte in ganz Deutschland. Die Band Maria Perzil nahm an der Deutschen Vorentscheidung zum Eurovision Song Contest 1998 teil und erreichte den 10. Platz. Die Mittelalterband Duivelspack wurde im Jahr 2000 in Detmold gegründet.

### Lippische Landesbibliothek und Archive

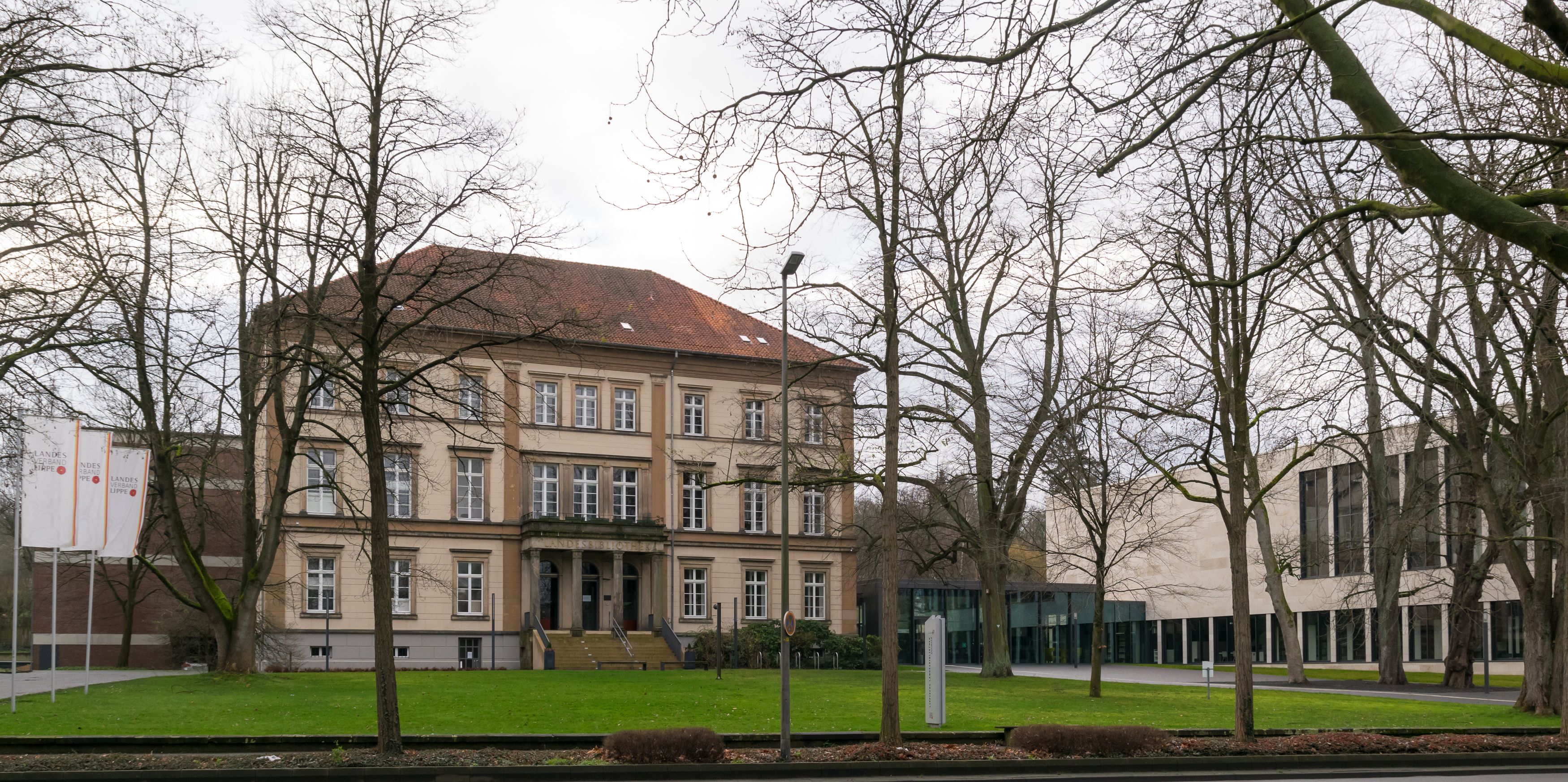
Lippische Landesbibliothek

Mit über 400.000 Bänden ist die Lippische Landesbibliothek Detmold eine der bedeutenden hochschulfreien Bibliotheken in Nordrhein-Westfalen. Ein Schwerpunkt der Bibliothek liegt in der Sammlung und Bereitstellung von Literatur, Urkunden und Dokumenten über Lippe und Ostwestfalen im benachbarten Staatsarchiv Detmold (Landesarchiv NRW Abteilung Ostwestfalen-Lippe). Zusätzlich sind dort unter einem Dach auch das Stadtarchiv Detmold und das Kreisarchiv Lippe untergebracht. Untergebracht ist die Bibliothek in einem klassizistischen Palais, das als Privathaus vom Detmolder Kaufmann und Bauunternehmer Wilhelm Ebert in den Jahren 1842 bis 1843 erbaut wurde. Nach dem Zweiten Weltkrieg ging die Bibliothek in den Besitz des neu gegründeten Landesverbandes Lippe über.

### Bauwerke

#### Historische Altstadt
Die historische Altstadt bildet einen Kreis von rund 500 Metern Durchmesser, dessen Mittelpunkt der Marktplatz ist. Die Altstadt wird im Süden und Osten von der Bruchmauer-, August-, Adolf- und Karlstraße begrenzt, an denen noch Fragmente der ehemaligen Stadtmauer zu sehen sind, während der Stadtkern im Norden und Westen durch das Rosental und die Ameide seinen Abschluss findet. Innerhalb der Altstadt sind etwa 350 teilweise gut erhaltene historische Gebäude zu besichtigen, besonders in der Langen Straße, der Krummen Straße und der Meierstraße. Diese Häuser stammen aus drei Epochen, dem späten Mittelalter nach dem großen Stadtbrand von 1547 mit bürgerlichen Fachwerkbauten, der Biedermeierzeit (1830–1860) mit seinem spätklassizistischen Stil und der Gründerzeit (nach 1875) mit historisierenden, dekorierten Fassaden. In der Straße Unter der Wehme liegt das Geburtshaus Ferdinand Freiligraths und das Sterbehaus Christian Dietrich Grabbes, dessen Geburtshaus ebenfalls erhalten und in der Bruchstraße zu finden ist.

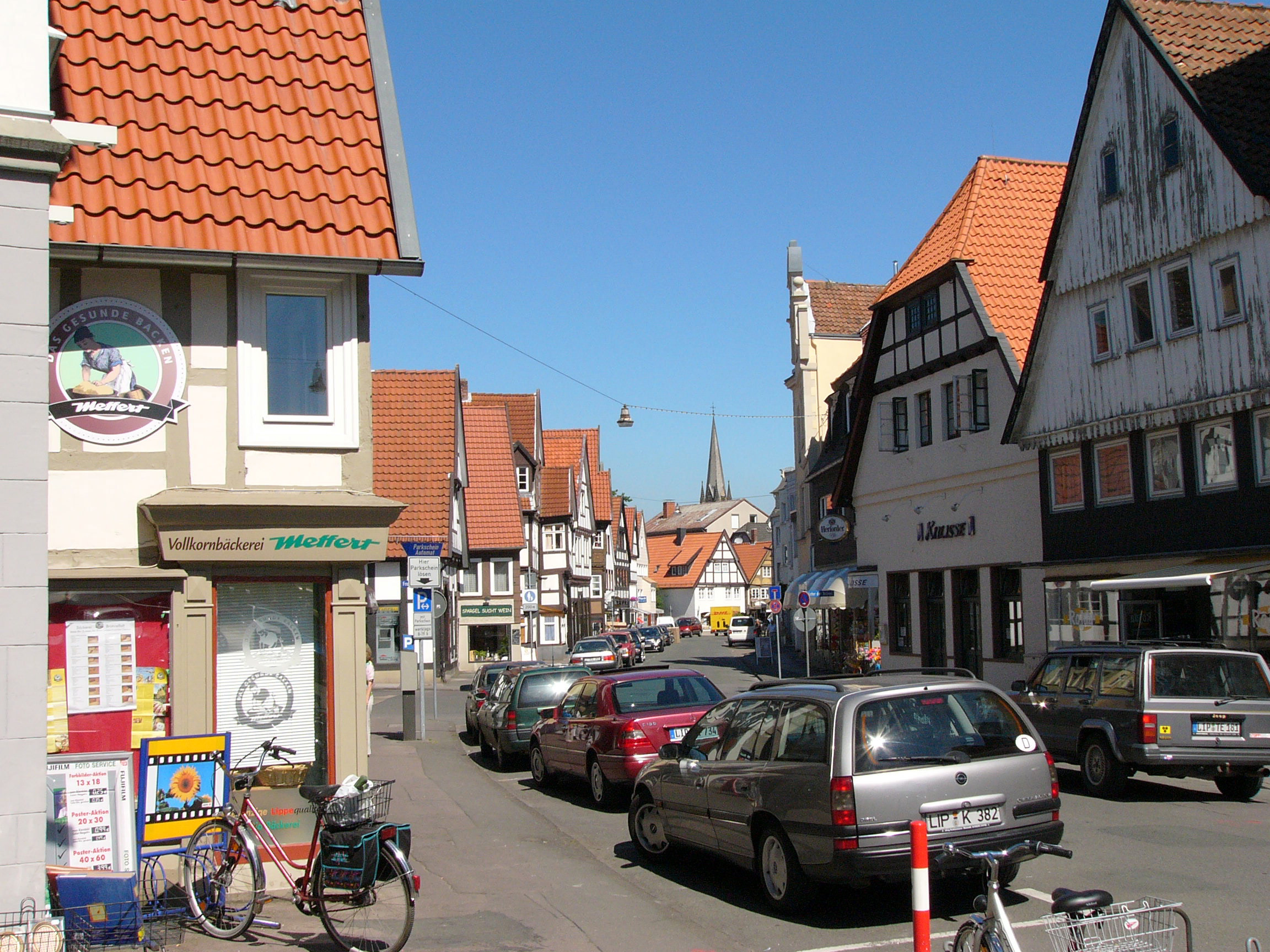
Fachwerkhäuser in der Innenstadt: Krumme Straße
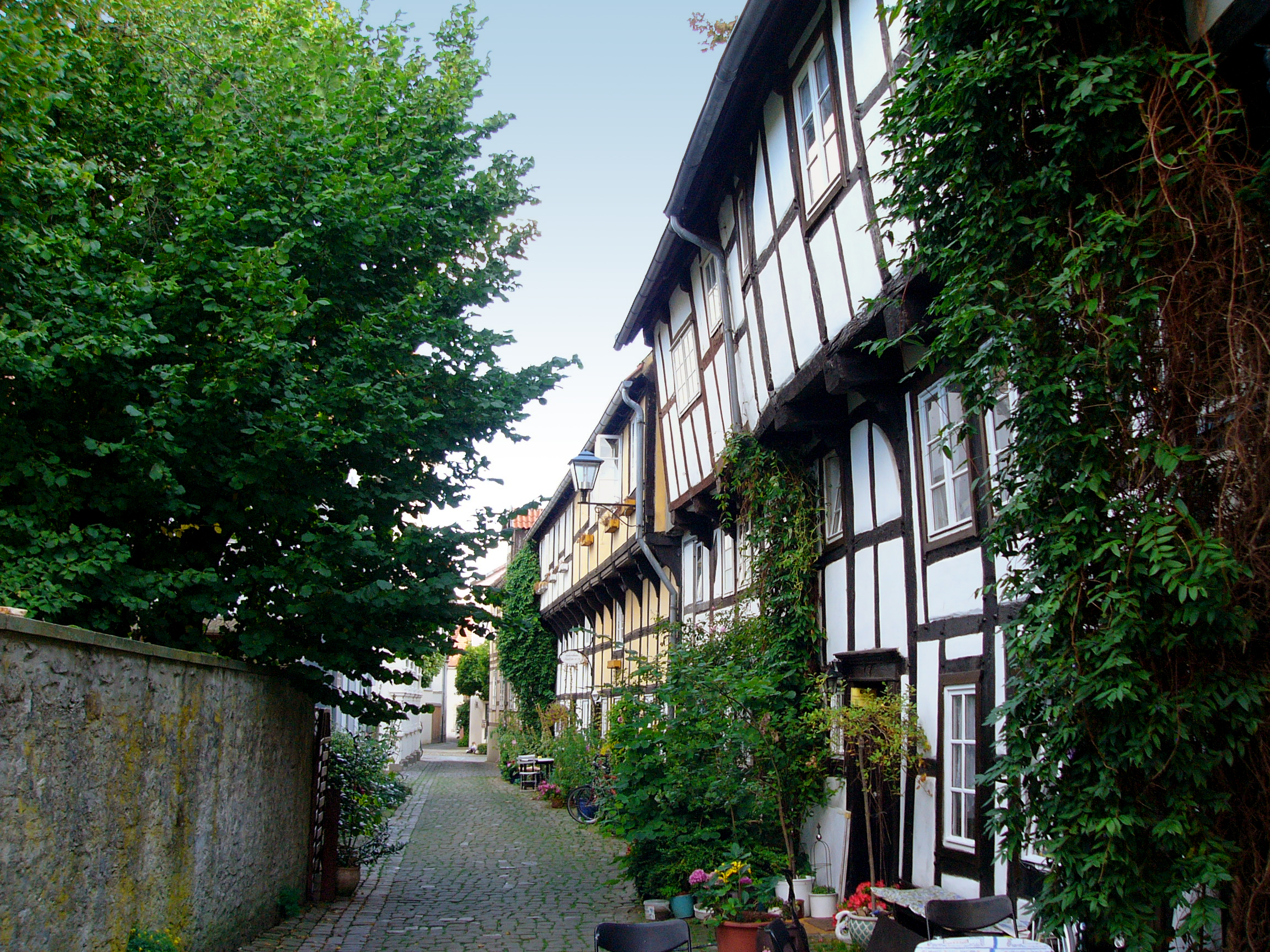
Adolfstraße
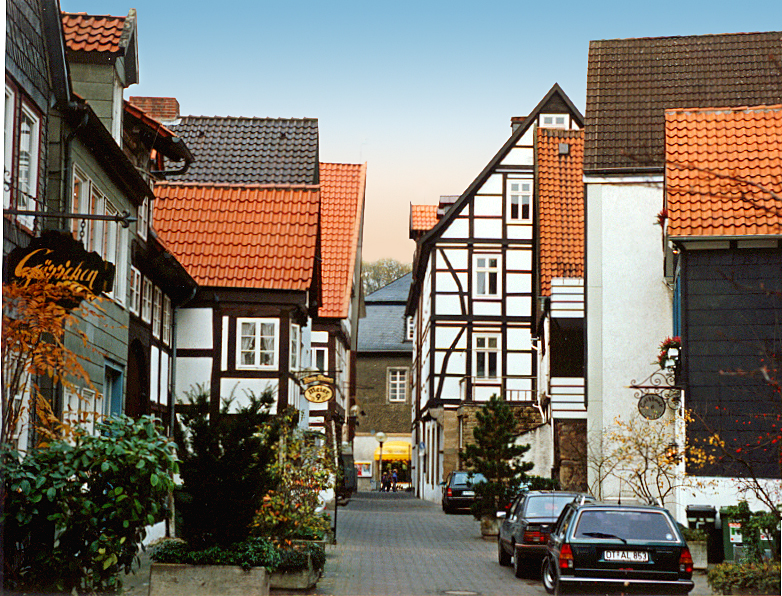
Meierstraße
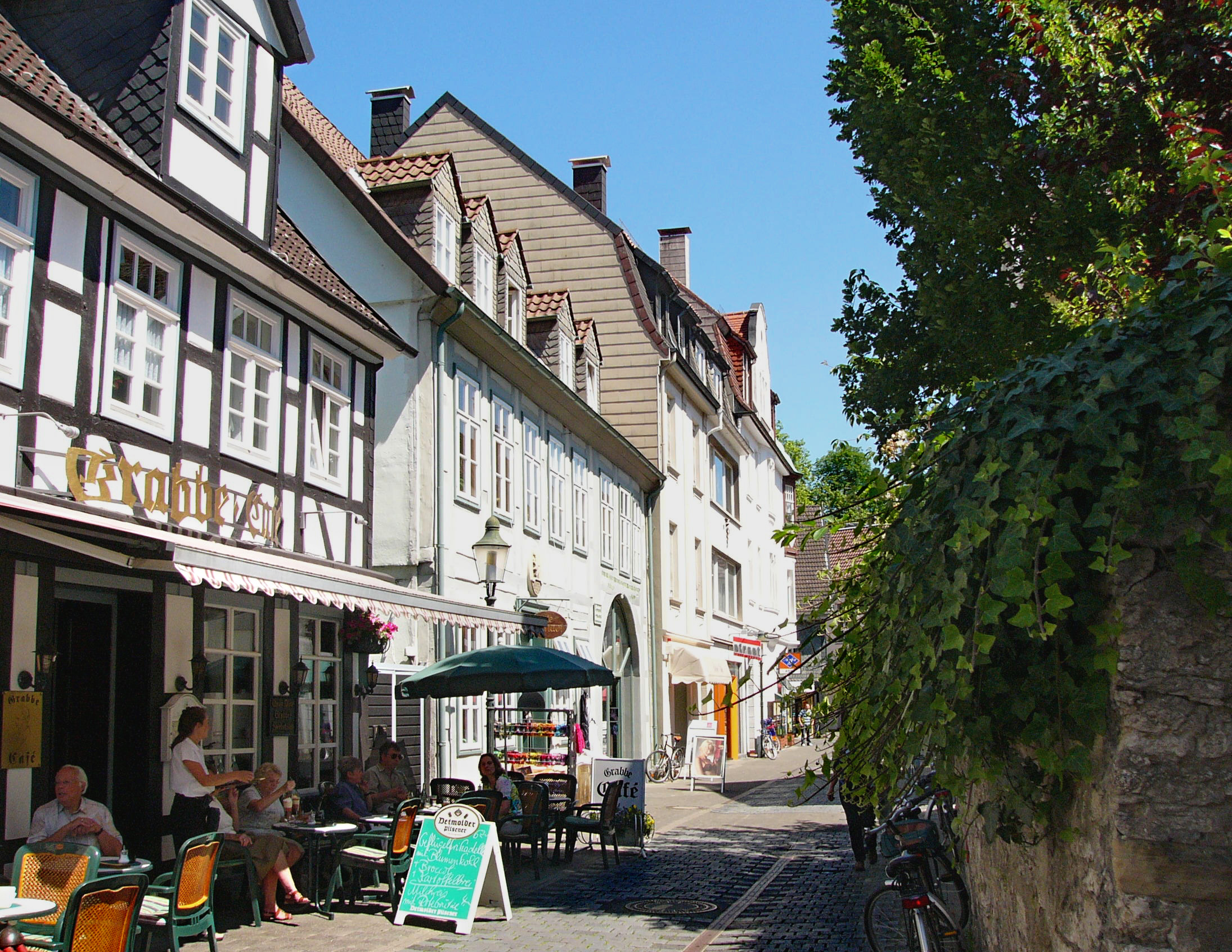
Grabbehaus

#### Schloss
Das Fürstliche Residenzschloss Detmold liegt im Nordwesten der historischen Altstadt und umfasst mit dem Schlossplatz und Burggraben etwa ein Viertel des Stadtkerns. Das Fürstliche Residenzschloss bildet das bedeutendste historische Bauwerk der Stadt und stellt eine hervorragende architektonische Schöpfung der Weserrenaissance dar. Beherrscht wird das Schloss vom mittelalterlichen Turm und einem vierflügeligen Anbau mit reicher Renaissance-Fassade, der in den Jahren 1550–1557 entstand. Im Schlosshof befinden sich vier Treppentürme und eine klassische Bogengalerie mit Wappensteinen. Im 17. Jahrhundert entstand der Westflügel mit den Königszimmern, die acht große Wandteppiche, venezianische Kronleuchter und eine Sammlung von Jagdwaffen enthalten. Der Schlossplatz wird von langgestreckten Flügelbauten mit Eckpavillons umgeben, die den Schlossbewohnern als Wagenremise, Marstall und Reitbahn dienten. Die ehemalige Reitbahn wurde in den 1950er Jahren zur Stadthalle umgebaut. Der Brunnen vor dem Schloss mit seiner Fontäne wurde 1898 erbaut und 1957 mit Scheinwerfern ausgestattet. Teile des Schlosses werden von Stephan Prinz zur Lippe und seiner Familie bewohnt.

#### Erlöserkirche

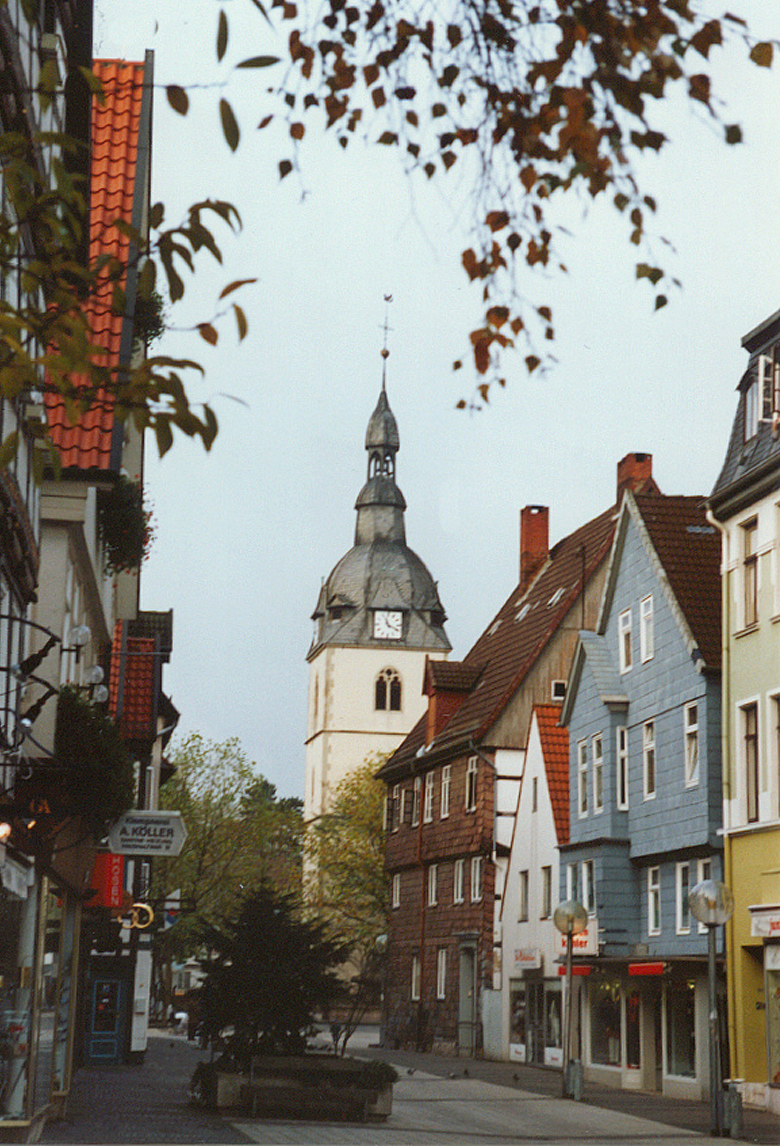
Erlöserkirche (Marktkirche)

Die evangelisch-reformierte Erlöserkirche (Marktkirche) ist ein spätgotischer Kirchenbau. Sie wurde nach dem großen Brand im Jahre 1547 zerstört und danach in der Mitte der Stadt wieder aufgebaut. Einige Jahre später sah sich die Stadt in der Lage, die Errichtung eines mächtigen Turms in Angriff zu nehmen. Über dem Eingang kann man die Jahreszahl 1564 erkennen. Dieses Datum weist auf das Jahr der Fertigstellung des Turmes hin. In der Zeit um 1596 wurden zwei Turmwächter angestellt, die als Brandwächter in dem Turm wohnten. Die alte Feuerglocke aus dem 16. Jahrhundert (Schlagton: es1) konnte sowohl im Ersten als auch im Zweiten Weltkrieg gerettet werden, sie ist die älteste Bronzeglocke in Detmold. Im Jahre 2005 goss die Glockengießerei Rincker die 1200 Kilogramm schwere Friedensglocke (Schlagton: f1) hinzu, die die verlorene Glocke ersetzen soll. Bereits im Jahr 1555 wurde das Gotteshaus mit einer Orgel ausgestattet. Die heutige Barockorgel von Johann-Markus Oestreich wurde 1795 fertiggestellt, 1962 erneuert und erweitert. In dem schlichten Innenraum beeindrucken die spitzbogigen, gotischen Fenster und ein Taufbecken aus Sandstein, das mit Blattranken verziert ist. Die fünfseitige Kanzel steht auf einer einfachen Rundsäule und darüber befindet sich ein sechseckiger Schalldeckel.

#### Rathaus

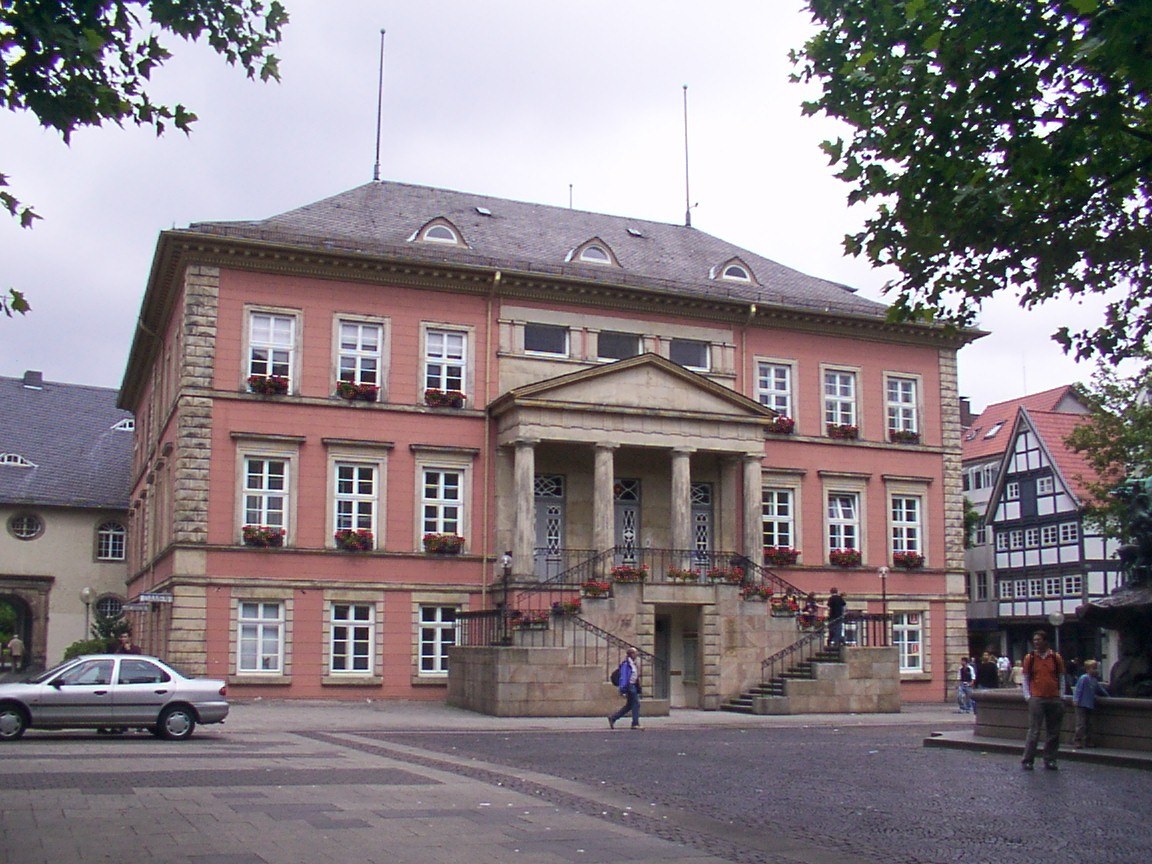
Rathaus

Das Rathaus wurde im klassizistischen Baustil in den Jahren von 1828 bis 1830 an der Nordseite des Marktplatzes errichtet. Auffällig ist die doppelläufige Freitreppe mit dem dorischen Säulenportikus aus Sandstein vor dem Gebäude. Im Rathaus befindet sich der Saal des Rats der Stadt sowie die Amtsräume des Bürgermeisters und des Verwaltungsvorstandes. 1902 wurde das Rathaus durch einen Anbau an der Rückseite erweitert. Der malerische Donopbrunnen vor dem Rathaus wurde 1902 errichtet und stellt die Berlebecke als Nymphe dar.

#### Neues Palais
Das Neue Palais wurde zwischen 1706 und 1708 von Graf Friedrich Adolph erbaut. Es handelt sich um einen zweigeschossigen Hauptbau mit flügelartigen Pavillons. Ursprünglich diente das Palais als Witwensitz der lippischen Fürstinnen. Von 1849 bis 1864 wurde es umgebaut. Vor der südlichen Seitenfront befindet sich ein Springbrunnen aus dem Jahre 1857 mit Delphinen und Tritonen. Heute ist es Sitz der Hochschule für Musik. An das Palais schließt sich der Palaisgarten an.

#### Christuskirche

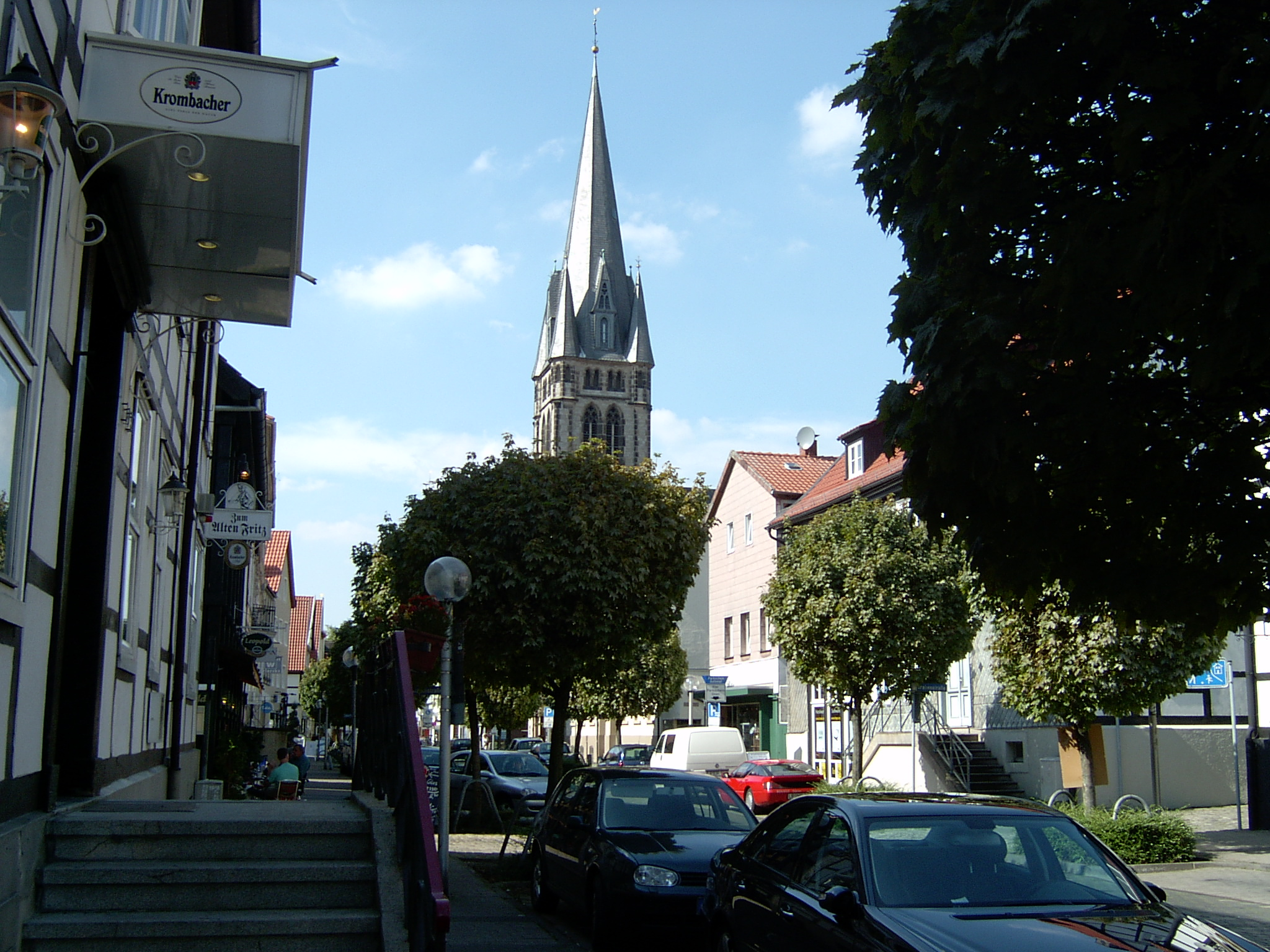
Martin-Luther-Kirche

Die evangelisch-reformierte Christuskirche am Kaiser-Wilhelm-Platz mit der Gruft der Fürstenfamilie zur Lippe ist ein im neugotischen Stil errichteter, im Januar 1908 eingeweihter Kirchenbau nach Entwürfen des Architekten Otto Kuhlmann. Infolge von Schäden aus dem Zweiten Weltkrieg war Anfang der 1960er Jahre eine größere Renovierung erforderlich, in den 1980er Jahren erfolgte eine umfangreiche Erneuerung der Außenhaut, nach 2000 eine Renovierung des Innenraums. In den warmen Monaten des Jahres ist die Kirche tagsüber für Besucher geöffnet. Die Christuskirche ist Heimat der evangelisch-reformierten Christen im Detmolder Westen. Seit 2020 wird die Kirche umfangreich saniert und restauriert.

#### Martin-Luther-Kirche
Die evangelisch-lutherische Martin-Luther-Kirche in der Schülerstraße wurde in den Jahren 1897 bis 1898 in neugotischem Stil zum großen Teil von Spendengeldern an der Stelle der alten Barockkirche erbaut. Bis 1721 war es im reformierten Detmold verboten, eine lutherische Kirche zu errichten. Erst die lutherische Fürstin Wilhelmine von Nassau-Idenstein setzte den Bau der ersten Kirche durch. Das Modell dieser Kirche ist im Gemeindehaus nebenan zu besichtigen.

#### Friedrichstaler Kanal

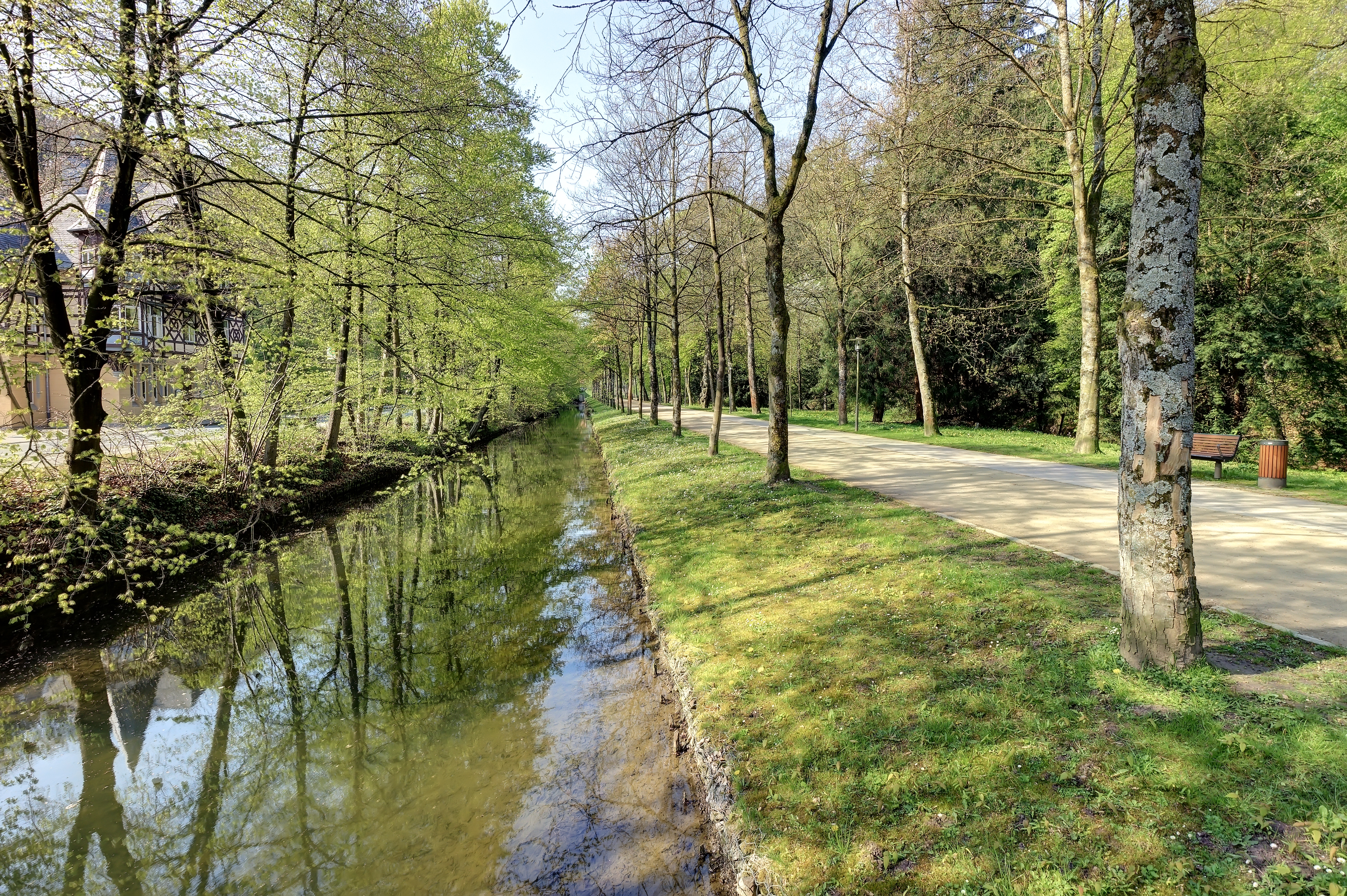
Friedrichstaler Kanal am „Neuen Krug“

Der Friedrichstaler Kanal ist ein technisches Baudenkmal und ein bis heute in Teilen erhaltenes Wasserbauwerk, das von 1701 bis 1704 auf Anweisung des damaligen Grafen Friedrich Adolf erbaut wurde. Der Friedrichstaler Kanal verband den heute nicht mehr existierenden Landsitz aus Lustschloss, Orangerie und Barockgarten mit dem Residenzschloss. Der Kanal wird mit Wasser aus dem Knochenbach gespeist und mündet in den Wallgraben, der um den südlichen und westlichen Teil der Stadtmauer fließt und schließlich den Schlossteich füllt. Verantwortlicher Bauherr war Hindrick Kock. Der Kanal wurde nicht für wirtschaftliche Zwecke genutzt, sondern ausschließlich mit Gondeln für Lustfahrten befahren. 1748 wurde die Schifffahrt wieder eingestellt. Eine Weiternutzung erfolgte durch den Bau von Mühlen an den Schleusen. Die 1752/1753 errichtete Obere Mühle war bis 1958 in Betrieb und wird seitdem von der Gastronomie genutzt. Die drei Schleusen, die zur Überwindung des Gefälles gebaut wurden, sind heute noch als Wasserfälle zu sehen. Der Bau des Kanals erfolgte im Zusammenhang mit dem Bau des Palais und der östlichen Häuserzeile an der Neustadt entlang des Kanals, der ersten Erweiterung der Stadt über die mittelalterlichen Grenzen hinaus. Die Kanalanlage gilt als bedeutendes und einmaliges Denkmal der barocken Wasserbaukunst.

### Parks

#### Schlosspark
Der Schlosspark, auch Schlossplatz genannt, wurde in der zweiten Hälfte des 18. Jahrhunderts angelegt. Man kann den Platz von vier Seiten betreten, durch das Hauptportal von der Langen Straße, vom Theatervorplatz, vom Marktplatz durch den Kirchbogen und schließlich über eine breite Treppe vom Rosental aus. Der große Springbrunnen vor dem Schloss mit beleuchteter Fontäne wurde um 1900 angelegt. Der kleine, achteckige Brunnen im östlichen Teil des Parks stammt wahrscheinlich aus dem Park Friedrichstal. Eine Porträtbüste von Johannes Brahms steht nahe am Hauptportal. Der Schlossplatz wird von langgestreckten Flügelbauten mit Eckpavillons umgeben, die den Schlossbewohnern als Wagenremise, Marstall und Reitbahn dienten. Die ehemalige Reitbahn wurde in den 1950er Jahren zur Stadthalle umgebaut.

#### Palaisgarten
Der Palaisgarten wurde im frühen 18. Jahrhundert als Parterregarten im französischen Stil angelegt, Mitte des 19. Jahrhunderts vergrößert und in einen englischen Landschaftsgarten umgestaltet. Der Palaisgarten ist als Baudenkmal geschützt und enthält einen alten Baumbestand aus Mammutbäumen und anderen exotischen Bäumen sowie mehrere Brunnen und Kaskaden. In der Nähe steht ein kleiner achteckiger Bau, der eine Turbine für den Betrieb der Wasserspiele enthält und 1855 errichtet wurde. Gleich dahinter am Hang des Büchenbergs befindet sich ein vergittertes Sandsteinportal, das in einen Bergkeller führt und einer Brauerei zur Lagerung von Eis diente.

### Ausflugsziele

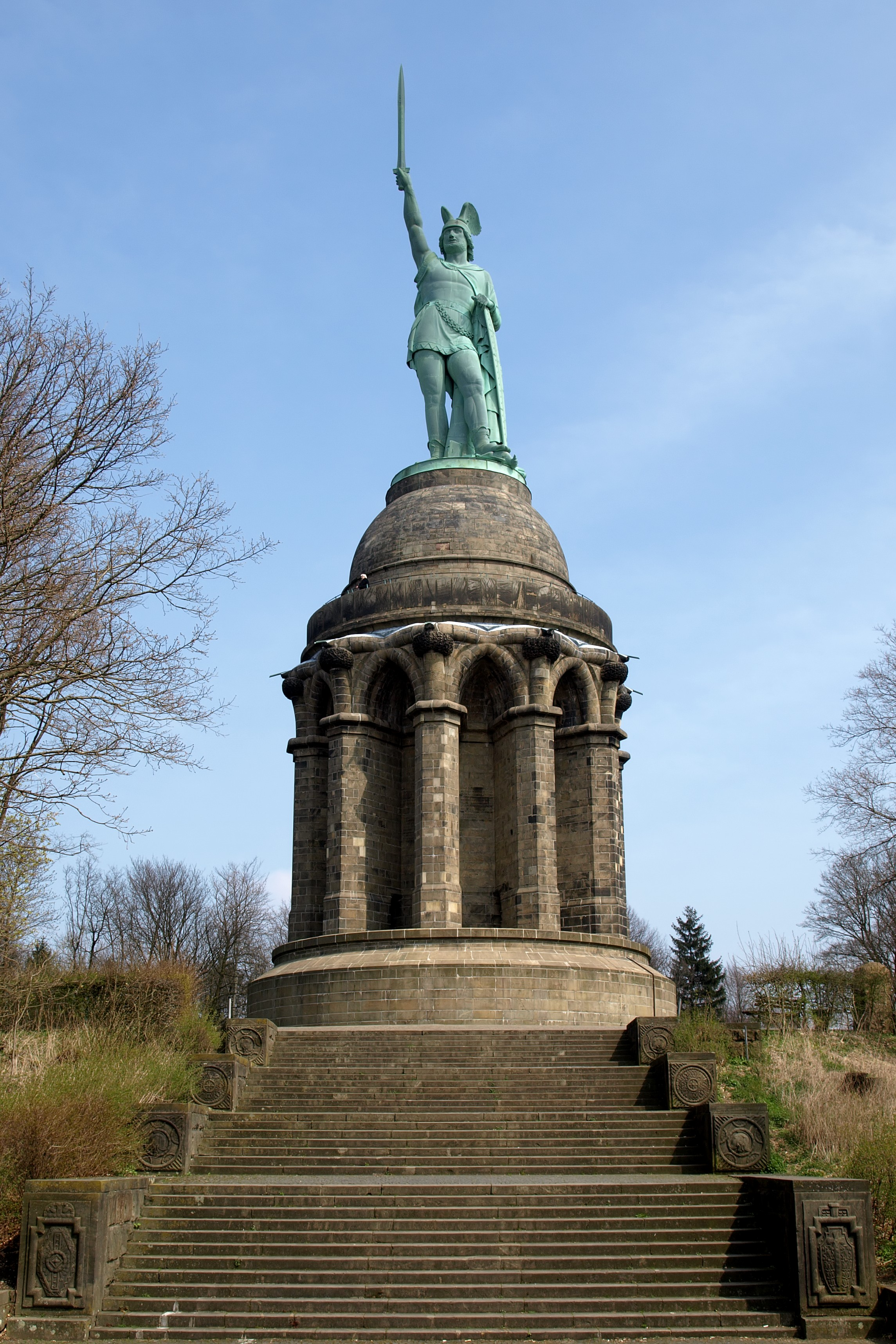
Das Hermannsdenkmal im Teutoburger Wald

Das Hermannsdenkmal wurde auf der 386 Meter hohen Grotenburg errichtet und soll an die Schlacht im Teutoburger Wald und den Cheruskerfürsten Arminius erinnern. Das 54 Meter hohe Denkmal wurde zwischen 1838 und 1875 von Ernst von Bandel errichtet und am 16. August 1875 von Kaiser Wilhelm I. eingeweiht. Seitdem ist es eines der meistbesuchten Denkmäler Deutschlands mit annähernd einer Million Besucher jährlich.
Das Westfälische Freilichtmuseum ist mit etwa 100 historischen Gebäuden auf 90 Hektar das größte seiner Art in Deutschland. Das Freilichtmuseum wurde 1966 auf dem Gelände des ehemaligen fürstlichen Tiergartens eröffnet und zieht jährlich zwischen dem 1. April und 31. Oktober durchschnittlich 250.000 Besucher an. Die Gebäude bestehen aus originalgetreu wieder aufgebauten historischen Häusern, wie Bauernhöfen, Handwerkerhäusern, Gaststätten und Dorfschulen mit kompletter zeitgenössischer Inneneinrichtung und typischen Gartenanlagen.

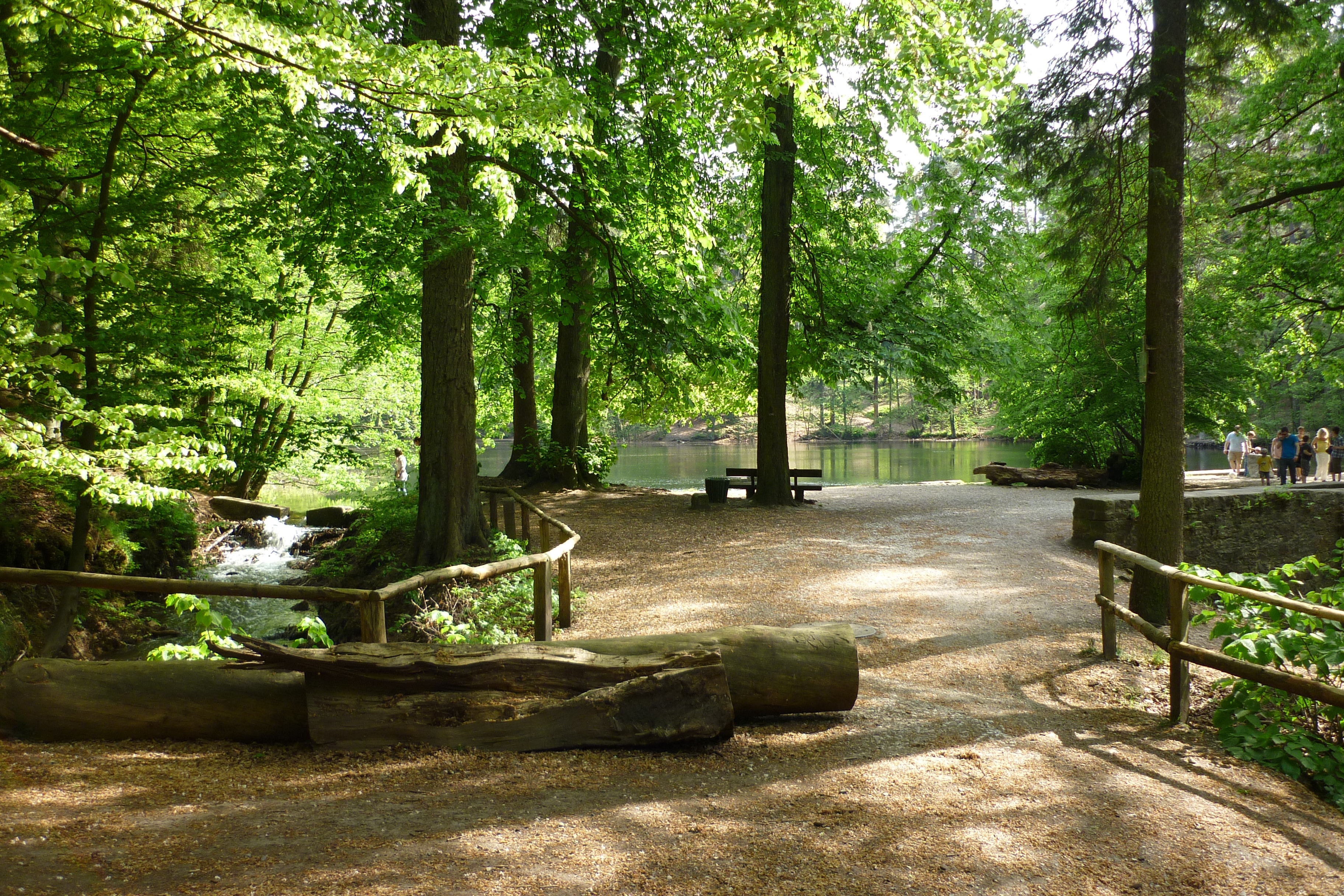
Donoperteich mit Hasselbach

Der Donoperteich ist ein 132 Hektar großes Naturschutzgebiet und beliebtes Ausflugsziel in der Nähe des Ortsteils Hiddesen. Der malerisch gelegene Donoperteich wurde von Graf Simon Heinrich 1683 für die Fischzucht angelegt und nach dem gräflichen Kammerherrn von Donop benannt. In unmittelbarer Nähe liegt das Hiddeser Bent, ein Hochmoor mit charakteristischer Flora, wie Wollgras, Pfeifengras, Torfmoos, Sonnentau und Moosbeere. Das Hiddeser Bent wurde schon 1950 als Naturschutzgebiet ausgewiesen. Mit einem Fußmarsch von etwa einer Stunde ist über das Heidental der Bielstein zu erreichen, der mit 393 Metern die höchste Erhebung im Detmolder Stadtgebiet darstellt. Auf seiner Kuppe befindet sich der Sender Bielstein des Westdeutschen Rundfunks mit seinem 300 Meter hohen Sendemast.

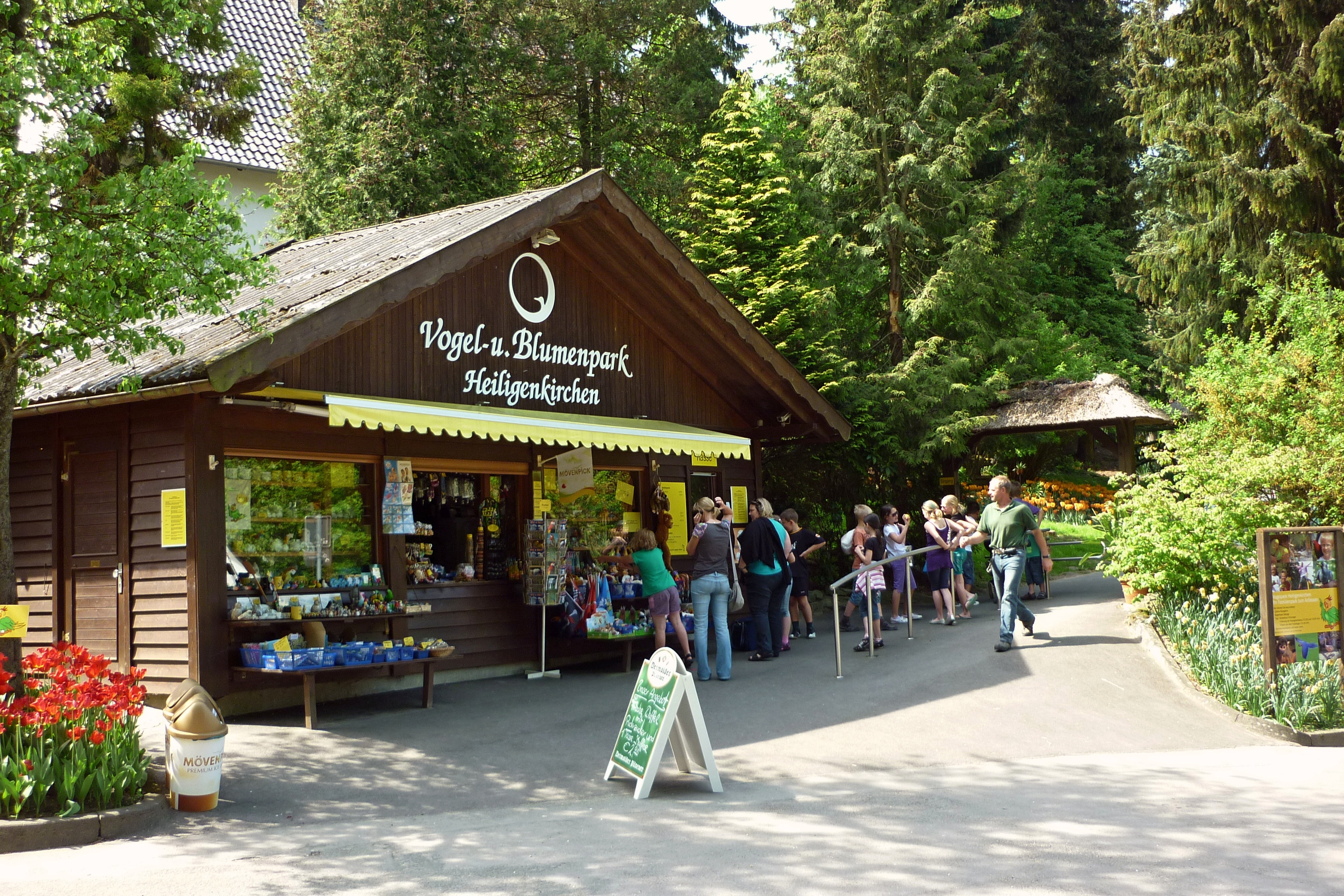
Eingang zum Vogel- und Blumenpark

Der Vogelpark Heiligenkirchen beherbergt mehr als 1200 Vögel und Säugetiere in 200 Arten aus der ganzen Welt. Die größten Attraktionen sind die Streichelwiese für Papageien, auf der man in direkt Kontakt mit den Tieren kommt und ein großer Abenteuer-Spielplatz für Kinder. Neben Vögeln leben auch Kängurus, Affen und Präriehunde im Park.
Die Adlerwarte Berlebeck befindet sich auf dem Berg Kelle in Berlebeck und wurde vom Falkner Adolf Deppe Ende der 1930er Jahre mit fünf Tieren gegründet. Die Adlerwarte gilt heute als die größte und älteste Greifvogelwarte Europas und beherbergt derzeit etwa 180 Greifvögel. Sie ist vom 16. Februar bis 15. November täglich geöffnet und bietet Freiflugvorführungen mit Adlern, Geiern und Falken.
Die Ruine Falkenburg steht im Ortsteil Berlebeck mit 373 Metern auf einer der höchsten Erhebungen des Teutoburger Waldes. Die Falkenburg wurde um 1190 als erste Burg der Edelherrschaft Lippe von Bernhard II. errichtet und hielt mehreren Belagerungen stand. 1453 brannte die Burg völlig ab, wurde später neu aufgebaut, erhielt aber nie die frühere Bedeutung zurück. Zu Beginn des 19. Jahrhunderts, inzwischen zur Ruine verfallen, benutzte man ihre Steine zum Bau der Gauseköte benannten nahegelegenen Passstraße über den Teutoburger Wald.
Die Opfersteine im Leistruper Wald liegen am Ostrand des Waldes im Ortsteil Diestelbruch. Die Opfersteine bestehen aus Steingruppen oder -reihen, die vor unbekannter Zeit von Menschen bearbeitet und aufgestellt wurden. Auch der Sinn und Zweck dieser vermutlichen Kultstätten ist unbekannt. Unweit von den Opfersteinen liegt ein archäologisch erschlossenes bronzezeitliches Hügelgrab. Von der Höhe (288 m) des mit Buchen, Eichen und Nadelholz bestandenen Leistruper Waldes hat man eine gute Fernsicht in das gesamte Lipperland. Sehenswert ist der 1962 angelegte Waldlehrpfad und ein Lehrbienenstand.
Der Dreiflussstein in der Nähe des Bielstein markiert einen besonderen topologischen Punkt in Detmold. An diesem Punkt auf den Höhen des Teutoburger Waldes treffen die Einzugsgebiete der drei Flüsse Rhein, Ems und Weser zusammen. Eine Wanderung zum Dreiflussstein beginnt am Haus des Gastes im Ortsteil Hiddesen und führt durch das Heidental hinauf zum Gedenkstein, der im Jahre 2009 errichtet wurde. Auch der Residenzweg und der Lönspfad führen am Dreiflussstein vorbei.

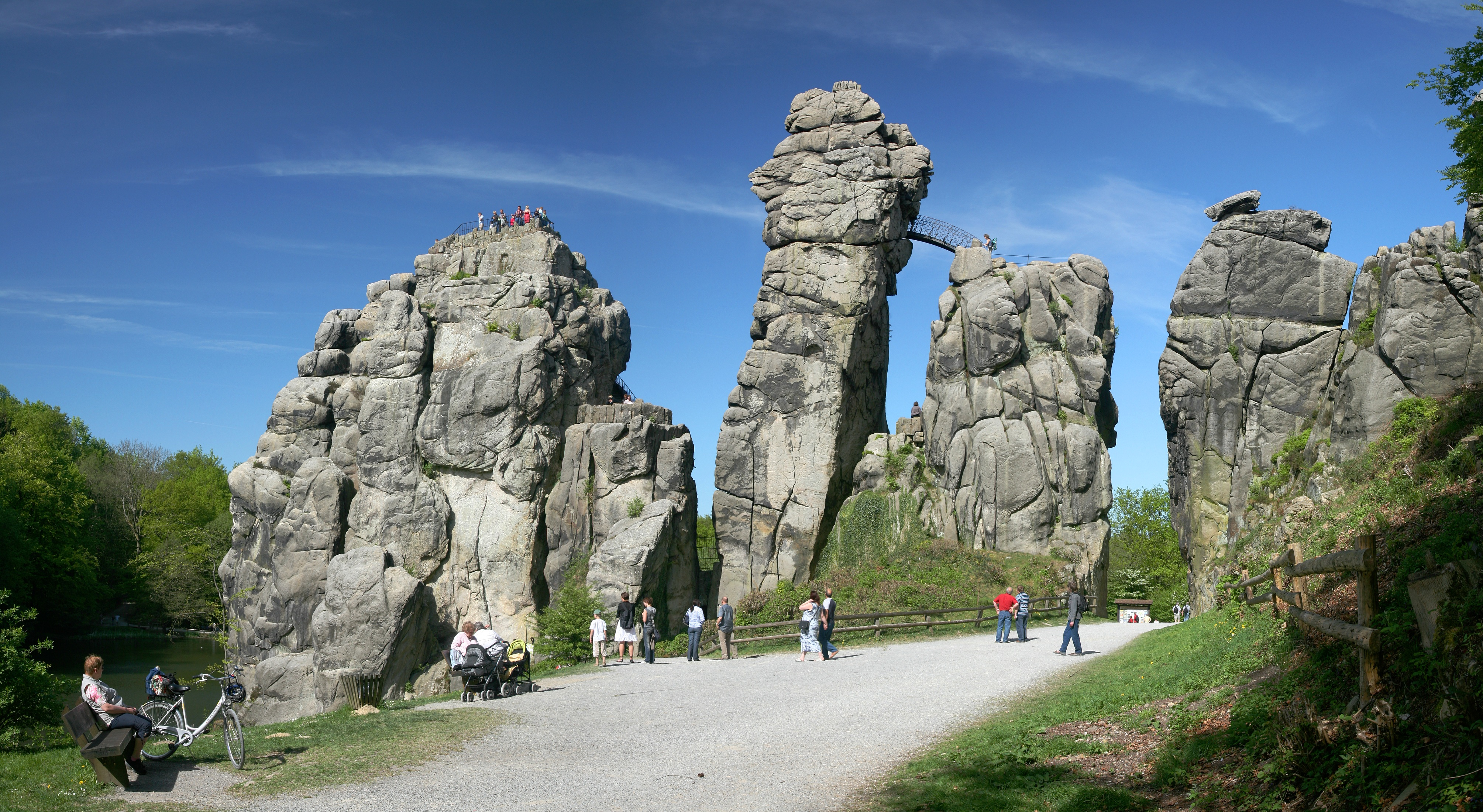
Die Externsteine, Sicht aus Südwesten auf die freistehenden Felsteile

Im Osten Berlebecks (am Südrand des Stadtgebiets) grenzt der Ortsteil Holzhausen-Externsteine der Nachbarstadt Horn-Bad Meinberg an, auf dessen Gebiet die Externsteine zu finden sind, eine der größten Natursehenswürdigkeiten Deutschlands. Im Umkreis der von der Wiembecke in Jahrmillionen ausgewaschenen Steine wurde ein Gebiet von etwa 140 Hektar als Naturschutzgebiet ausgewiesen.

### Regelmäßige Veranstaltungen
Jedes Jahr im Frühjahr finden in der Fußgängerzone der Innenstadt sowie im Kaiserkeller und in der Stadthalle die Internationalen Detmolder Jazznächte statt. Gäste sind zum Beispiel Robin Eubanks und regelmäßig die Bigband der Detmolder Musikhochschule.
Im Frühsommer findet das Kurzfilmfestival International Short Film Festival (ISFF Detmold) statt.
Im Sommer werden regelmäßig die Detmolder Sommerbühne und Lippe Kulinarisch veranstaltet. Die Sommerbühne ist eine mehrtägige kostenlose Open-Air-Veranstaltung in der Innenstadt mit einer Hauptbühne auf dem Marktplatz. Lippe Kulinarisch bietet im Schlossgarten im Juli/August an einem Wochenende regionale und internationale Spezialitäten, die von der heimischen Gastronomie präsentiert werden, an.
Im zweijährigen Rhythmus, zu Pfingsten, findet auf öffentlichen Straßen und Plätzen das Europäische Straßentheaterfestival statt. Das erste Straßentheaterfest in Detmold wurde 1991 unter dem Namen „1. Detmolder Bildstörung“ veranstaltet. Nach über 20 Jahren regelmäßiger Realisierung von Projekten ist das Straßentheater fester Bestandteil des kulturellen Lebens der Stadt.
Im Herbst findet jedes Jahr von Mittwoch nach dem Buß- und Bettag bis zum darauffolgenden Sonntag die Andreasmesse mit etwa 250 Ausstellern statt. Karussells und Verkaufsstände bieten ein buntes Programm auf dem seit 1604 urkundlich bezeugten Jahrmarkt. Veranstaltungsort sind die Fußgängerzone und der Kronenplatz. Ebenfalls in der Fußgängerzone findet jedes Jahr der Weihnachtsmarkt statt.
Früher war diese Veranstaltung nur ein kleiner Bauernmarkt.
Jeden ersten Samstag im Monat findet von April bis November ein Flohmarkt ohne Neuwaren statt, der sich vom Landestheater Detmold über Ameide und Wall bis zum Friedrichstaler Kanal hinzieht.

### Kulinarische Spezialitäten
Die bekannteste Spezialität in Detmold ist der Lippische Pickert, eine Art Kartoffelreibekuchen aus Mehl, geriebenen Kartoffeln, Eiern, Rosinen, Hefe, Milch und Wasser. Er wird traditionell mit Rübenkraut oder Lippischer Leberwurst, einer weiteren lippischen Spezialität, gegessen. Der lippische Pickert findet auch Erwähnung in dem regional bekannten Volkslied Die Lippischen Schützen, in dem es heißt: „Und als sie dann kamen durch die qualmige Stadt Essen, da ham se ihren mitjebrachten Pickert aufjejessen“.

## Wirtschaft und Infrastruktur

### Verkehr

#### Straßenverkehr

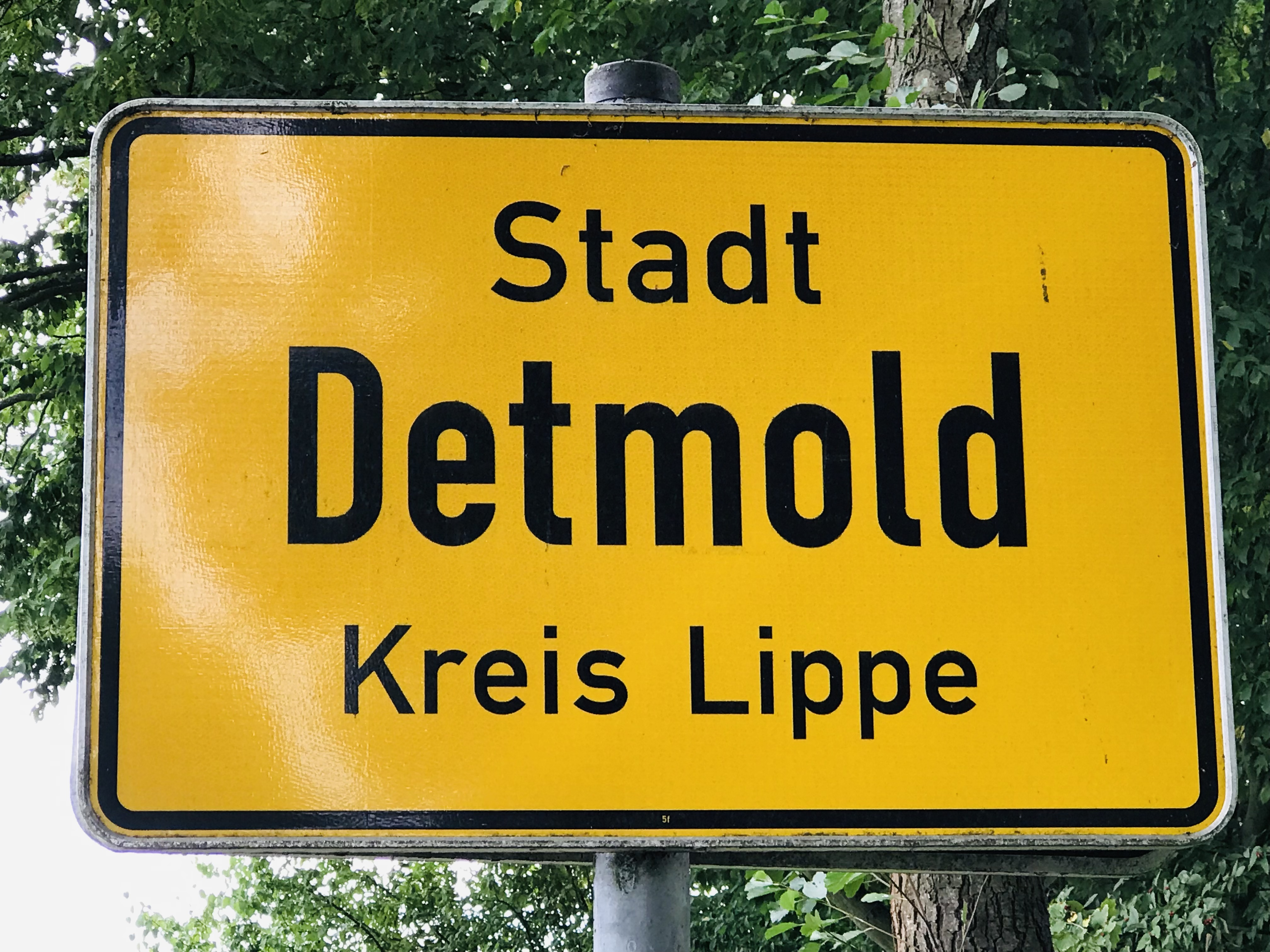
Detmolder Ortseingangsschild

Durch Detmold verläuft die Bundesstraße 239 und die Stadt ist Ausgangspunkt der B 238. Die nächste Anschlussstelle an eine Autobahn (A 2, Dortmund–Hannover) ist etwa 22 Kilometer entfernt.
Die Landesstraße 828 (L 828) führt über Altenbeken und Willebadessen zur A 44 als Fernstraßenverbindung mit dem Süden.
Bemerkenswert für eine Stadt dieser Größe ist es, dass es im Stadtgebiet keine vierspurig geführte Straße gibt; die letzten Planungen einer Autobahn in unmittelbarer Nähe (A 35 von Bielefeld nach Hameln/Hannover, A 36 als A 106 von Bielefeld nach Hameln/Goslar) wurden Ende der 1970er-Jahre verworfen.

#### Schienenverkehr

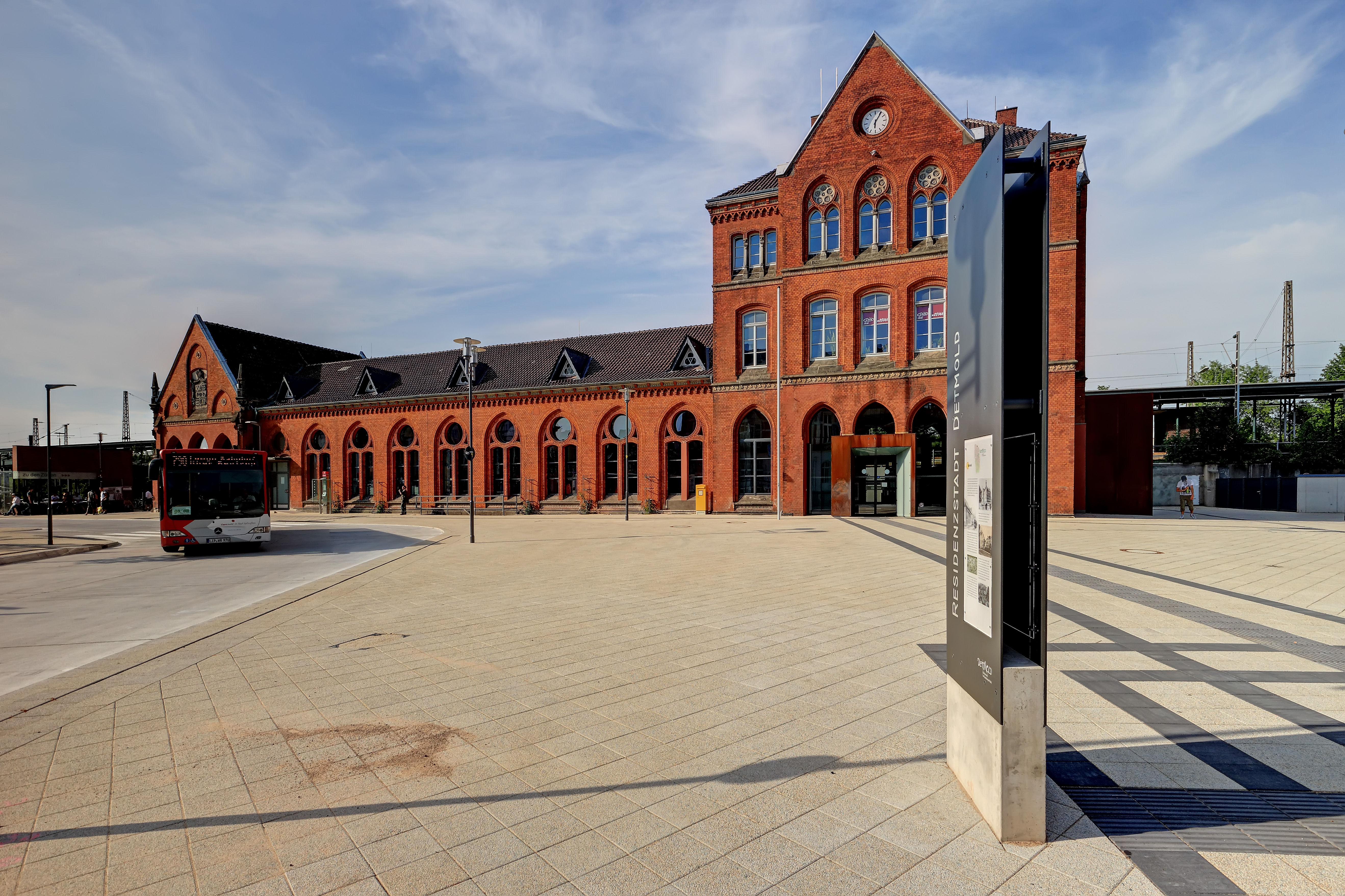
Empfangsgebäude Bahnhof Detmold

Der Bahnhof Detmold liegt an der Bahnstrecke Herford–Himmighausen und ist der einzige Personenbahnhof der Stadt. Historisch hatten auch die Ortsteile Nienhagen (1988 stillgelegt) und Remmighausen (heute nur noch Güterverkehr) einen Personenbahnhof. Die elektrifizierte Strecke ist eingleisig direkt mit Lage im Nordwesten und Horn-Bad Meinberg im Südosten verbunden.
Regulärer Personen-Schienenverkehr besteht über zwei Regionalzuglinien. Beide Linien werden von der Eurobahn betrieben.
Es verkehrt der Diesel-betriebene RE 82 (Der Leineweber), der eigentlich zwischen Bielefeld und Altenbeken pendelt. Diese ursprünglich stündliche Verbindung wurde ab April 2024 deutlich ausgedünnt und gekürzt. Es wird nur noch zwischen Bielefeld Hbf und Horn-Bad Meinberg gefahren. Eine stündliche Verbindung findet nur noch in den Morgenstunden statt; ansonsten wird diese Verbindung nur alle zwei Stunden bedient. Zunächst war geplant, den RE 82 wegen Personalmangel komplett zu streichen, aufgrund von Protesten wurden aber vier für Pendler wichtige Morgenverbindungen (bis etwa 9 Uhr) belassen. Die Reaktivierung der Verbindungen nach den Morgenzügen konnte nur mit Rückgriff auf die Deutsche Bahn ermöglicht werden.
Weiterhin pendelt die elektrisch betriebene RB 72 (Ostwestfalen-Bahn) stündlich zwischen Herford und Paderborn.
Direkt erreichbare Fernverkehrsanschlüsse gibt es in Altenbeken, Bielefeld, Herford und Paderborn.

#### Busverkehr
Im Straßenpersonennahverkehr ist Detmold über ein Regionalbusnetz mit der Region verbunden. Alle Busse halten am Detmolder Bahnhof. Der innerstädtische Verkehr wird durch das 1994 von der Stadtverkehr Detmold GmbH aufgebaute Stadtbussystem geleistet, das mit seinen acht Linien teilweise dem bis 1954 bestehenden Straßenbahnnetz entspricht. An Wochenenden und in Tagesrandlagen wird der Busverkehr teilweise durch anrufpflichtige Anrufsammeltaxis ersetzt. Detmold gehört zum Tarifverbund Westfalentarif.

#### Luftverkehr
Der ehemalige Fliegerhorst der Britischen Rheinarmee wurde am 31. Juli 1995 aufgelöst und an die Stadt Detmold übergeben. Die Stadt veräußert Grundstücke und Gebäude des Geländes, um sie einer neuen Nutzung zuzuführen. Der heutige Flugplatz Detmold ist ein ziviler Sonderlandeplatz und wird vom Luftsportverein Detmold e. V. genutzt.
Der nächstgelegene internationale Flughafen ist der Flughafen Paderborn/Lippstadt, der rund 60 km südwestlich von Detmold liegt und über die A 33 zu erreichen ist.

#### Radwege
Die Radfernwege Römer-Lippe-Route, Wellness-Radroute und die BahnRadRoute Weser-Lippe führen durch das Stadtgebiet. Außerdem verläuft der Europaradwanderweg R1 von Calais (Frankreich) nach Tallinn (Estland) im Süden (Externsteine) durch die Stadt.

#### Fußwege
Durch das historische Zentrum von Detmold zieht sich eine Fußgängerzone, deren Hauptstraßen Lange Straße, Bruchstraße und Schülerstraße sich kreuzförmig im Marktplatz treffen. Von der Fußgängerzone sind der Schlosspark und die Umsteigehaltestelle Rosental zu erreichen. Fußwege verbinden weitere Teile der Stadt mit dem Zentrum. Über den Rad- und Fußweg entlang des Friedrichstaler Kanals ist die Innenstadt an das Wanderwegnetz angeschlossen. Markante Wanderwege sind der Europäische Fernwanderweg E1, der von Schweden über Lemgo durch Detmold und über die Externsteine weiter nach Sizilien führt, der Hermannsweg, der über den Kamm des Teutoburger Waldes verläuft, und der Residenzweg.

### Medien
Der private Radiosender Radio Lippe sendet aus Detmold ein lokales Programm für den Kreis Lippe.
Der Westdeutsche Rundfunk (WDR) hat in der Stadt ein eigenes Regionalbüro, das zum WDR-Studio Bielefeld gehört und alle Programme des WDR und der ARD mit Radio- und Fernsehbeiträgen aus dem Kreis Lippe versorgt.
Die Lippische Landes-Zeitung hat ihren Sitz in Detmold und ist die einzige Lokalzeitung im gesamten Kreis.
Im Stadtgebiet werden drei kostenlose Anzeigenblätter verteilt:
- insgesamt 15-mal jährlich (Stand: 2018) wird der Detmolder Kurier der Kurier-Verlag GmbH & Co. KG in Horn-Bad Meinberg herausgebracht

### Öffentliche Einrichtungen
Detmold gilt im Volksmund als Stadt der Behörden und Beamten. Neben der Stadtverwaltung sind dort auch die Kreisverwaltung für den Kreis Lippe mit etwa 400 Beamten und Angestellten sowie die Regierung des Regierungsbezirks Detmold mit rund 600 Mitarbeitern ansässig. Detmold beheimatet weitere Behörden, wie zum Beispiel das Chemische und Veterinäruntersuchungsamt Ostwestfalen-Lippe in Jerxen-Orbke. Weitere wichtige Behörden sind die Agentur für Arbeit der Bundesanstalt für Arbeit und das Finanzamt Detmold.
In Detmold sind vier Gerichte ansässig, nämlich das Landgericht am Kaiser-Wilhelm-Platz, das Arbeitsgericht, das Sozialgericht und das Amtsgericht. Die Zuständigkeit des Sozialgerichts Detmold umfasst den gesamten Regierungsbezirk, während das Landgericht und das Arbeitsgericht für das Kreisgebiet zuständig sind. Der Bereich des Amtsgerichts in Detmold umfasst hingegen die Städte und Gemeinden Detmold, Lage, Oerlinghausen, Augustdorf, Schlangen und Horn-Bad Meinberg. Außerdem ist Detmold Sitz einer Staatsanwaltschaft und der Justizvollzugsanstalt Detmold, deren Zuständigkeitsbereiche sich mit dem des Landgerichts decken.
Detmold ist Sitz der Industrie- und Handelskammer (IHK) Lippe zu Detmold. IHK-Bezirk ist der Kreis Lippe. Die Stadt ist auch Sitz des Deutschen Jugendherbergswerks. Die Stadtbücherei Detmold befindet sich in der Nähe des Hornschen Tors. Der Kreis Lippe ist Träger des örtlichen Klinikums Lippe-Detmold, eines für die Stadt wichtigen Arbeitgebers mit 755 Planbetten im Verband der Klinikum Lippe GmbH.
Detmold ist Sitz des Landeskirchenamtes der Lippischen Landeskirche.
Die Bundeswehr unterhält auf der Liegenschaft des ehemaligen Bundeswehrkrankenhauses Detmold einige Facharztgruppen, die dem Fachsanitätszentrum Augustdorf unterstellt sind. Die Schließung des Standortes an der Heldmannstraße ist für das I. Quartal 2014 geplant.
Mit dem größten Ortsverband des Regionalbereichs Bielefeld ist auch die Bundesanstalt Technisches Hilfswerk in Detmold vertreten. Ein Technischer Zug mit einer Bergungsgruppe, einer Fachgruppe Notversorgung und Notinstandsetzung, einer Fachgruppe Wasserschaden/Pumpen und einer Fachgruppe Räumen (Typ C) ist hier ebenso stationiert wie eine Fachgruppe Führung/Kommunikation.

### Bildung

#### Hochschulen und Forschungseinrichtungen

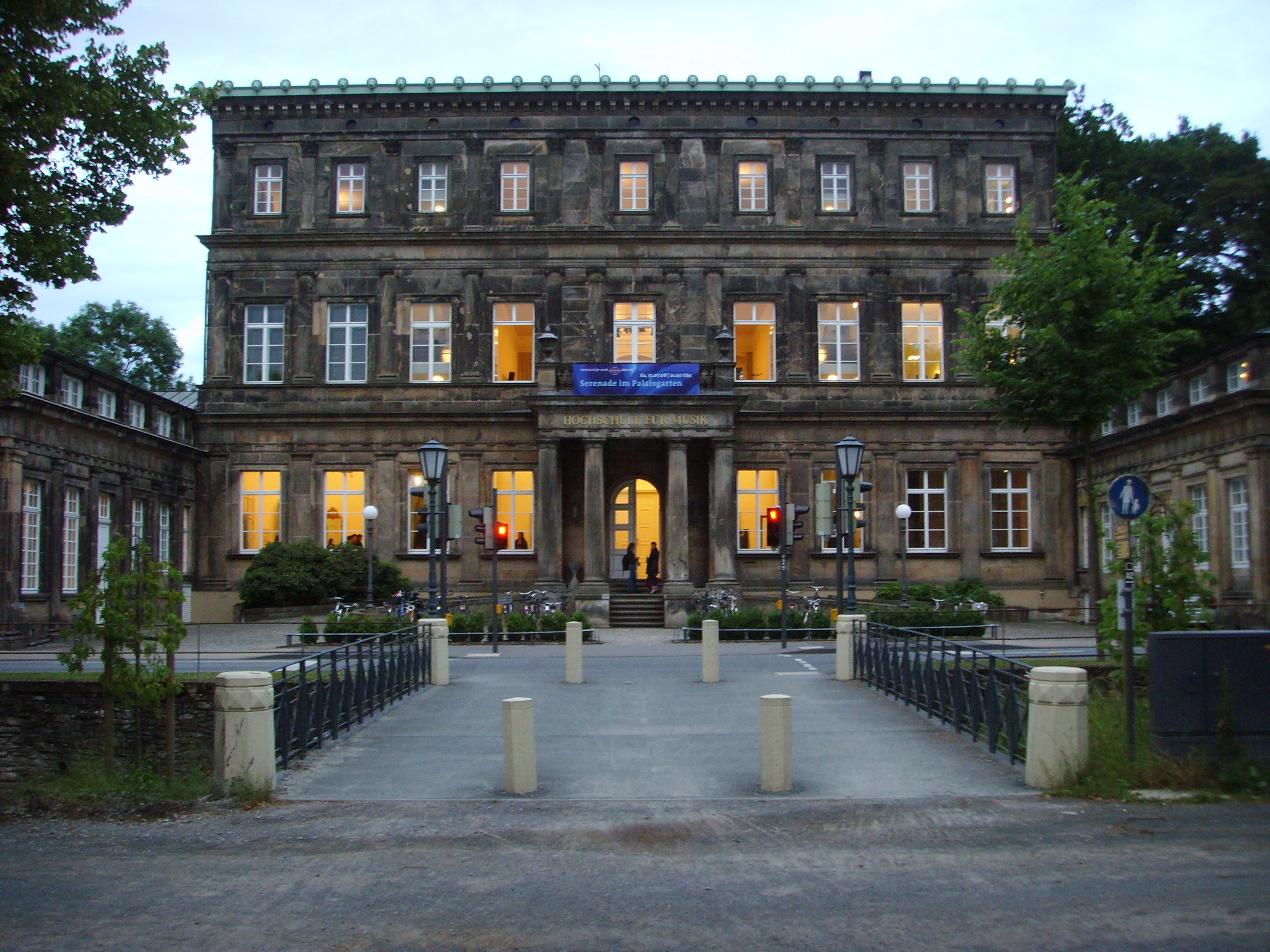
Hochschule für Musik im Gebäude des Palais

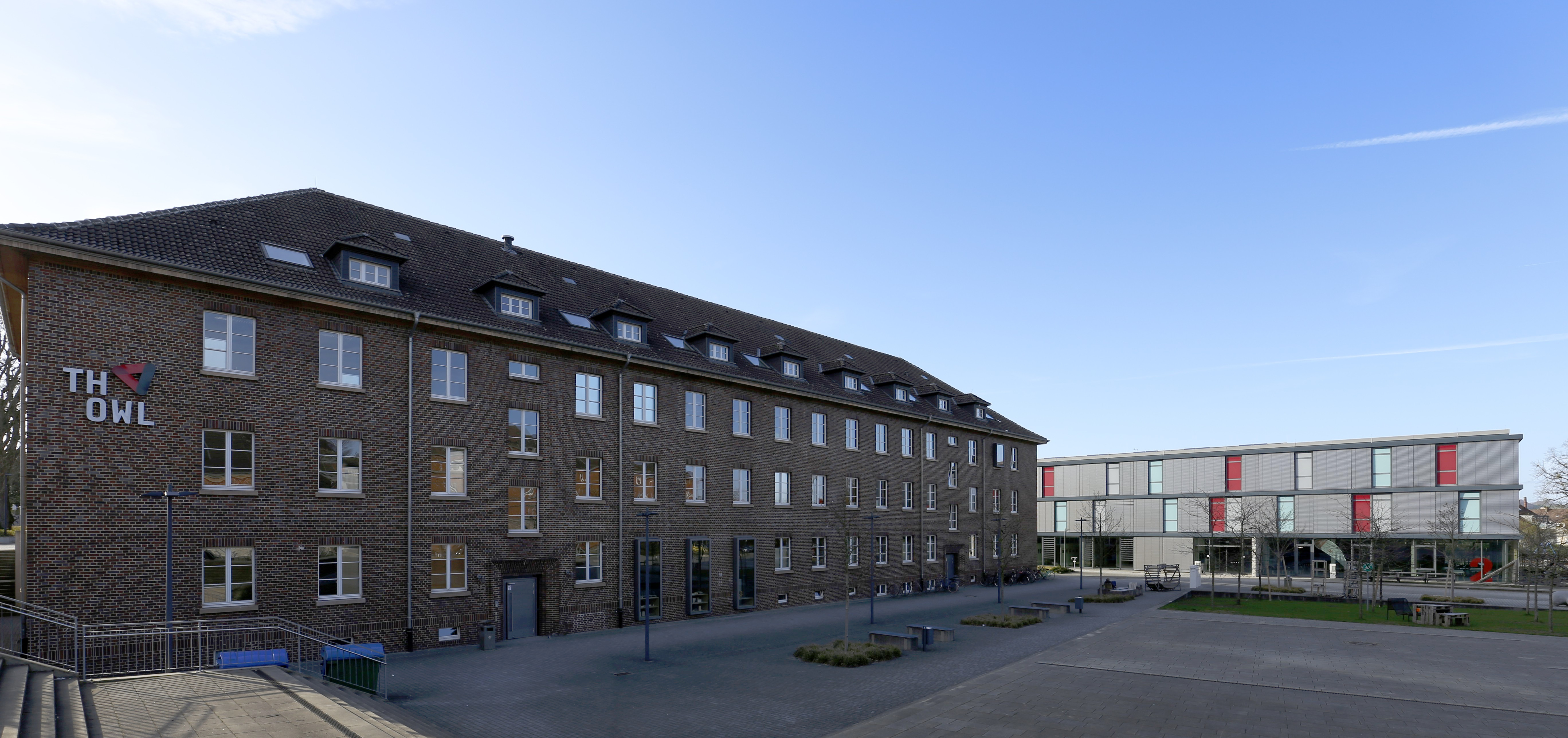
TH OWL, Campus Detmold (2019)

Detmold ist Hochschulstadt mit der Hochschule für Musik Detmold und dem Standort Detmold der Technischen Hochschule Ostwestfalen-Lippe (weitere Standorte sind der Hauptsitz in Lemgo sowie Höxter). In Detmold sitzt auch das Musikwissenschaftliche Seminar der Universität Paderborn.
In Detmold befindet sich ein Standort des Max-Rubner-Instituts, dem Bundesforschungsinstitut für Ernährung und Lebensmittel (weitere Standorte sind der Hauptsitz Karlsruhe sowie Kiel und Kulmbach).

#### Schulen
In Detmold gibt es 13 Grundschulen, die über das Stadtgebiet verteilt sind.
Zwei Hauptschulen sind in der Stadt. Die Heinrich-Drake-Realschule ist 1969 als Realschule II gegründet worden. Später wurde sie zu Ehren des Detmolder Politikers Heinrich Drake umbenannt. Die Realschule I liegt wie das Leopoldinum und das Christian-Dietrich-Grabbe-Gymnasium im sogenannten kleinen Schulzentrum Detmolds in unmittelbarer Nähe zur Innenstadt. Das Schulgebäude wurde Anfang der 1950er Jahre erbaut und beherbergte zunächst das damalige Leopoldinum I. Ende der 1970er Jahre bezog die neugegründete Realschule I den Bau, nachdem für das Leopoldinum I ein Neubau errichtet worden war.
Weiterhin gibt es noch das Stadtgymnasium Detmold, die Schule wurde als Töchterschule 1830 gegründet, seit 1871 Höhere Töchterschule, über verschiedene Zwischenstationen schließlich seit 1950 Städtisches Mädchengymnasium, seit 1966 Stadtgymnasium.
Daneben gibt es noch das private August-Hermann-Francke-Gymnasium. Dieses und das Stadtgymnasium sind für die Schuljahre 2023/2024 bis 2025/2026 als Bündelungsgymnasien ausgewiesen.
Als Gesamtschule gibt es neben der städtische Geschwister-Scholl-Gesamtschule die private evangelische August-Hermann-Francke-Gesamtschule sowie die Waldorfschule Detmold, die in den Gebäuden der ehemaligen Actien-Bier-Brauerei Falkenkrug liegt.
Aufgrund des starken russlanddeutschen Einflusses finden sich in Detmold Grund- und weiterführende Schulen (August-Hermann-Francke-Schulen) in freier christlicher Trägerschaft.

### Wirtschaft

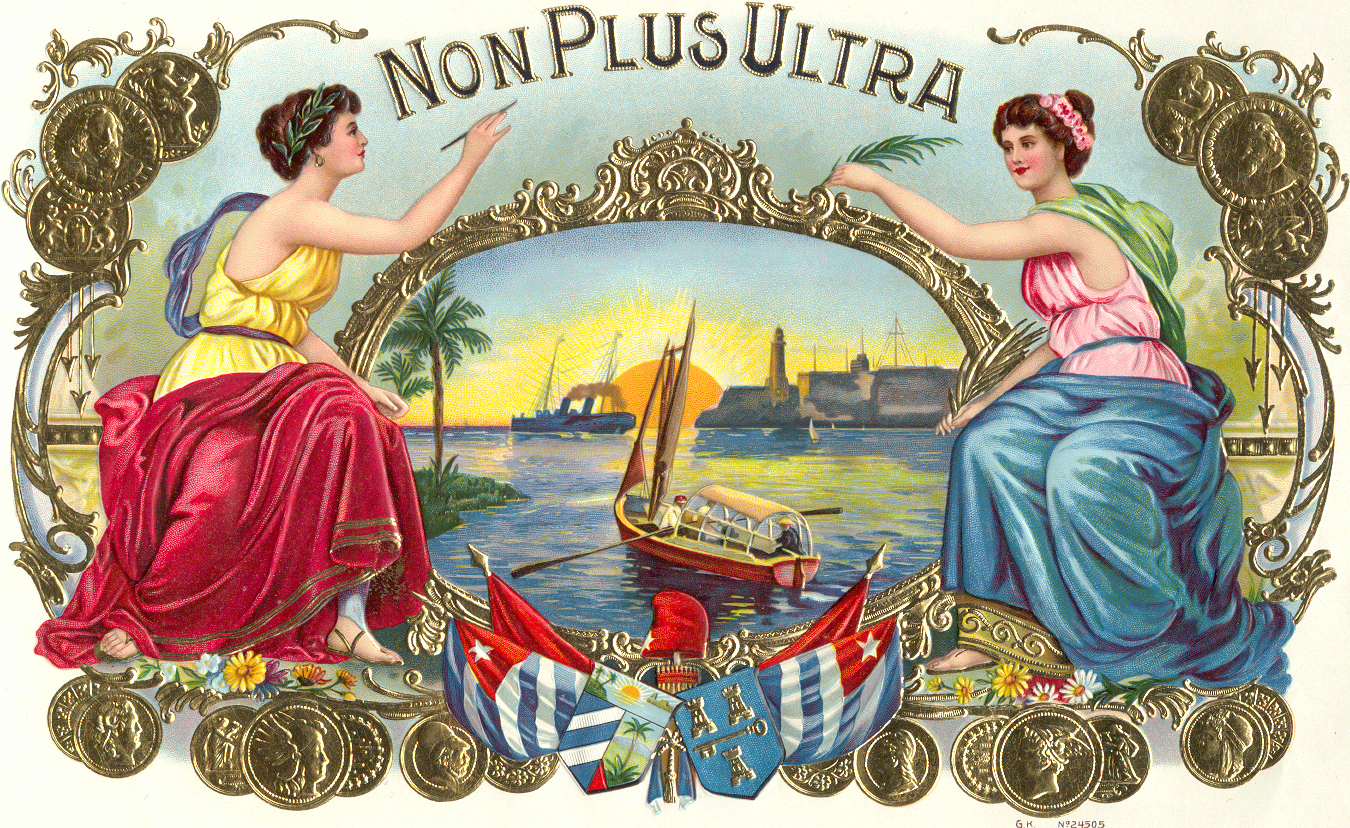
Zigarrendeckelbild von 1907, gedruckt bei Fa. Gebr. Klingenberg in Detmold

Um 1850 lag Lippe in der industriellen Entwicklung im Vergleich zu Bielefeld um mehr als ein halbes Jahrhundert zurück. Erst am Ende des 19. Jahrhunderts begann eine zaghafte Entwicklung, die man als industriellen Ausbau des Handwerks bezeichnen könnte. Als Hauptursachen sind die restriktive Politik der lippischen Landesherren, das Festhalten an traditionellen Wirtschaftsformen und die verspätete Anbindung an das Eisenbahnnetz auszumachen.
Industrielle Betriebe entstanden in Lippe zunächst in den Wirtschaftsbereichen Stärkeverarbeitung, Seidenspinnerei, Brauereiwesen, Zigarrenproduktion und Druckerei. Der größte Betrieb in Detmold war die 1865 gegründete Druckerei Gebrüder Klingenberg, die mit ihren im Steindruck gefertigten Zigarrendeckelbildern Weltruf erlangte. Kinderarbeit war die Regel; im Jahr 1878 wurden in Lippe 431 Kinder und Jugendliche in 54 Fabriken gezählt.
Zu Beginn des 20. Jahrhunderts entwickelte sich die Möbelindustrie, bedingt durch große Holzvorkommen in Lippe. Zu nennen sind die Firmen Hilker, Brand und Temde. Die erste deutsche Tischlerfachschule wurde in Detmold gegründet. Auch die Nahrungsmittelindustrie eröffnete zwei Betriebe, die Detmolder Kekswerke August Fricke und die Keksfabrik Pecher. Nach dem Zweiten Weltkrieg kam es zunehmend zur Gründung von metallverarbeitenden Betrieben, wie der Firma Weidmüller, während Ende des 20. Jahrhunderts die Möbelindustrie ihren Niedergang erlebte.

#### Heutige Unternehmen
Einer der größten Arbeitgeber ist die Firma Weidmüller, ein Hersteller von Komponenten für die elektrotechnische Verbindungstechnik zur Übertragung von Energie, Signalen und Daten. Am Stammsitz in Detmold arbeiten zirka 1850 (2012) der weltweit 4500 Mitarbeiter (2016). Das Unternehmen erzielte nach eigenen Angaben im Geschäftsjahr 2016 680,4 Millionen Euro Umsatz.
Die Wortmann Schuh-Holding KG ist ein Schuhproduktions- und -vertriebsunternehmen. Die Unternehmensgruppe ist mit eigenen Gesellschaften an acht Standorten in Europa, weiteren elf in Fernost vertreten und beschäftigt international 1028 Mitarbeiter. Das Unternehmen erzielte im Geschäftsjahr 2011/2012 einen Umsatz von 999,3 Mio. Euro.
Die Jowat SE, gegründet 1919 in Breslau, stellt Klebstoffe für Anwendungen im Bereich der Holz- und Möbelindustrie, Papier- und Verpackungsindustrie, Grafischen Industrie und Buchbinderei, des Fahrzeugbaus, der Automobil- u. Automobilzulieferindustrie und der Technischen Textilien und Textilindustrie her. Als es 1945 infolge des Zweiten Weltkriegs zur Neuaufteilung Deutschlands kam, siedelte sich die Firma in Detmold in der Nähe der holzverarbeitenden Industrie an. Das Unternehmen hat Tochterfirmen für die Produktion und den Vertrieb in 21 Ländern weltweit und beschäftigt über 1000 Mitarbeiter. 2014 erzielte das Unternehmen rund 250 Millionen Euro Umsatz.
Im Dienstleistungssektor ist die Versicherungsbranche wichtig für die Stadt Detmold, die Stammsitz dreier Versicherungsunternehmen ist, namentlich der Lippischen Landes-Brandversicherungsanstalt mit etwa 480 Mitarbeitern, sowie zweier hier ansässiger Tochterunternehmen aus dem Verbund der Versicherer im Raum der Kirchen, der Familienfürsorge Lebensversicherung und der Pax-Familienfürsorge Krankenversicherung mit zusammen etwa 340 Mitarbeitern. Ebenfalls dem Versicherungssektor zuzuordnen ist das Versicherungsmaklerunternehmen Ecclesia Holding GmbH, das von seinen international 1750 Mitarbeitern an seinem Hauptsitz in Detmold 700 Personen beschäftigt.
Weitere große Unternehmen sind die Stadtwerke Detmold GmbH mit einem jährlichen Umsatz von etwa 70 Millionen Euro, die etwa 80.000 Menschen (Stand: 2005) versorgen und das Spaßbad Aqualip betreiben sowie die Sparkasse Detmold, die 2006 mit 796 Mitarbeitern eine Bilanzsumme von 2,905 Milliarden Euro erwirtschafteten. Im Lippischen Zeitungsverlag Giesdorf GmbH & Co. KG erscheint die lokale Tageszeitung Lippische Landes-Zeitung. Mit der 1863 gegründeten, inzwischen in der fünften Generation als Familienunternehmen geführte Brauerei Strate verfügt Detmold über eine traditionsreiche Biermarke. Seit 2005 gibt es in Detmold noch eine weitere Brauerei: Liebharts Privatbrauerei GmbH & Co. KG, die zur Unternehmensgruppe der Familie Liebhart rund um die Fruchtwerk Dr. Balke GmbH in Detmold gehört.
Ein bekanntes ehemals in Detmold ansässiges Unternehmen war die 1902 gegründete Firma Franz Hartmann, die Grundstoffe (Bilz Seele) für ein Limonadengetränk herstellte. Im Jahr 1905 wurde das Getränk in „Sinalco“ umbenannt. 1907 gründete der Unternehmer die Franz Hartmann Sinalco Aktiengesellschaft, die nach seinem Ausscheiden 1909 in Sinalco Aktiengesellschaft umbenannt wurde und die bis 1987 in Detmold die Grundstoffe produzierte und 1997 auch den Handelsbetrieb einstellte. Die Hövelmann-Getränkegruppe hat in den 1990er Jahren die Sinalco-Markenrechte gekauft und produziert jetzt die Sinalco Getränke in Duisburg-Walsum.
Das Säkularinstitut St. Bonifatius betreibt seit 1965 in Detmold seine Jugendbildungsstätte Kupferberg und hat daneben auch seine Zentrale.

## Sport
Im Jahr 2007 gab es in Detmold über 69 Sportvereine, in denen 80 verschiedene Sportarten angeboten wurden. Die bekanntesten Vereine sind der TSV Detmold von 1911 und der Detmolder Turnverein von 1860.
Die große Zeit des TSV Detmold, der 1911 als FC Teutonia Detmold gegründet wurde, begann 1946 nach dem Zweiten Weltkrieg. Der Höhepunkt war die Erringung der Westdeutschen Fußballmeisterschaft am 10. Juni 1950. Vor 14.000 Zuschauern gewann damals der TSV gegen Wuppertal-Cronenberg mit 5:1 auf dem Sportplatz unter den Pinneichen. In der Folgezeit konnte der TSV finanziell nicht mehr mit den größeren Vereinen mithalten und immer mehr Spieler wanderten ab, so dass er bis in die Landesliga und Bezirksliga abstieg. In der Saison 2010/2011 wird die 1. Fußballmannschaft in der Kreisliga A spielen.
Außer dem TSV Detmold gibt es noch den Post SV Detmold. Dieser Verein nutzt den Werresportplatz (Kunstrasenplatz) in der Stadtmitte. Wenn der Post SV Detmold und TSV Detmold gegeneinander spielten sprach man oft vom Detmolder Lokalderby. Nach der Fusion beider Vereine wird der Spielbetrieb unter dem Namen Post TSV Detmold seit Beginn der Spielserie 2015/2016 fortgesetzt, dabei spielt die 1. Herrenmannschaft in der Bezirksliga.
Im Jugendfußball ist aktuell der SV Eintracht Jerxen-Orbke der stärkste Vertreter der Stadt. Die C-Junioren spielen in der Landesliga, die B- und A-Junioren in der Bezirksliga.
Der Detmolder Turnverein von 1860 ist mit etwa 1000 Mitgliedern der größte Verein in Detmold und bietet unter anderem Kunstturnen, Basketball, Handball und Fechten an.

## Persönlichkeiten der Stadt

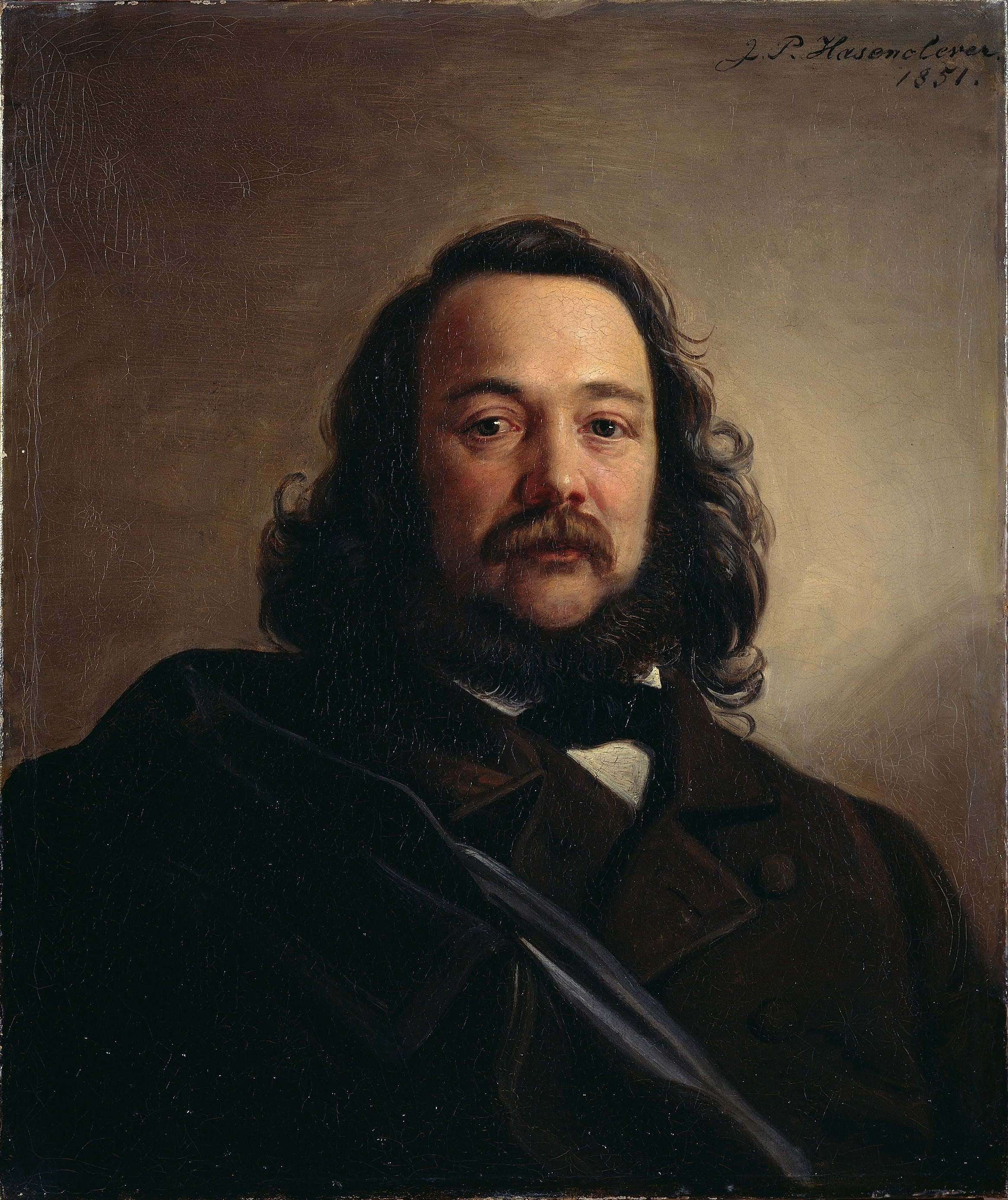
Ferdinand Freiligrath

Zu den bekanntesten Persönlichkeiten, die in Detmold geboren wurden, zählen die Dichter und Schriftsteller Ferdinand Freiligrath (1810–1876) und Georg Weerth (1822–1856). Ebenfalls aus Detmold stammt Christian Dietrich Grabbe (1801–1836), einer der wichtigsten Dichter der Literatur des Vormärz. International am bekanntesten ist Leopold Zunz (1794–1886), der Begründer der Wissenschaft des Judentums und Vorkämpfer der Emanzipation der Juden in Deutschland. Joseph Plaut (1879–1966) war Schauspieler, Vortragskünstler, Sänger und Heimatdichter. Gebürtige Detmolder sind auch der Altphilologe Manfred Fuhrmann (1925–2005), der Kunsthistoriker Hans Ottomeyer (* 1946), Direktor des Deutschen Historischen Museums in Berlin, die Schauspielerin Iris Berben (* 1950), der SPD-Politiker und 12. Bundespräsident Frank-Walter Steinmeier (* 1956) sowie Andreas Voßkuhle (* 1963), der 9. Präsident des Bundesverfassungsgerichts.
Wichtige Persönlichkeiten, die längere Zeit in Detmold lebten und arbeiteten, waren die Komponisten Albert Lortzing (1801–1851) und Johannes Brahms (1833–1897), der Politiker und Regierungspräsident Heinrich Drake (1881–1970), der Widerstandskämpfer Felix Fechenbach (1894–1933) und der Bassbariton Thomas Quasthoff (* 1959).
Zu den Ehrenbürgern der Stadt zählen neben Politikern auch Wissenschaftler und Künstler, die in Detmold wirkten. Die bekanntesten davon sind der Erbauer des Hermannsdenkmals, Ernst von Bandel (1871), Reichskanzler Otto von Bismarck (1895) und Reichspräsident Paul von Hindenburg (1917).
Weitere Persönlichkeiten Detmolds sind in der oben verlinkten Liste von Persönlichkeiten der Stadt Detmold verzeichnet.

## Detmold als Namensgeber
Der Name Detmold findet sich als Name von Schiffen und Flugzeugen. Der Fischdampfer Detmold wurde 1949 in Betrieb genommen, war bis 1961 im Einsatz und wurde 1962 verschrottet. Ab 1959 trug ein Minensuchboot der Vegesack-Klasse den Namen Detmold. Am 20. Oktober 1983 wurde ein Airbus A 310 mit dem Kennzeichen D-AICD auf den Namen Detmold getauft. Von 1995 bis 2014 trug die Boeing 737-300 mit dem Kennzeichen D-ABEW den Namen Detmold.